# 9. September
Der 9. September ist der 252. Tag des gregorianischen Kalenders (der 253. in Schaltjahren), somit bleiben 113 Tage bis zum Jahresende.

## Ereignisse

### Politik und Weltgeschehen

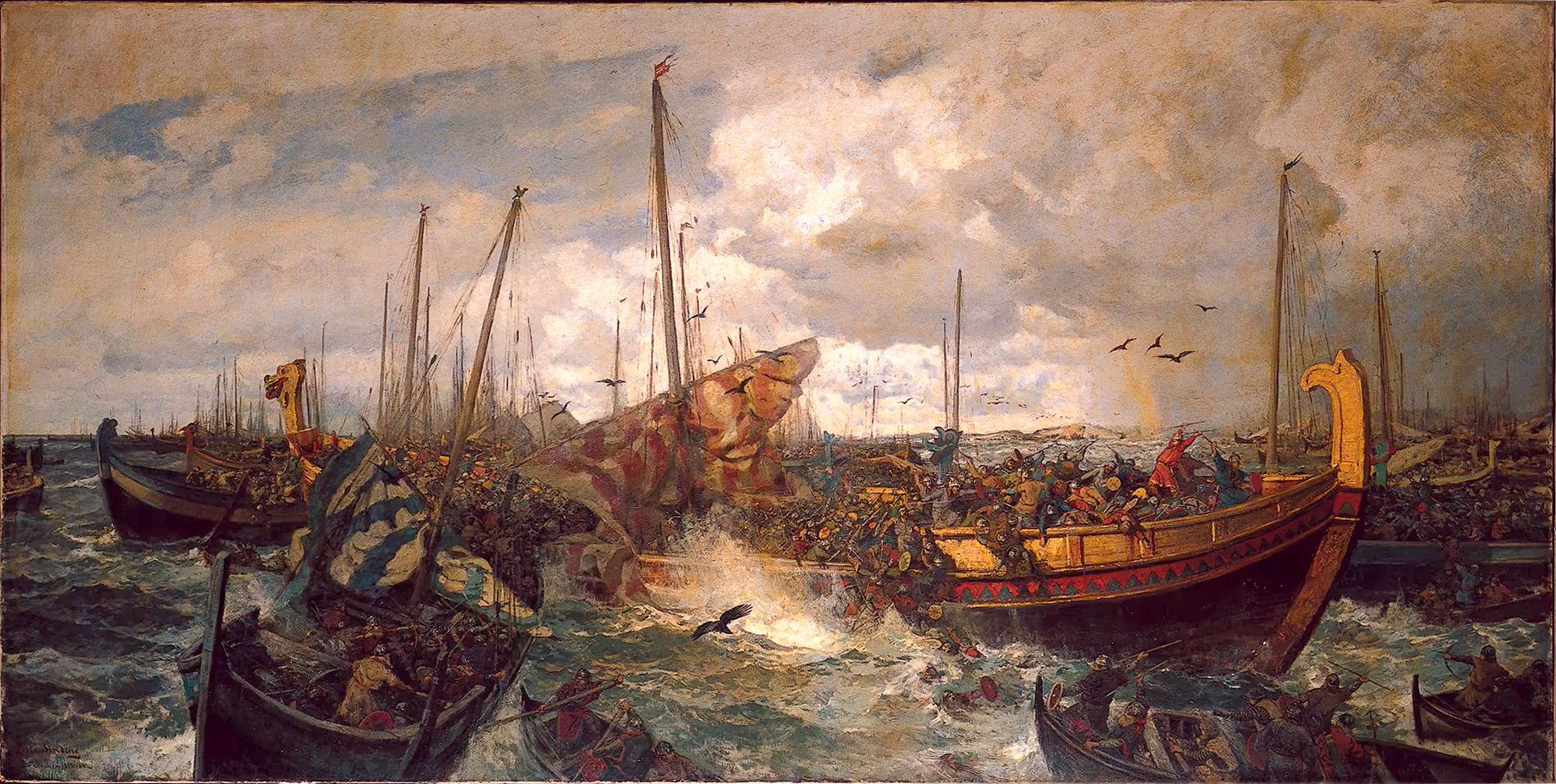
1000: Svolder (Historiengemälde)

- 1000: In der Seeschlacht von Svold besiegt eine dänisch-schwedische Wikingerflotte unter Sven Gabelbart und Olof Skötkonung den christlichen König Olav Tryggvason von Norwegen, der durch einen Sprung ins Meer Selbstmord begeht.
- 1438: Alfons V. wird König von Portugal, wegen seiner Minderjährigkeit zunächst unter Regentschaft der Eleonore von Aragonien und Peter von Coimbras.
- 1493: In der Schlacht auf dem Krbava-Feld besiegen die Osmanen die kroatische Feudalarmee vernichtend.
- 1499: Vasco da Gama, dem Entdecker des Seeweges nach Indien, wird bei seiner Rückkehr nach Lissabon ein triumphaler Empfang bereitet.
- 1513: In der Schlacht von Flodden Field trifft eine schottische Invasionsarmee der Auld Alliance unter der Führung von König Jakob IV. auf eine englische Armee unter Thomas Howard. Die Schlacht endete mit einer vernichtenden Niederlage der Schotten und dem Tod ihres Königs.
- 1543: Maria Stuart wird mit neun Monaten zur Königin von Schottland gekrönt.

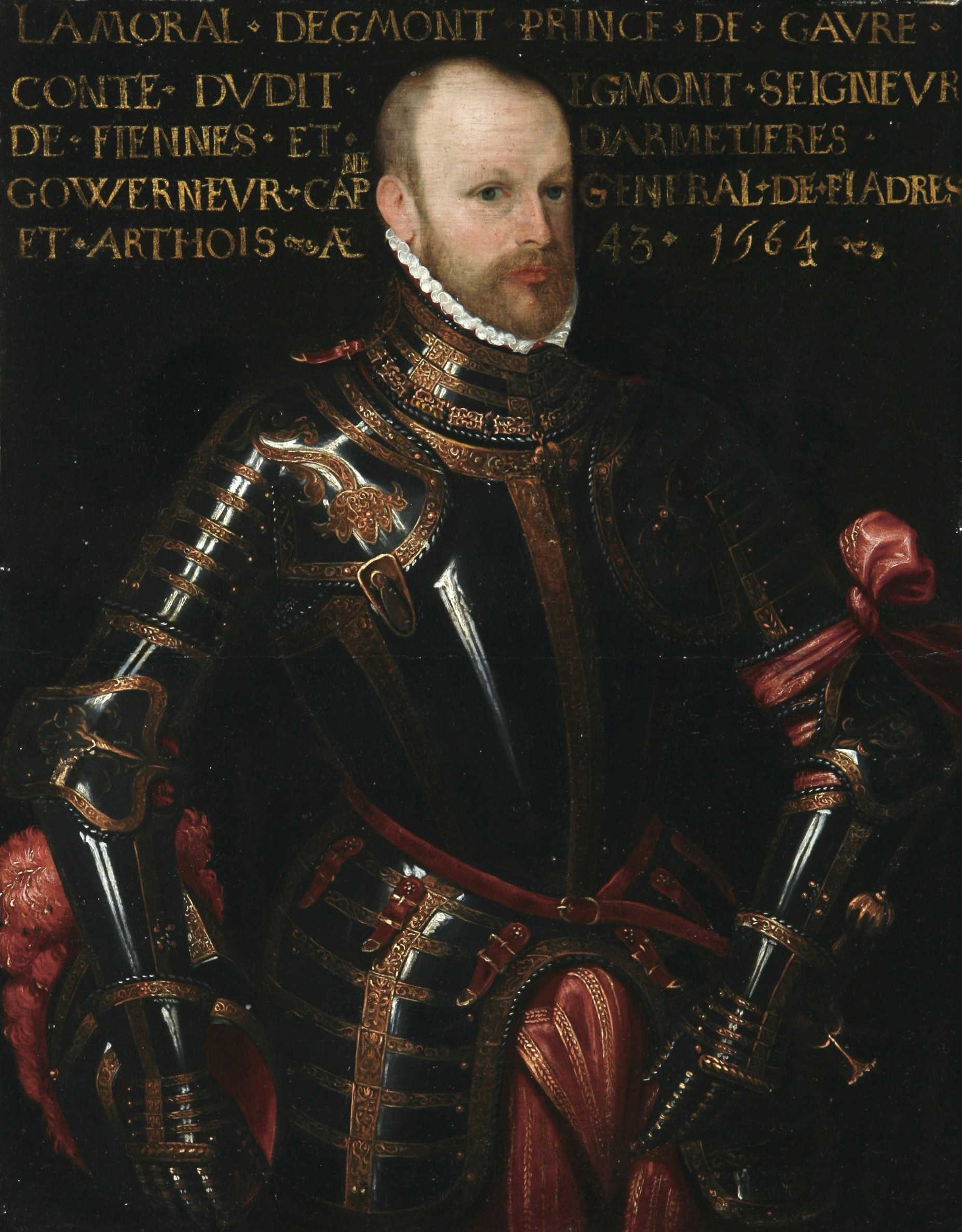
1567: Graf von Egmond

- 1567: Graf Lamoral von Egmond, Statthalter der Spanischen Niederlande, wird von Fernando Álvarez de Toledo, Herzog von Alba wegen Hochverrats gefangen genommen.
- 1570: Mit der Einnahme von Nikosia gelingt den Osmanen ein erster Erfolg bei der Eroberung Zyperns, der zu Venedig gehörenden Insel. Zypern ist ein Angriffsziel im fünften Venezianischen Türkenkrieg.
- 1619: Ferdinand II. von Habsburg wird in Frankfurt am Main zum römisch-deutschen Kaiser gekrönt.
- 1666: Mit dem Vertrag von Kleve versuchen das Kurfürstentum Brandenburg und das Herzogtum Pfalz-Neuburg den Jülich-Klevischen Erbfolgestreit endgültig zu beenden.
- 1706: Ein französisches Korps ist im Spanischen Erbfolgekrieg in der Schlacht von Castiglione gegenüber einer österreichischen Armee siegreich.
- 1739: In der britischen Kolonie South Carolina kommt es zum Stono-Aufstand schwarzer Sklaven.
- 1814: Die Schweizerische Eidgenossenschaft verabschiedet einen neuen Bundesvertrag in der nachnapoleonischen Zeit.
- 1835: Im Frankreich der Julimonarchie führen die Septembergesetze zur Wiedereinführung der Zensur für die Presse und höheren Strafandrohungen für Journalisten. Das Bekenntnis zur Republik wird verboten.

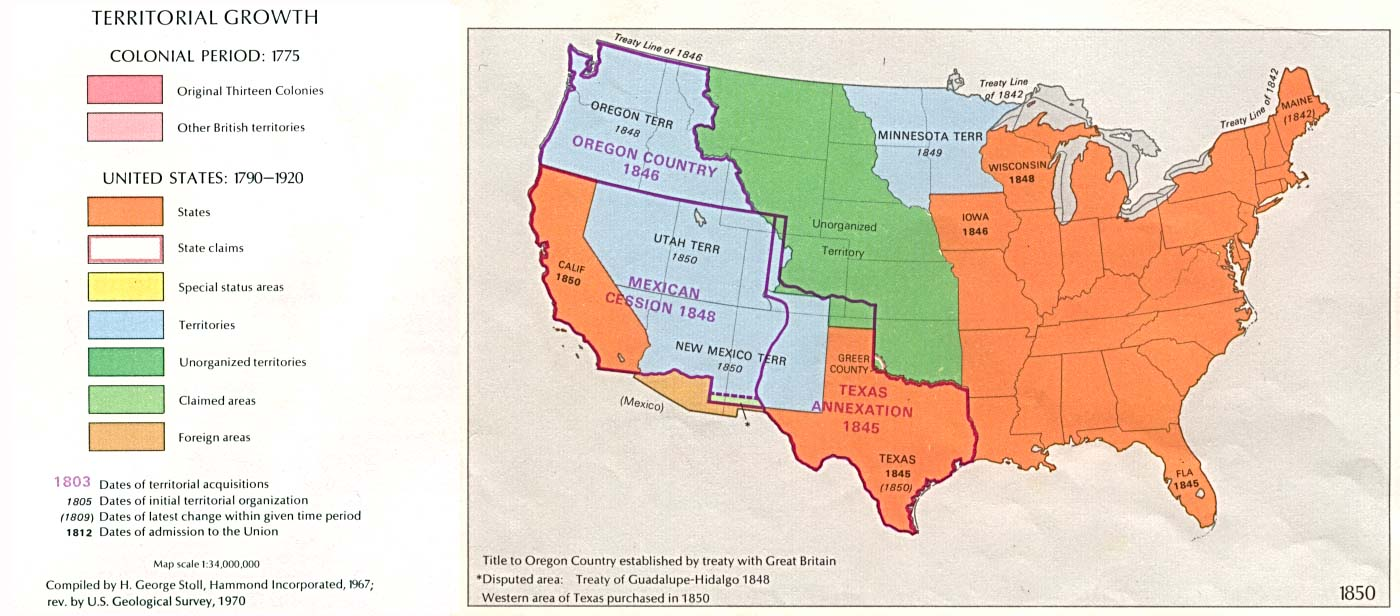
1850: Die politische Einteilung der USA

- 1850: Oberkalifornien tritt unter dem Namen Kalifornien als 31. Staat den USA bei. Gleichzeitig organisieren die Vereinigten Staaten die 1848 im Vertrag von Guadalupe Hidalgo nach dem Mexikanisch-Amerikanischen Krieg von Mexiko erworbenen Gebiete als Territorien. Der nordöstliche Teil wird zum Utah-Territorium zusammengefasst, der südöstliche Teil zum New-Mexico-Territorium. Texas, das große Gebiete an die neuen Territorien abtreten muss, wird im Kompromiss von 1850 mit 10 Millionen Dollar entschädigt.
- 1855: Mit de Abzug der russischen Besatzung endet nach 11 Monaten die Belagerung von Sewastopol im Krimkrieg.
- 1867: Die letzten preußischen Truppen verlassen die Stadt Luxemburg, nachdem das Land nach der Londoner Konferenz im Mai für neutral und unabhängig erklärt worden ist.
- 1899: Alfred Dreyfus wird nach der Aufhebung des ersten Urteils durch den französischen Kassationsgerichtshof erneut wegen Spionage schuldig gesprochen, es werden ihm jedoch mildernde Umstände zuerkannt und er wird zu 10 Jahren Freiheitsstrafe verurteilt. Er wird von Staatspräsident Émile Loubet umgehend begnadigt.
- 1901: Zwischen Österreich-Ungarn und Mexiko werden die diplomatischen Beziehungen wieder aufgenommen. Sie waren seit der Erschießung des mexikanischen Kaisers Maximilian I., Bruder des österreichisch-ungarischen Monarchen Franz Joseph I., im Jahr 1867 unterbrochen.

- 1914: Erster Weltkrieg:

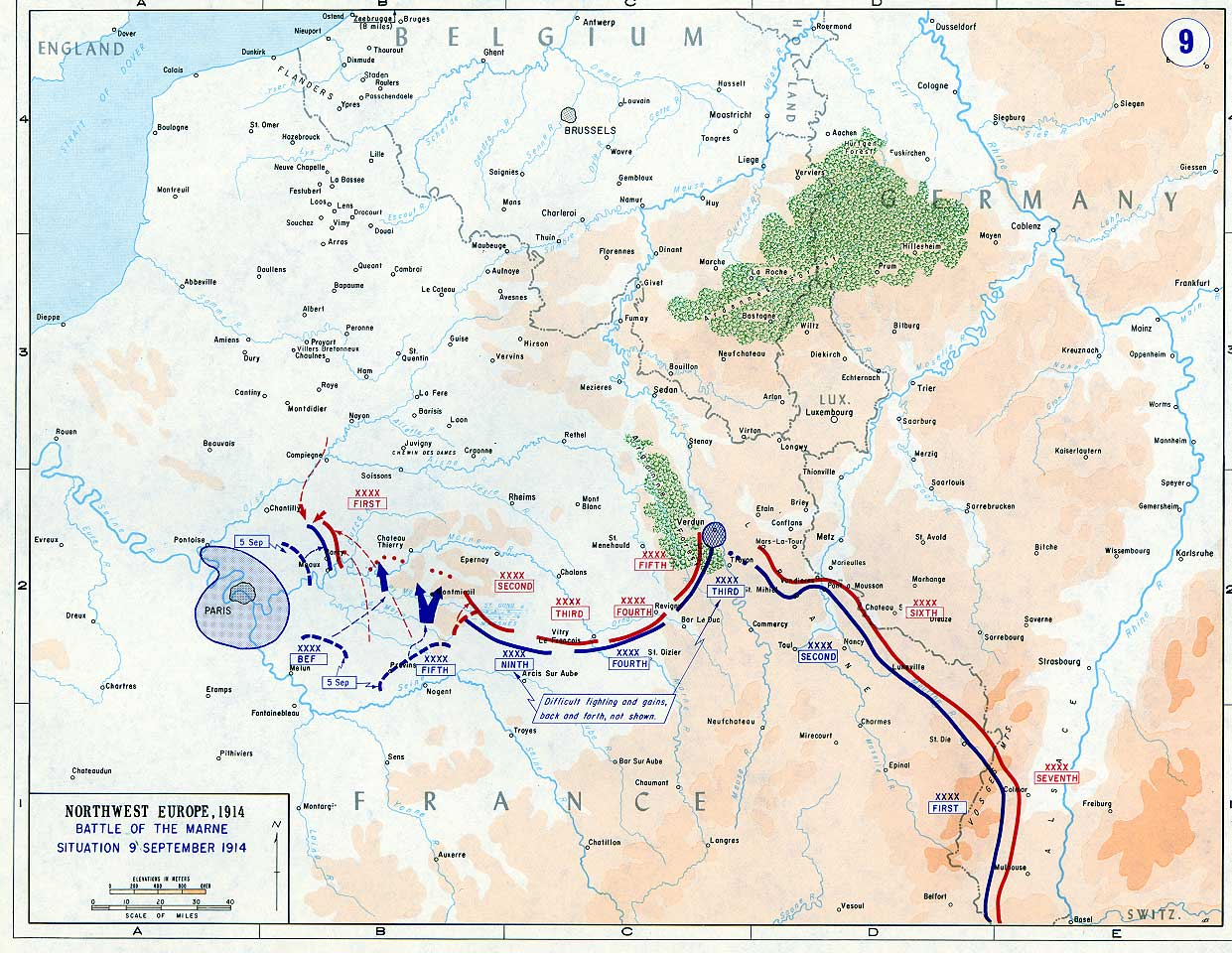
1914: Die Marne-Schlacht

  - Im Verlauf der Marneschlacht müssen sich die deutschen Truppen angesichts einer französisch-englischen Gegenoffensive zurückziehen. Der Schlieffen-Plan zur schnellen Niederwerfung Frankreichs ist damit gescheitert.
  - Im Septemberprogramm definiert Reichskanzler Bethmann Hollweg die Kriegsziele des Deutschen Reichs.
- 1922: Kleinasiatische Katastrophe: Im Griechisch-Türkischen Krieg erobern die Türken die kleinasiatische Stadt Smyrna. Die mehrheitlich griechische und armenische Bevölkerung wird getötet oder vertrieben.
- 1939: Polnische Truppen unter General Tadeusz Kutrzeba beginnen an der Bzura eine überraschende Gegenoffensive gegen die deutsche 8. Armee und bringen diese für einige Tage in Bedrängnis.
- 1939: Einheiten der Wehrmacht beginnen den Kampf um die polnische Marinebasis Hel, der bis zum 2. Oktober dauert.
- 1942: Das NS-Regime beschließt den Bau von sechs Flaktürmen zum Schutz des Wiener Stadtgebiets.
- 1943: Die Alliierten landen Truppen bei Salerno (Operation Avalanche) und Tarent (Operation Slapstick) zur Eroberung des italienischen Festlandes an.
- 1943: Adolf Hitler unterschreibt den Erlass zur Einrichtung des Deutschen Wohnungshilfswerks.
- 1943: Mit der ersten einsatzfähigen funkgesteuerten Waffe Fritz X wird das italienische Schlachtschiff Roma durch präzisionsgelenkte Munition von der deutschen Luftwaffe versenkt.
- 1944: Einen Tag nach dem Beginn des sowjetischen Einmarsches kommt es in Bulgarien zu einem kommunistischen Putsch gegen die Regierung Konstantin Murawiews.
- 1945: Nach der formellen Kapitulation Japans eine Woche zuvor gegenüber den USA kapituliert auch die japanische China-Armee formell gegenüber Chiang Kai-shek. Damit ist der Japanisch-Chinesische Krieg beendet.
- 1948: Kim Il-sung proklamiert mit der Demokratischen Volksrepublik Korea einen zweiten koreanischen Staat.
- 1948: Berlin-Blockade: Anlässlich der West-Berliner Demonstration vor dem zerstörten Reichstagsgebäude formuliert Bürgermeister Ernst Reuter in seiner Rede: „Ihr Völker der Welt! Schaut auf diese Stadt!“
- 1962: Der französische Staatspräsident Charles de Gaulle hält im Ludwigsburger Schlosshof die Rede an die deutsche Jugend, die als entscheidender Schritt auf dem Weg zum deutsch-französischen Freundschaftsvertrag gilt.
- 1964: Bürgern in der DDR wird eine Besuchsreise pro Jahr zu Verwandtenbesuchen im Westen vom Ministerrat der DDR zugebilligt.
- 1975: Die im Zusammenhang mit der Entführung von Peter Lorenz gesuchten Ralf Reinders, Inge Viett und Juliane Plambeck werden in Berlin-Steglitz festgenommen.
- 1980: Aktivisten der US-amerikanischen Pflugscharbewegung um Philip und Daniel Berrigan dringen in eine Atomwaffenfabrik von General Electric ein und zerstören mit Hämmern zwei Sprengkopfhülsen.
- 1986: Der Deutsche Bundestag hält seine erste Sitzung im ehemaligen Bonner Wasserwerk ab, weil das Parlamentsgebäude einer Renovierung bedarf.
- 1990: Neun Monate nach Ausbruch des Liberianischen Bürgerkrieges wird der seit 1980 regierende Staatspräsident Samuel K. Doe von Rebellen festgenommen und hingerichtet.
- 1991: Tadschikistan wird von der Sowjetunion unabhängig.
- 2001: Ahmad Schah Massoud, der Anführer des afghanischen Widerstandes gegen die Taliban, wird von Attentätern der al-Qaida getötet.
- 2004: In der indonesischen Hauptstadt Jakarta explodiert eine Autobombe vor der australischen Botschaft und tötet 11 Menschen.

### Wirtschaft

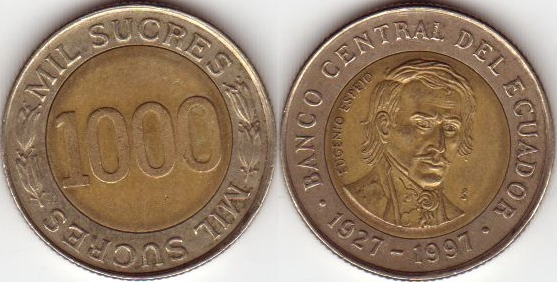
2000: 1000-Sucre-Münze Ecuadors

- 1923: Infolge der Inflation muss der Berliner Straßenbahnbetrieb vollständig eingestellt werden.
- 2000: Wegen seiner immensen Inflationsrate wird in Ecuador die Währung Sucre abgeschafft und auf den US-Dollar umgestellt.

### Wissenschaft und Technik
- 1409: In einer Bulle genehmigt Papst Alexander V. die Errichtung der Universität Leipzig.
- 1583: Die Julius-Maximilians-Universität Würzburg wird gegründet.
- 1878: Auf dem Burgberg von Pergamon beginnt Carl Humann mit Ausgrabungen. Zu den bedeutsamen Funden nach mehrjähriger Arbeit zählt der Pergamonaltar.
- 1892: Edward Barnard entdeckt durch ein Teleskop den Jupitermond Amalthea.
- 1913: Der russische Militärpilot Pjotr Nesterow fliegt bei Kiew in einer Nieuport IV den ersten Looping der Geschichte. Sein Vorgesetzter bestraft ihn dafür disziplinarisch. Kurze Zeit danach gelingt auch dem Franzosen Adolphe Pégoud als Zweitem dieses Flugmanöver.

1947: Der erste Bug

- 1947: In einem Relais des Computers Mark II Aiken Relay Calculator wird eine Motte gefunden. Computerpionierin Grace Hopper führt später (fälschlicherweise) die Entstehung des Begriffs Bug auf dieses Ereignis zurück (und gibt zudem das Jahr des Vorfalls mit 1945 an).
- 1961: Mit der Long Beach stellt die US Navy den weltweit ersten Atomkreuzer in Dienst.
- 1965: Die Bundeswehr stellt den ersten Leopard-Panzer in Dienst.
- 1975: Die NASA-Raumsonde Viking 2 wird gestartet. Ihr Ziel ist die Erforschung des Planeten Mars.
- 1986: Der Compaq Deskpro 386 erscheint auf dem Markt. Die PC World nennt ihn den zweit bedeutendsten Personalcomputer aller Zeiten, nach dem ursprünglichen Apple II.
- 2001: Morgens um 01:46:40 UTC waren eine Milliarde Sekunden seit Start der Unixzeit am 1. Januar 1970 um 0:00:00 vergangen.

### Kultur
- 1668: Der Geizige, eine Komödie in fünf Akten von Molière, wird in Paris erstmals aufgeführt.
- 1886: Internationales Urheberrecht: In Bern wird die Übereinkunft zum Schutz von Werken der Literatur und Kunst  unterzeichnet.
- 1922: Im Berliner Theater wird die Operette Madame Pompadour von Leo Fall uraufgeführt.
- 1943: Die Uraufführung von Bertolt Brechts Drama Leben des Galilei findet in Zürich statt.

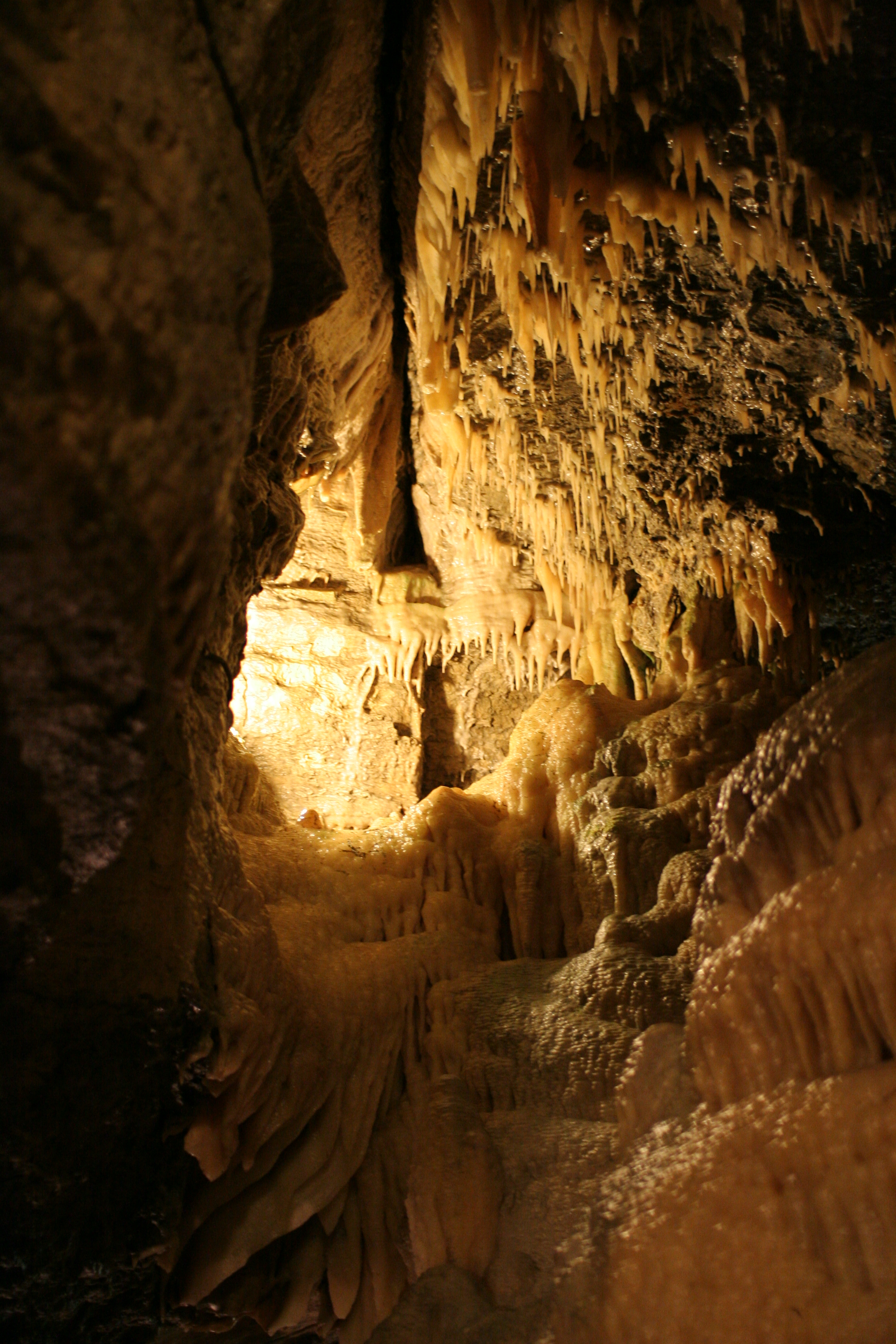
1973: Eberstadter Tropfsteinhöhle

- 1973: Die am 13. Dezember 1971 bei Sprengarbeiten in Buchen entdeckte Eberstadter Tropfsteinhöhle wird für den Publikumsverkehr geöffnet.
- 1976: Das ZDF beginnt mit der Ausstrahlung der Zeichentrickserie Die Biene Maja.
- 1993: In Trier wird bei Ausschachtungsarbeiten für eine Tiefgarage nahe der Römerbrücke ein Schatz mit 2558 römischen Goldmünzen gefunden. Er hat einen geschätzten Wert von 2,5 Millionen Euro.
- 2009: Mit Hajime Isayamas Attack on Titan startet eine der einflussreichsten Mangareihen in der ersten Ausgabe des Bessatsu Shōnen Magazine.

### Gesellschaft

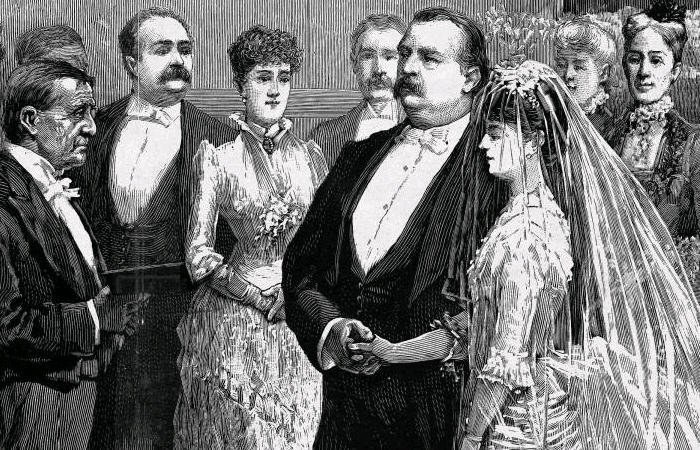
1886: Hochzeit von Grover Cleveland und Frances Folsom

- 1893: Im Weißen Haus in Washington, D.C. findet die bislang einzige Geburt eines Babys statt. US-Präsident Grover Cleveland und seine Frau Frances freuen sich über ihre zweite Tochter Esther.

### Religion
- 1171: In Gegenwart des Grafen von Schwerin Gunzelin I., des Herzogs von Mecklenburg Pribislaw, der Bischöfe Evermod von Ratzeburg und Berno von Schwerin sowie Heinrichs des Löwen erfolgt ein Weiheakt am romanischen Vorgängerbau des Schweriner Domes.
- 1553: Papst Julius III. lässt in Rom die in den Tagen zuvor bei Juden konfiszierten Talmudexemplare öffentlich verbrennen. Die Inquisition rät in der Folge auch anderen christlichen Herrschern zu diesem Vorgehen gegenüber dem jüdischen Schriftwerk.

### Katastrophen
- 1775: Der Freiheitshurrikan trifft auf die Ostküste von Neufundland. Beim schlimmsten Hurrikan in der Geschichte Kanadas kommen mehr als 4000 Menschen ums Leben.
- 1806: Ein Hurrikan über der Karibikinsel Dominica kostet 457 Menschenleben.
- 1827: Eine Überschwemmung in Tarent reißt ganze Tierherden mit und führt zu einer Hungersnot.
- 1919: Der spanische Passagierdampfer Valbanera gerät vor Havanna in den Florida-Keys-Hurrikan und verschwindet spurlos. Erst zehn Tage später wird das Wrack des Schiffs gefunden. Von den 488 Passagieren und Besatzungsmitgliedern fehlt jede Spur; es werden weder Überlebende noch Leichen geborgen.
- 1954: Ein Erdbeben der Stärke 6,8 in Orléansville, jetzt Ech Cheliff, Algerien fordert ca. 1250 Menschenleben.

Kleinere Unglücksfälle sind in den Unterartikeln von Katastrophe und in der Liste von Katastrophen aufgeführt.

### Sport

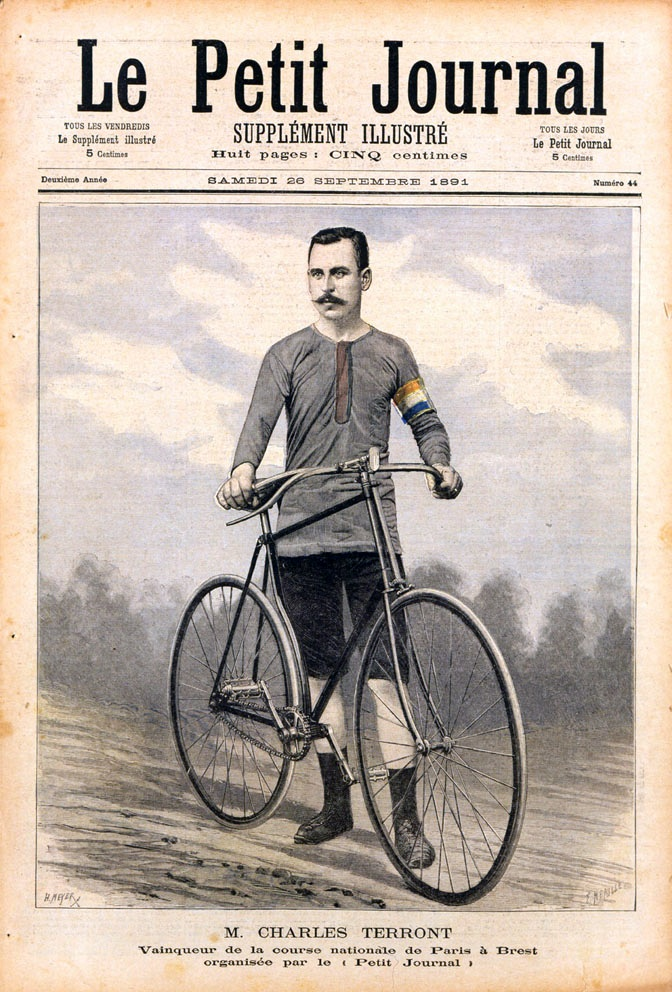
1891: Sieger Charles Terront

- 1891: Charles Terront trifft als Sieger des auf Initiative der Zeitung Le Petit Journal veranstalteten ersten Radrennens Paris–Brest–Paris nach 71:22 Stunden Fahrtzeit wieder in Paris ein. Weitere 97 von 206 gestarteten Fahrern folgen, die letzten benötigen zehn Tage für die Strecke.
- 1893: Der Stuttgarter FV 93 wird gegründet.
- 1906: Der Teufelsturm in der Sächsischen Schweiz wird durch Oliver Perry-Smith erstbestiegen.
- 1959: Der Universitäts-Sportclub Mainz (USC Mainz) wird gegründet, aus dem später eine Reihe bekannter Leichtathleten hervorgeht.
- 1970: Uwe Seeler spielt sein 72. und letztes Länderspiel (3:1 gegen Ungarn in Nürnberg) und überbietet damit den Vorkriegsrekord von Paul Janes.
- 2011: Die Rugby-Union-Weltmeisterschaft in Neuseeland beginnt.
- 2012: Die Sommer-Paralympics enden in London.

Einträge von Leichtathletik-Weltrekorden befinden sich unter der jeweiligen Disziplin unter Leichtathletik.

## Geboren

### Vor dem 18. Jahrhundert
- 0214: Aurelian, römischer Kaiser
- 0384: Flavius Honorius, erster weströmischer Kaiser
- 0767: Saichō, japanischer buddhistischer Mönch

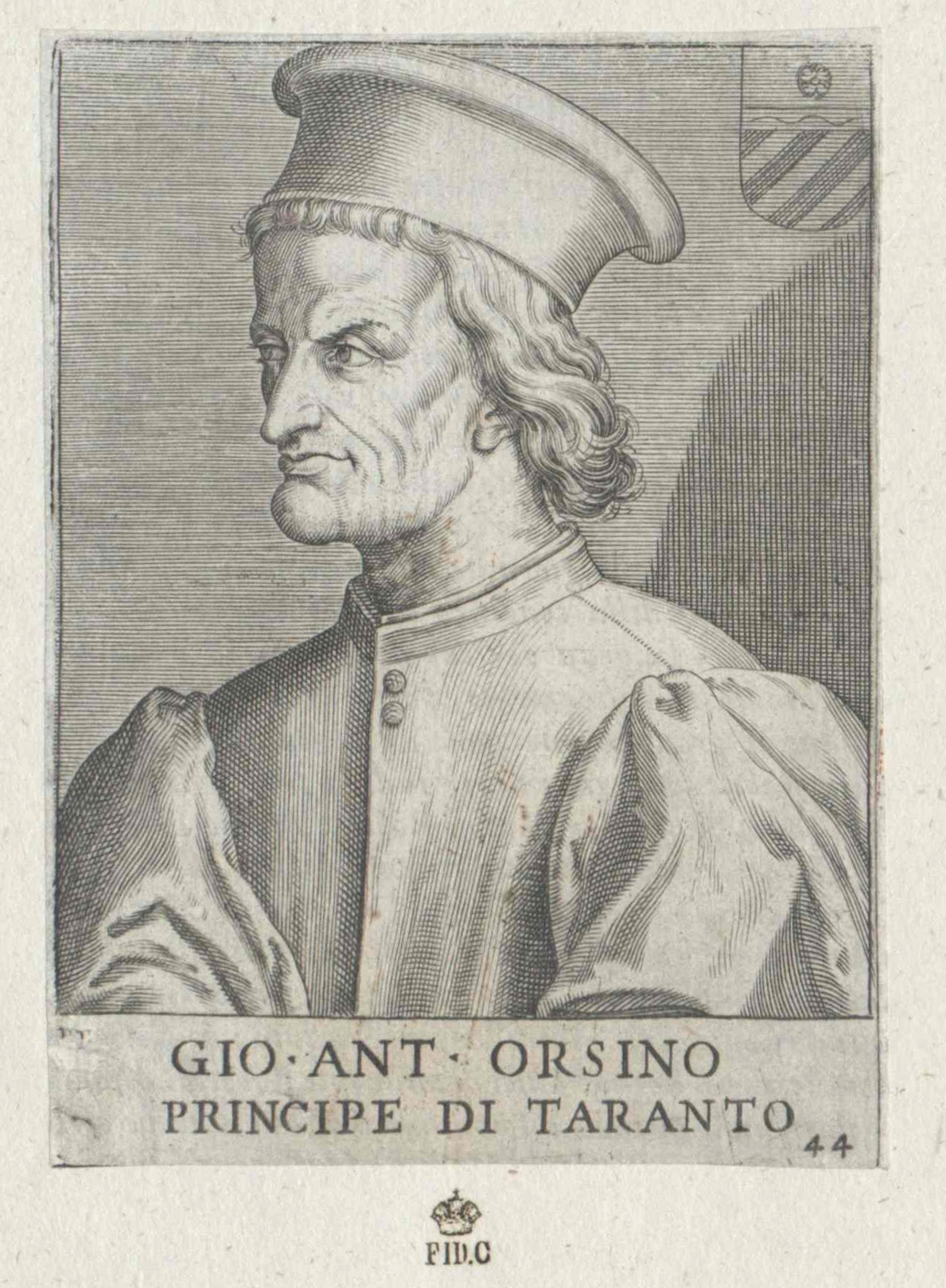
Giovanni Antonio Orsini del Balzo (* 1401)

- 1401: Giovanni Antonio Orsini del Balzo, Fürst von Tarent, Herzog von Bari, Graf von Lecce, Acerra, Soleto, Conversano, Matera und Ugento
- 1465: Ashikaga Yoshitane, japanischer Shogun
- 1537: Francesco Barozzi, venezianischer Mathematiker
- 1540: Johann VII., Graf von Oldenburg
- 1558: Philippe-Emmanuel de Lorraine, Herzog von Mercœur, französischer Heerführer der Hugenottenkriege
- 1563: Pieter de Vlaming van Oudshoorn, Amsterdamer Regent
- 1569: Joachim Andreas von Schlick, Führer der protestantischen Stände in Böhmen
- 1571: Apollonia Radermecher, Aachener Kaufmannstochter, Gründerin des Elisabethinenordens
- 1583: Girolamo Frescobaldi, italienischer Komponist und Organist des Frühbarock

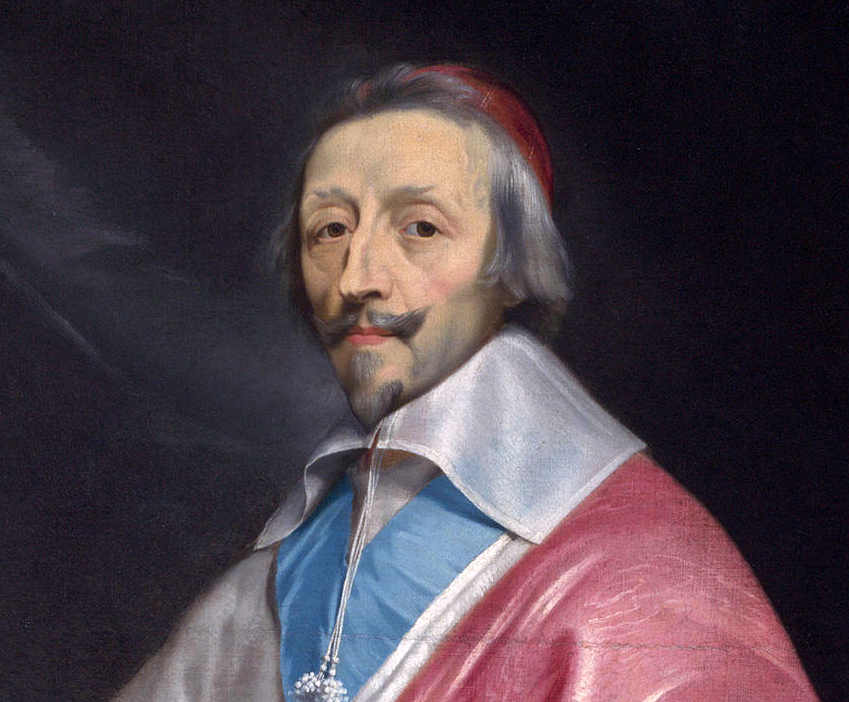
Armand-Jean du Plessis, Kardinal Richelieu (* 1585)

- 1585: Armand-Jean du Plessis, duc de Richelieu, französischer Staatsmann und Kardinal
- 1618: Joan Cererols, katalanischer Benediktiner und Komponist
- 1621: Heinrich X., deutscher Adliger und Rektor der Universität Leipzig
- 1626: Josua Arnd, deutscher Theologe, Historiker und Kirchenlieddichter
- 1629: Cornelis Tromp, niederländischer Marineoffizier
- 1643: August zu Lippe-Brake, Feldmarschall und Geheimer Kriegsrat von Hessen-Kassel und Landkomtur der Ballei Hessen des Deutschen Ordens
- 1664: Johann Christoph Pez, deutscher Komponist und Kapellmeister
- 1667: Felice Torelli, italienischer Maler aus der Künstlerfamilie Torelli
- 1687: Johann Christoph Schütze, deutscher Baumeister, Bildhauer und Maler
- 1690: Nicolas de Saulx-Tavannes, französischer Kardinal und Erzbischof von Rouen

### 18. Jahrhundert
- 1708: Poul Egede, dänischer Grönland-Missionar
- 1708: Moyse Garrigue, Juwelier und Gerichtsassessor der Französischen Kolonie zu Magdeburg
- 1711: Thomas Hutchinson, letzter ziviler Gouverneur der Province of Massachusetts Bay
- 1721: Edmund Pendleton, US-amerikanischer Pflanzer, Jurist und Politiker
- 1736: Jacob Berthout van Berchem, niederländischer Kaufmann und Sklavenhändler
- 1737: Luigi Galvani, italienischer Arzt, Anatom und Biophysiker
- 1739: Friderika Baldinger, deutsche Autorin
- 1739: Johann Georg Geib, deutscher Orgelbaumeister
- 1740: Caspar Steinlin, Schweizer Bürgermeister
- 1744: Jean-Baptiste Jadin, aus den habsburgischen Niederlanden stammender Violinist und Komponist
- 1747: Thomas Coke, methodistischer Geistlicher

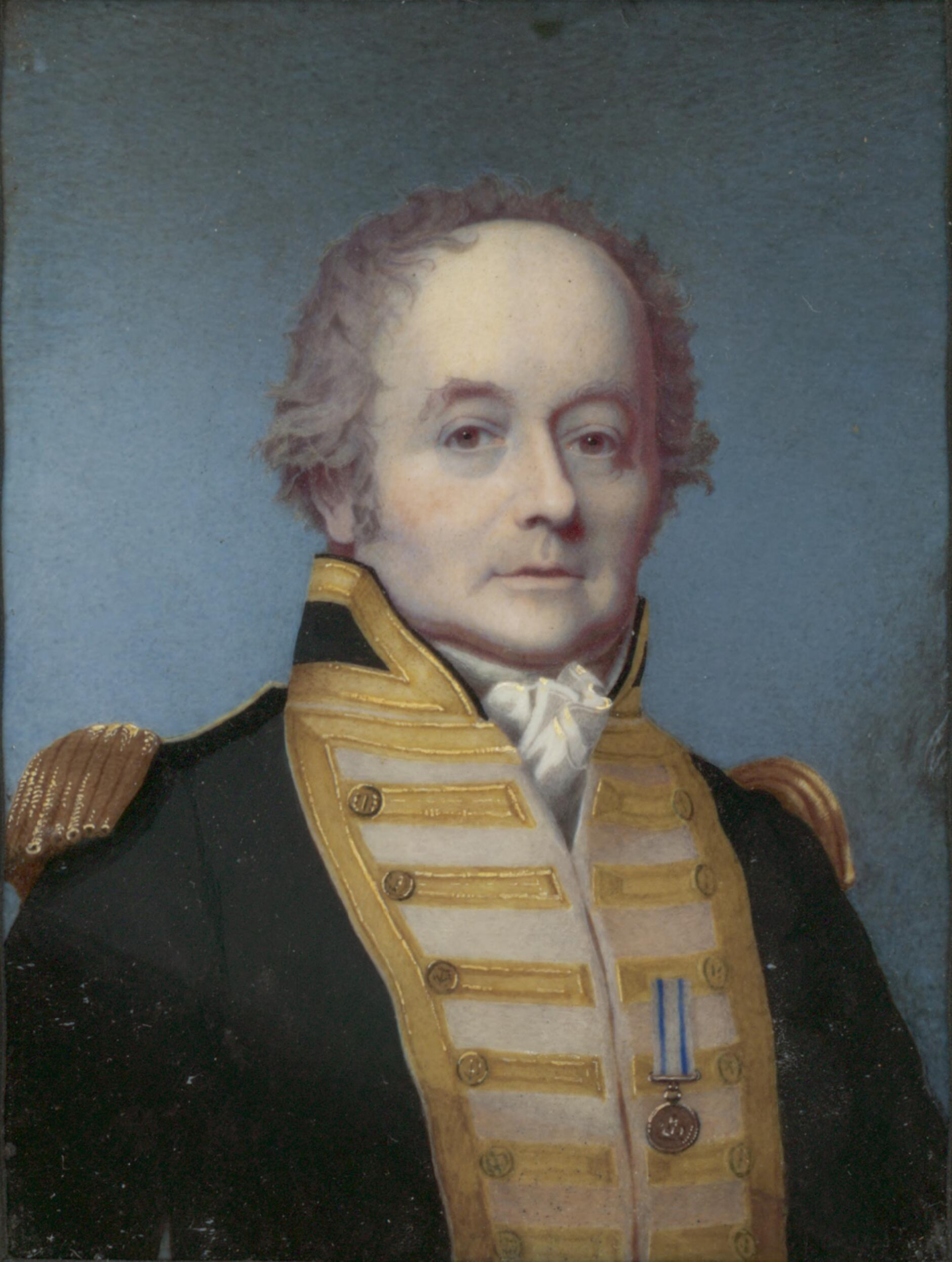
William Bligh (* 1754)

- 1754: William Bligh, britischer Seeoffizier, Kapitän der Bounty
- 1754: Johann Karl Gottlob von Nostitz-Jänkendorf, deutscher Gutsbesitzer
- 1762: Heinrich Harries, schleswigscher Pfarrer und Schriftsteller, Verfasser der späteren Kaiserhymne Heil dir im Siegerkranz
- 1769: Iwan Kotljarewskyj, ukrainischer Dichter
- 1769: Cornelis Felix van Maanen, niederländischer Staatsmann
- 1774: Salomon Rothschild, österreichischer Unternehmer und Bankier, Begründer des österreichischen Zweigs der Rothschild-Familie
- 1778: Clemens Brentano, deutscher Schriftsteller
- 1786: John Breathitt, US-amerikanischer Politiker
- 1789: William Cranch Bond, US-amerikanischer Astronom
- 1789: Johann Rudolf von Steiger, Schweizer Offizier in fremden Diensten und Politiker
- 1790: Sergei Petrowitsch Trubezkoi, russischer Adliger und Offizier
- 1798: Joseph Anselm Feuerbach, deutscher Altphilologe und Klassischer Archäologe
- 1798: Samuel Friedrich Hassel, deutscher Sänger und Schauspieler

### 19. Jahrhundert

#### 1801–1850
- 1804: Carl Eduard Abendroth, Hamburger Politiker
- 1804: Johannes Schlosser, Schweizer Pädagoge
- 1809: Jakob Fürchtegott Dielmann, deutscher Maler
- 1809: Johann Daniel Eschenburg, Senator der Freien und Hansestadt Lübeck
- 1813: Heinrich Franz von Dassanowsky, kaiserlich-königlicher Hofbeamter und Wohltäter
- 1813: Wilhelm Engelhard, deutscher Bildhauer

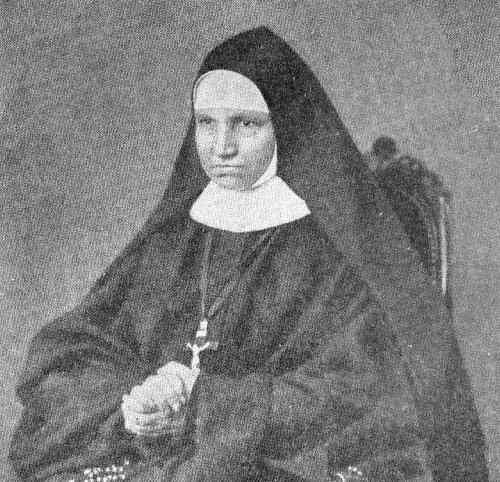
Elisabeth Alphonsa Maria Eppinger (* 1814)

- 1814: Elisabeth Alphonsa Maria Eppinger, französische Ordensgründerin
- 1817: Eduard Hildebrandt, deutscher Maler
- 1817: Johann Gottfried Piefke, preußischer Militärmusiker und Komponist
- 1822: Napoléon Joseph Charles Paul Bonaparte, französischer General
- 1822: Gustav Häcker, deutscher Jurist und Liedtexter
- 1824: Svend Grundtvig, dänischer Literaturwissenschaftler und Ethnologe
- 1824: Georg Mader, österreichischer Maler
- 1825: Dieudonné Dagnelies, belgischer Komponist und Dirigent
- 1826: Friedrich I., Großherzog von Baden
- 1828: Walter von Loë, preußischer Generalfeldmarschall und Generaladjutant des Kaisers

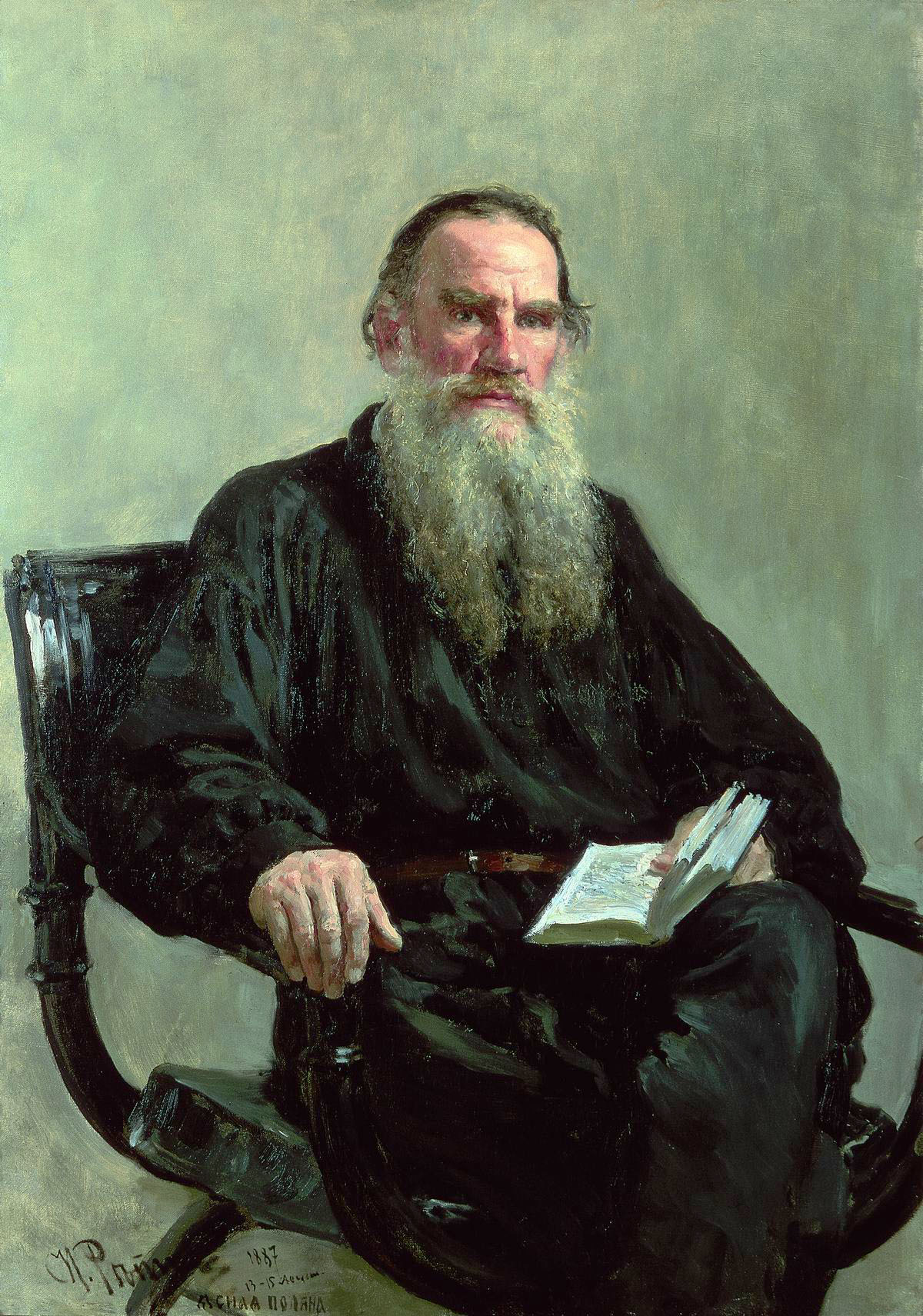
Lew Tolstoi (* 1828)

- 1828: Lew Nikolajewitsch Tolstoi, russischer Schriftsteller
- 1831: Hermann Christian Arndts, preußischer Beamter, Syndikus, Verwalter und Landtagsabgeordneter
- 1831: Nikolaus Izsó, ungarischer Bildhauer
- 1834: James E. Boyd, US-amerikanischer Politiker
- 1834: Richard Ulbricht, deutscher Agrikulturchemiker
- 1836: August Friedrich Viehweger, deutscher Architekt
- 1837: Samuel Siegfried Karl von Basch, österreichischer Arzt, Leibarzt von Maximilian von Mexiko
- 1837: Frederick Edward Raven, englischer Prediger und Bibelausleger
- 1841: Paul Eyschen, luxemburgischer Politiker
- 1842: Elliott Coues, US-amerikanischer Armee-Chirurg, Historiker, Ornithologe und Autor
- 1843: Alejandro Ferrant y Fischermans, spanischer Maler
- 1843: Oscar Montelius, schwedischer Archivar und Archäologe
- 1843: Romain-Octave Pelletier, kanadischer Organist und Komponist
- 1844: Louis Rossel, französischer Offizier und Politiker
- 1850: Leopoldo Miguez, brasilianischer Komponist

#### 1851–1900

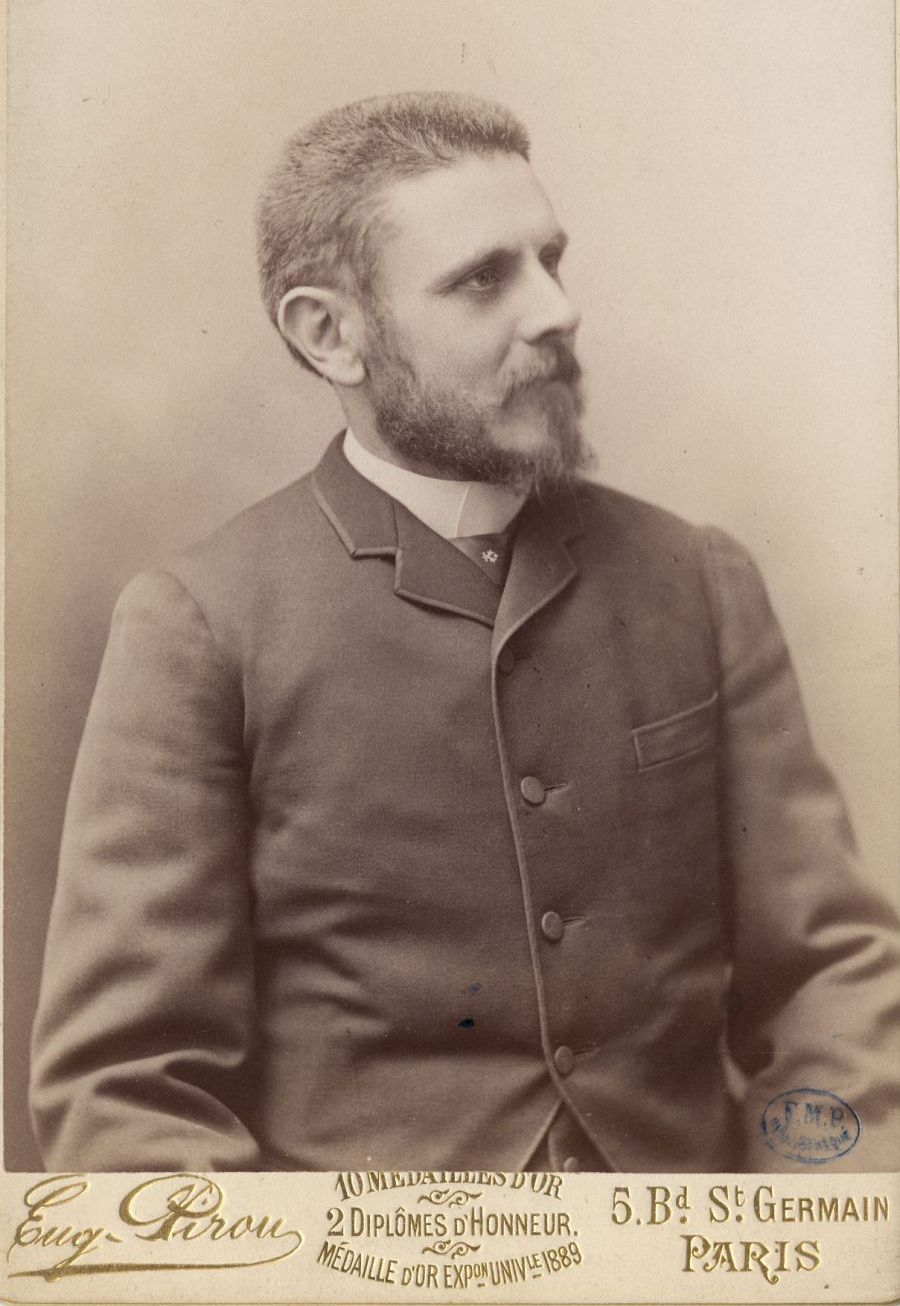
Pierre Marie (* 1853)

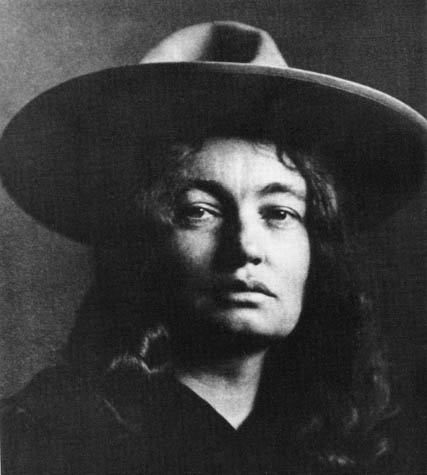
Mary Hunter Austin (* 1868)

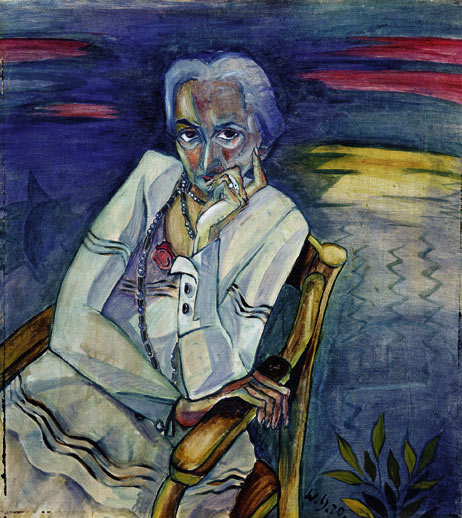
Porträt Rosa Schapire (* 1874)

- 1851: Mabel Collins, englische Autorin, Theosophin, Anthroposophin und Tierschützerin
- 1852: Carl Mengewein, deutscher Komponist
- 1852: John Henry Poynting, englischer Physiker
- 1853: Pierre Marie, französischer Neurologe
- 1853: Hanns von Zobeltitz, deutscher Journalist und Schriftsteller
- 1855: Houston Stewart Chamberlain, englisch-deutscher Schriftsteller und Kulturphilosoph
- 1857ː Alice Ronner, belgische Malerin
- 1858: Walter George, britischer Leichtathlet
- 1858: Josef Hilgers, deutscher Theologe, theologischer Schriftsteller und Jesuit
- 1859: William Reed, kanadischer Organist und Komponist
- 1860: Franz Matt, bayerischer Politiker, Kultusminister, stellvertretender Ministerpräsident
- 1860: Franz Nissl, deutscher Neurologe und Psychiater
- 1860: Alexandre Triquet, Schweizer Typograf und Politiker
- 1863ː Emilie Mauerer, deutsche Politikerin (SPD)
- 1863: Luis Weiler, deutscher Eisenbahn-Bauingenieur
- 1864: Woldemar Horn, deutscher Jurist, Gouverneur von Togo
- 1867: Felix von Dobschütz, Pastor und Superintendent in Schlesien
- 1867: Ernst Oppler, deutscher Maler und Radierer
- 1868: Mary Hunter Austin, US-amerikanische Schriftstellerin und Dramatikerin
- 1871: Fritz-Carl Peus, deutscher Politiker, Oberbürgermeister der Stadt Münster
- 1872: Josef Stránský, tschechischer Dirigent, Komponist und Kunstsammler
- 1873: Georges Berguer, Schweizer evangelischer Geistlicher und Hochschullehrer
- 1873: Max Reinhardt, österreichischer Theaterregisseur
- 1874: Rosa Schapire, deutsche Kunsthistorikerin und Mäzenin
- 1877: Jesús Castillo, guatemaltekischer Komponist
- 1877: Frank Chance, US-amerikanischer Baseballspieler
- 1881: René Migeot, französischer Autorennfahrer
- 1882: Milton Manaki, osmanischer Filmpionier
- 1882: Friedrich Weigle, deutscher Orgelbauer
- 1884: Arthur Lieutenant, deutscher Politiker
- 1885: Paul Henckels, deutscher Schauspieler
- 1885: Sándor Kleckner, ungarischer Ruderer, Sportschütze und Fechter
- 1886: Erwin Voellmy, Schweizer Schachmeister und Mathematiker

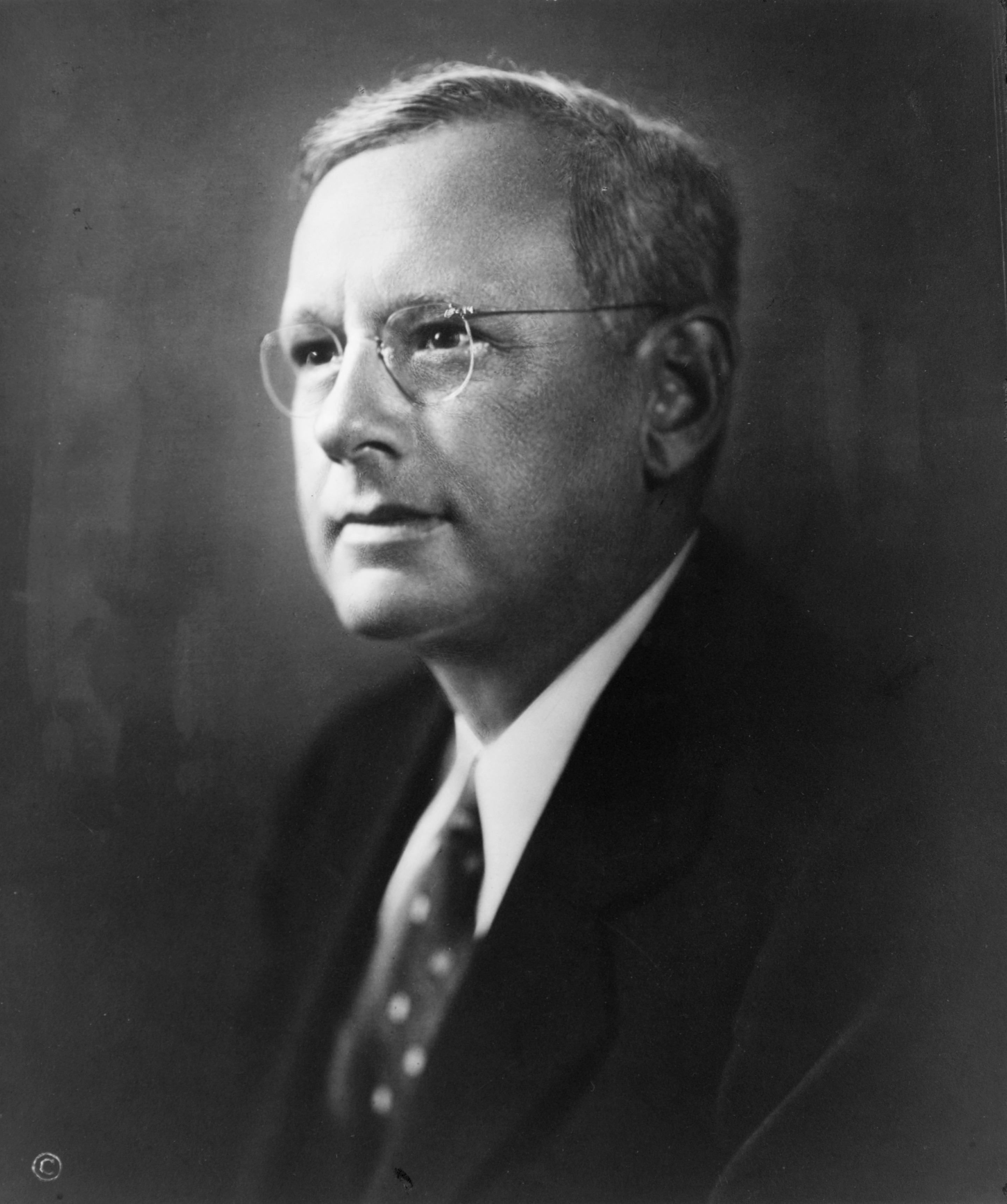
Alf Landon (* 1887)

- 1887: Alf Landon, US-amerikanischer Geschäftsmann und Politiker
- 1888: Josef Adlmannseder, österreichischer Politiker
- 1888: Lothar Kreuz, deutscher Orthopäde, letzter Rektor der Friedrich-Wilhelm-Universität Berlin
- 1890: Karl d’Angelo, deutscher Druckereibesitzer, KZ-Lagerführer und Polizeidirektor
- 1890: Werner Otto Bachmann, deutscher Mediziner und Hochschullehrer
- 1890: Marriner S. Eccles, US-amerikanischer Unternehmer und Vorsitzender des Federal Reserve Boards
- 1890: Kurt Lewin, US-amerikanischer Psychologe
- 1890: Harland D. Sanders, US-amerikanischer Unternehmer und Firmengründer (Kentucky Fried Chicken)
- 1892: Dela E. Gotthelft, deutsche Opern-, Konzert- und Oratoriensängerin
- 1893: Georgi Wassiljewitsch Florowski, orthodoxer Theologe
- 1894: Arthur Freed, US-amerikanischer Musicalproduzent und Liedertexter
- 1894: Hans Großmann-Doerth, deutscher Jurist, Vertreter des Ordoliberalismus

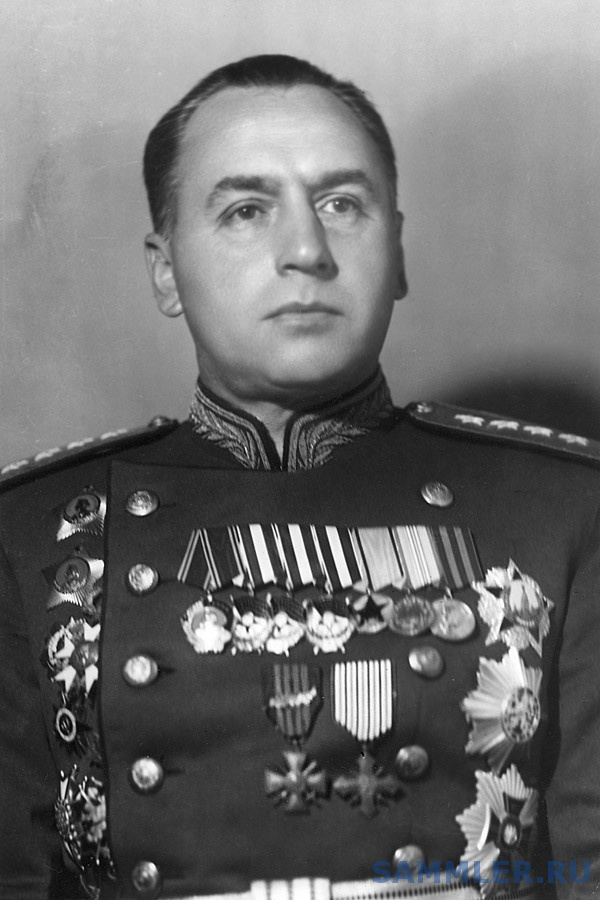
Alexei Antonow (* 1896)

- 1896: Alexei Innokentjewitsch Antonow, sowjetischer General
- 1896: Rudolf Nissen, deutscher Chirurg und Hochschullehrer
- 1896: Fritz Reuter, deutscher Musikwissenschaftler, Musikerzieher, Komponist und Kapellmeister
- 1898: Robert Bauer, deutscher Politiker
- 1898: Styles Bridges, US-amerikanischer Politiker
- 1898: Yvonne Hagnauer, französische Lehrerin, Widerstandskämpferin und Gerechte unter den Völkern
- 1899: Theodora Mead Abel, US-amerikanische Psychologin
- 1899: Brassaï, französisch-ungarischer Fotograf
- 1899: Waite Hoyt, US-amerikanischer Baseballspieler
- 1900: James Hilton, englischer Schriftsteller
- 1900: Thomas Liessem, deutscher Karnevalist und Karnevalsorganisator

### 20. Jahrhundert

#### 1901–1925

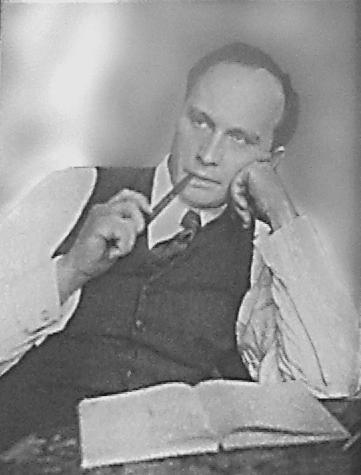
Lew Schubnikow (* 1901)

- 1901: Lew Wassiljewitsch Schubnikow, russischer Physiker
- 1902: Herta Ilk, deutsche Politikerin
- 1903: Josef Gregor, deutscher Philologe und Volksliedpädagoge
- 1903: Fred Tootell, US-amerikanischer Leichtathlet, Olympiasieger
- 1904: Claudio Ferrer, puerto-ricanischer Komponist und Sänger
- 1904: Feroze Khan, pakistanischer Hockeyspieler, Olympiasieger
- 1905: Herbert Zerna, deutsch-sorbischer Theologe, Pädagoge, Heimatforscher und Regisseur
- 1906: Weldon Kilburn, kanadischer Pianist, Organist und Musikpädagoge
- 1906: Volkram Anton Scharf, deutscher Kunstmaler und Bildhauer
- 1908: Cesare Pavese, italienischer Schriftsteller
- 1909: Arthur Jonath, deutscher Leichtathlet, Olympiamedaillengewinner
- 1910: Fritz Dorls, deutscher Politiker

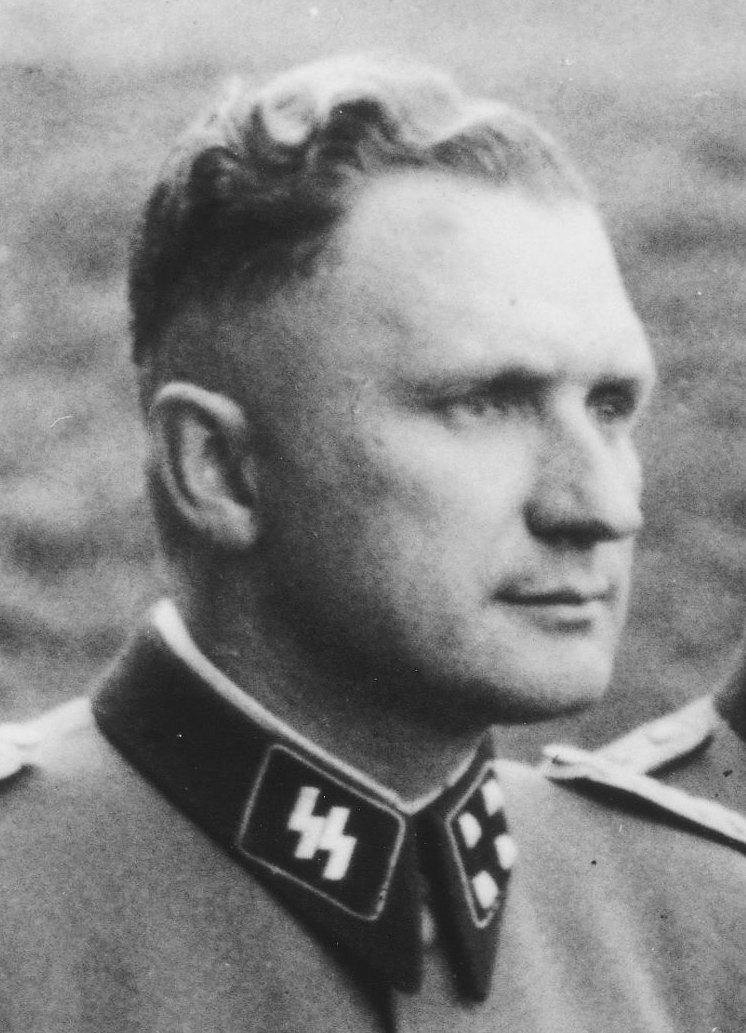
Richard Baer (* 1911)

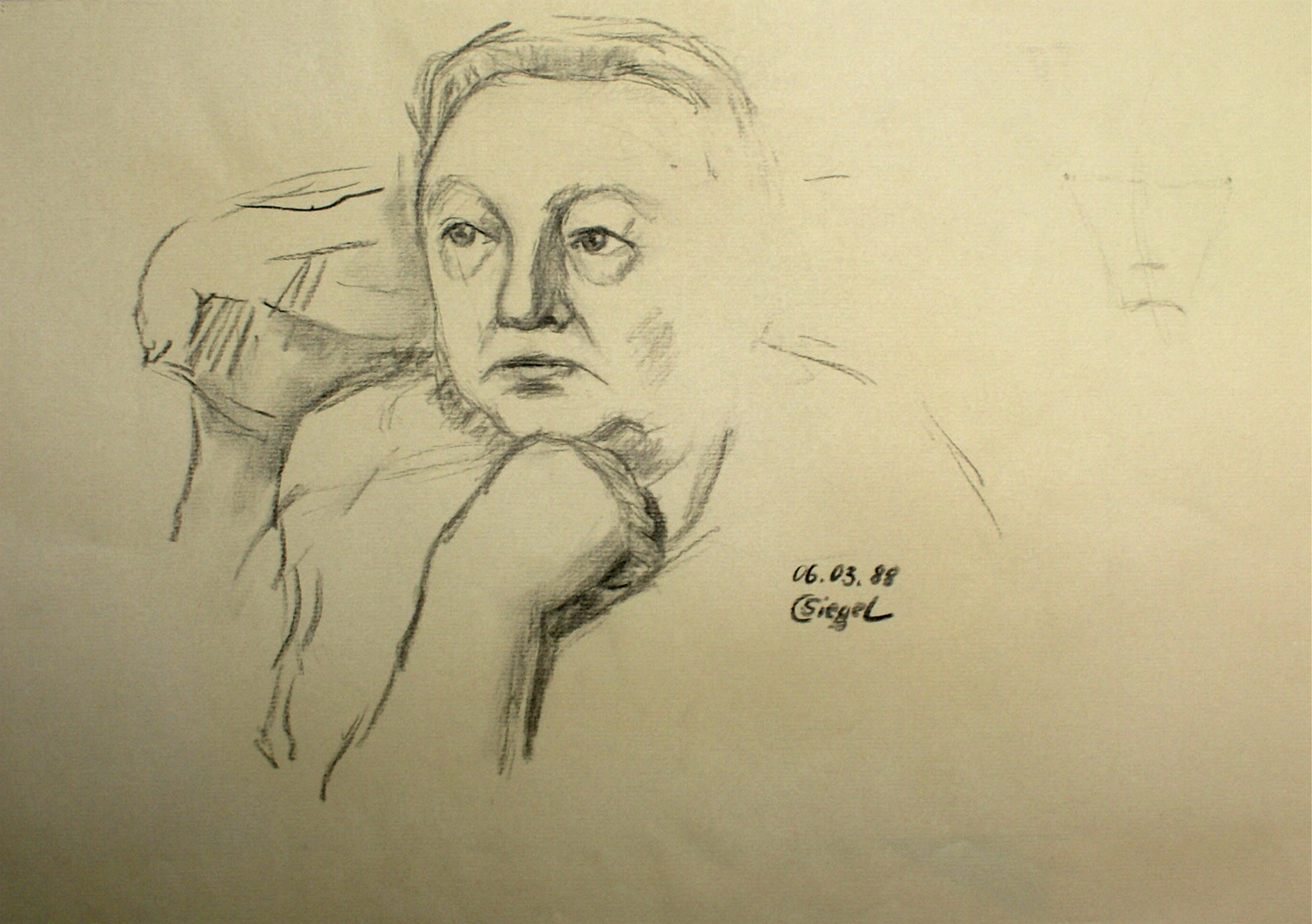
Tatjana-Lietz (* 1916)

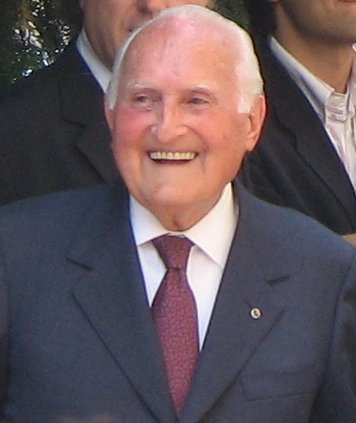
Oscar Luigi Scalfaro (* 1918)

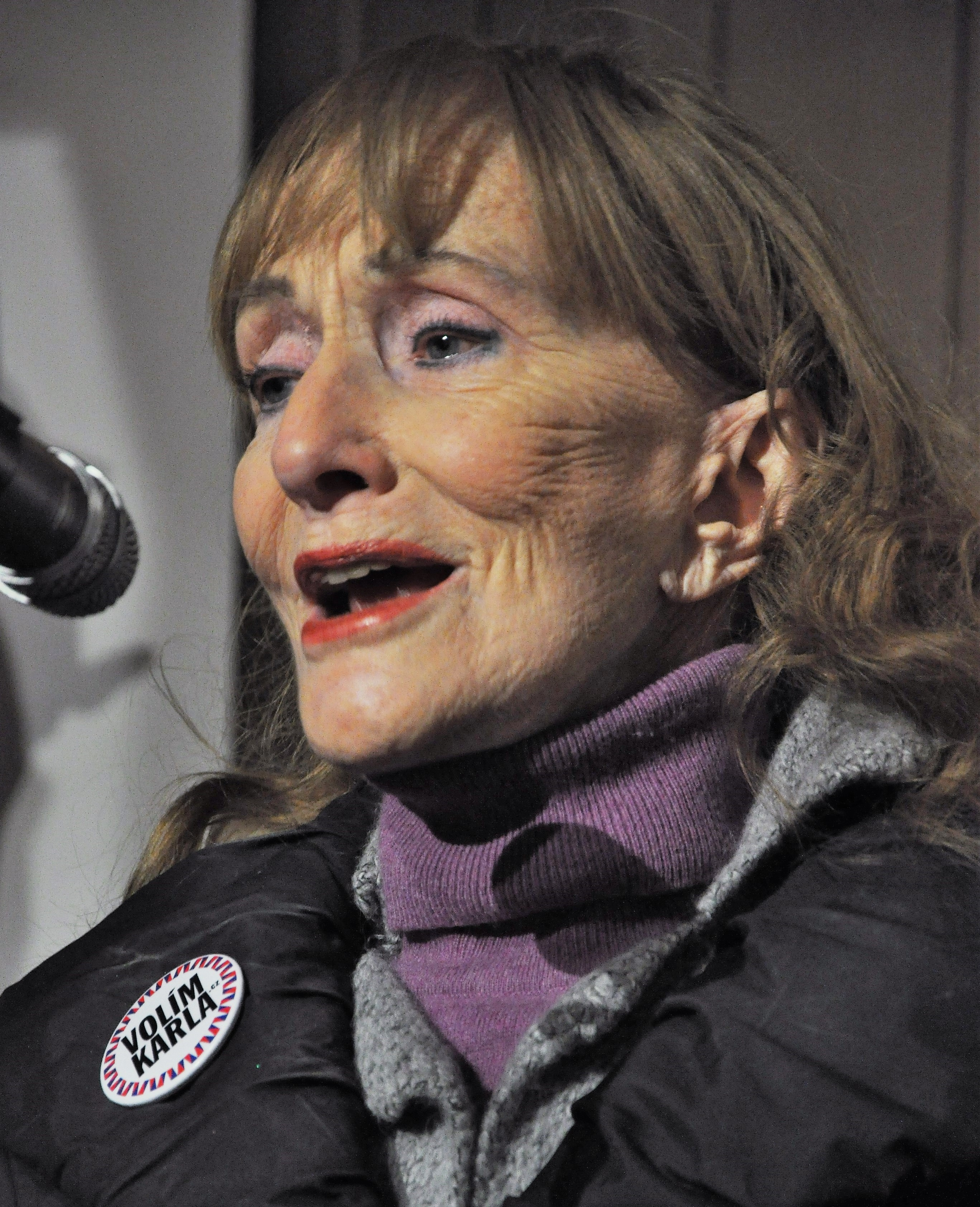
Soňa-Červená (* 1925)

- 1911: Richard Baer, deutscher SS-Offizier, Kommandant des KZ Auschwitz und des KZ Mittelbau
- 1911: Gerhard Gerlich, deutscher Politiker und Pädagoge
- 1911: Paul Goodman, US-amerikanischer Autor
- 1911: John Grey Gorton, australischer Politiker.
- 1912: Jean-Louis Leuba, Schweizer evangelischer Geistlicher und Hochschullehrer
- 1912: Heinrich Welker, deutscher Physiker
- 1913: Josef Marx, US-amerikanischer Oboist und Musikwissenschaftler
- 1914: Erik Blumenthal, deutscher Psychologe und Graphologe, Psychotherapeut und Autor
- 1914: Marjorie Lee Browne, US-amerikanische Mathematikerin, eine der ersten beiden afroamerikanischen Frauen, die in Mathematik promovierten
- 1915: Shioda Gōzō, japanischer Autor und Gründer des Yoshinkan Aikido
- 1915: Jim Poole, US-amerikanischer American-Football-Spieler
- 1916: Peter Beauvais, deutscher Regisseur
- 1916: Hans-Helmut Klose, deutscher Admiral
- 1916: Tatjana Lietz, deutsch-lettische Lehrerin und Malerin
- 1917: Rolf Wenkhaus, deutscher Filmschauspieler
- 1918: Walter Morath, deutscher Kabarettist
- 1918: Oscar Luigi Scalfaro, italienischer Politiker, Staatspräsident
- 1919: Gottfried Dienst, Schweizer Schiedsrichter
- 1919: Miroslav Kárný, tschechischer Historiker, Holocaust-Forscher
- 1919: John Ljunggren, schwedischer Leichtathlet, Olympiasieger
- 1920: Eleanor Koldofsky, kanadische Musik- und Filmproduzentin und Autorin
- 1921: Solomon Konstantinowitsch Apt, russischer Übersetzer
- 1921: Andrzej Dobrowolski, polnischer Komponist und Musikpädagoge
- 1922: Margherita von Brentano, deutsche Philosophin
- 1922: Hans Georg Dehmelt, deutsch-US-amerikanischer Physiker, Nobelpreisträger
- 1923: Daniel Carleton Gajdusek, US-amerikanischer Mediziner und Virologe, Nobelpreisträger
- 1923: Cliff Robertson, US-amerikanischer Schauspieler
- 1924: Jane Greer, US-amerikanische Schauspielerin
- 1924: Rik Van Steenbergen, belgischer Radrennfahrer
- 1925: Gonzalo Arroyo, chilenischer Priester und Befreiungstheologe
- 1925: Sabine Ball, deutsche Evangelistin, Betreiberin sozialer Projekte
- 1925: Soňa Červená, tschechische Opernsängerin

#### 1926–1950

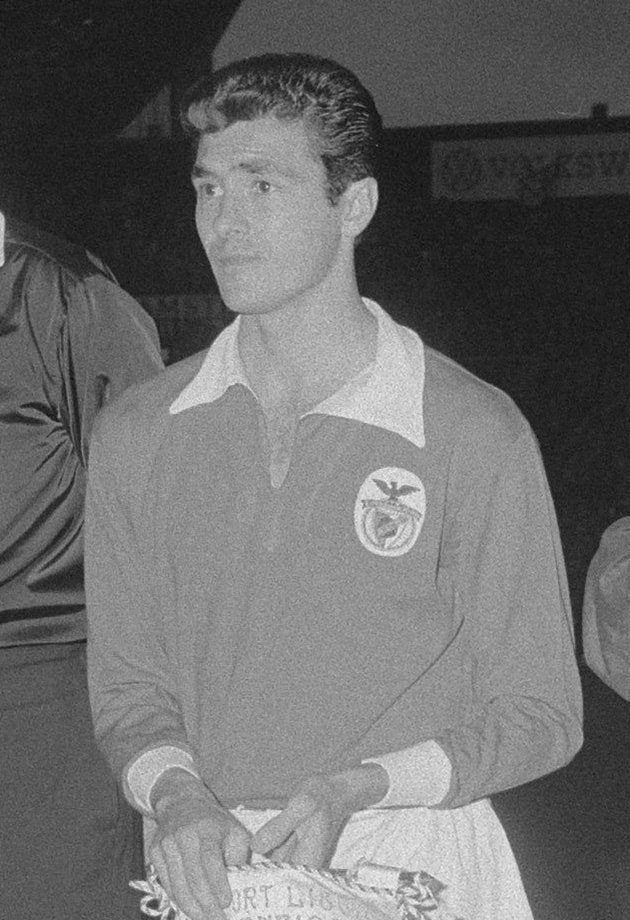
José Águas (* 1930)

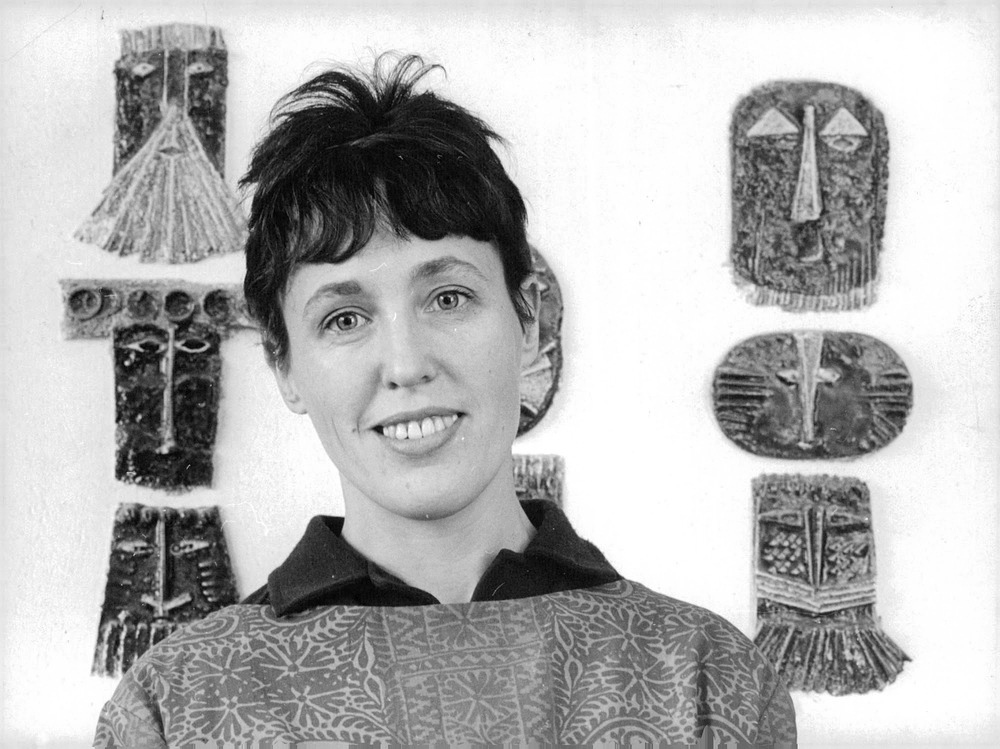
Lisa Larson (* 1931)

- 1926: Michael Lentz, deutscher Drehbuchautor, Schauspieler und Regisseur
- 1926: Hannes Schmidhauser, Schweizer Filmschauspieler, Drehbuchautor und Regisseur
- 1927: Gerhard Heinz, österreichischer Komponist, Pianist und Liedtexter
- 1927: Eugen Helmlé, deutscher Schriftsteller und Übersetzer
- 1927: Elvin Jones, US-amerikanischer Musiker
- 1928: Moses Bosco Anderson, US-amerikanischer Weihbischof
- 1928: Fritz Herkenrath, deutscher Fußballspieler
- 1928: Sol LeWitt, US-amerikanischer Künstler
- 1929: Claude Nougaro, französischer Jazz-Sänger und Dichter, Maler und Zeichner
- 1929: Ruth Pfau, deutsche Philanthropin, katholische Ordensschwester und Lepraärztin in Pakistan
- 1929: Béla Weissmahr, ungarischer Philosoph
- 1930: José Águas, portugiesischer Fußballspieler
- 1930: Paolo Marzotto, italienischer Unternehmer und Autorennfahrer
- 1930: Ivar Karl Ugi, deutsch-estnischer Chemiker
- 1931: Edwin Bhend, Schweizer Schachspieler
- 1931ː Lisa Larson, schwedische Künstlerin
- 1931: Waldemar Świerzy, polnischer Grafiker und Grafikdesigner
- 1931ː Elfriede Weidenhaus, deutsche Künstlerin
- 1932: Rüdiger Lorenz, deutscher Neurochirurg
- 1933: Anna Arfelli Galli, italienische Medizinerin und Psychologin
- 1934: Arnim Basche, deutscher Sportjournalist und Moderator
- 1935: Bin Kaneda, japanischer Komponist
- 1935: Reiner Ascheid, deutscher Jurist
- 1935: Chaim Topol, israelischer Schauspieler
- 1936: Augustinus Franz Kropfreiter, österreichischer Komponist und Organist
- 1936: Ute Vinzing, deutsche Opern- und Kammersängerin
- 1937: Horst Ademeit, deutscher Künstler
- 1938: Henri-Claude Fantapié, französischer Dirigent
- 1939: Wolf Peter Fehlhammer, deutscher Chemiker, Generaldirektor des Deutschen Museums
- 1939: Zbigniew Namysłowski, polnischer Jazzmusiker, Altsaxophonist und Komponist
- 1940: Rainer Lachmann, deutscher Religionspädagoge und -didaktiker
- 1940: Vicente Segrelles, spanischer Comiczeichner und Autor
- 1940: Lothar Ulsaß, deutscher Fußballspieler

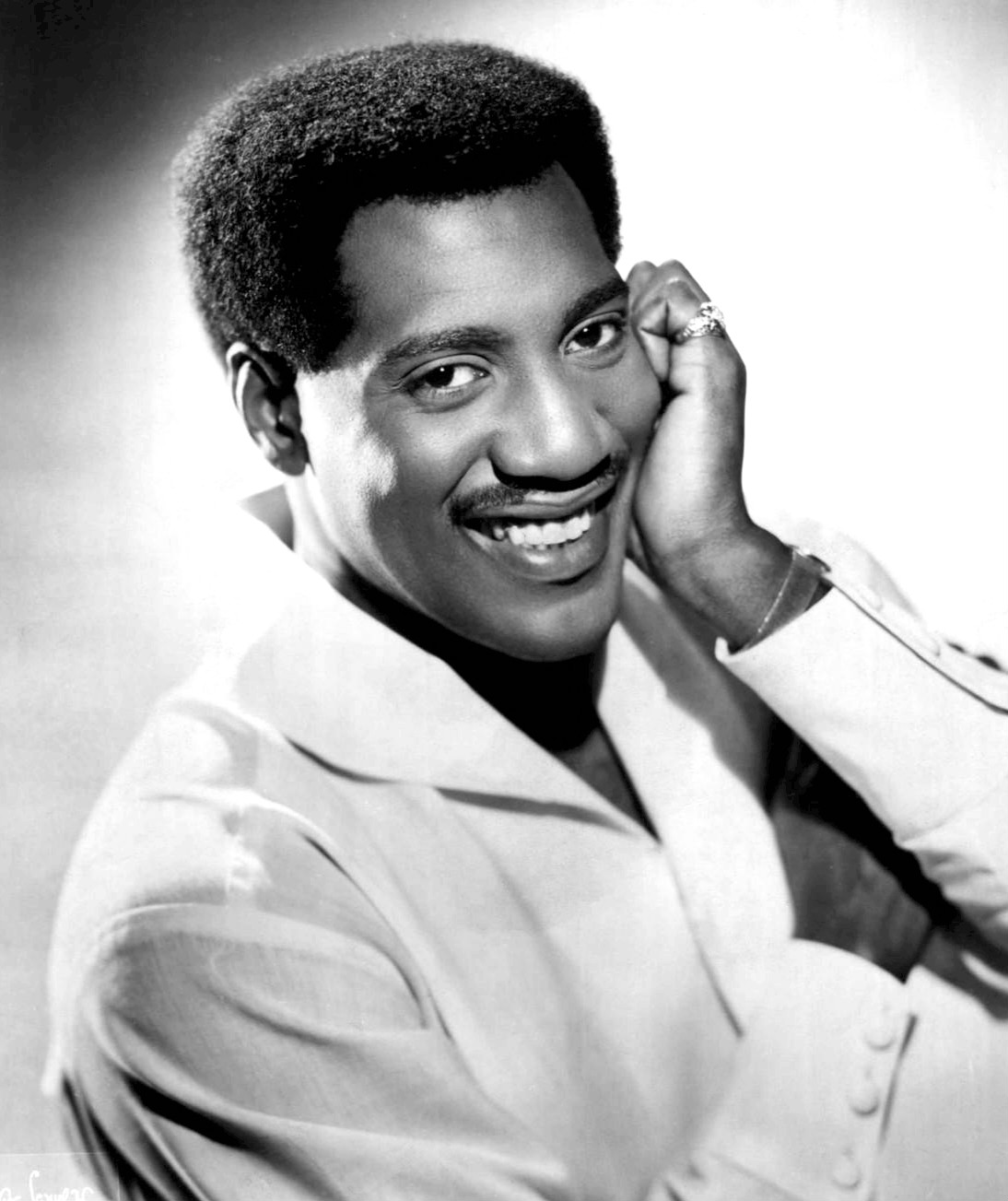
Otis Redding (* 1941)

- 1941: Otis Redding, US-amerikanischer Musiker und Soul-Sänger
- 1941: Dennis Ritchie, US-amerikanischer Computer-Pionier und Programmierer
- 1942: Ted Herold, deutscher Sänger
- 1942: Danny Kalb, US-amerikanischer Gitarrist
- 1943: Jürgen Gosch, deutscher Theaterregisseur
- 1943: Gerhard Krebs, deutscher Historiker und Japanologe
- 1943: Erika Lotz, deutsche Politikerin und Gewerkschafterin, MdB
- 1943: Stanislaw Stanilow, bulgarischer Archäologe und Abgeordneter
- 1944: Bernard-Nicolas Jean-Marie Aubertin, französischer Erzbischof
- 1944: George Mraz, US-amerikanischer Jazz-Kontrabassist
- 1945: Robert Alexy, deutscher Jurist und Philosoph

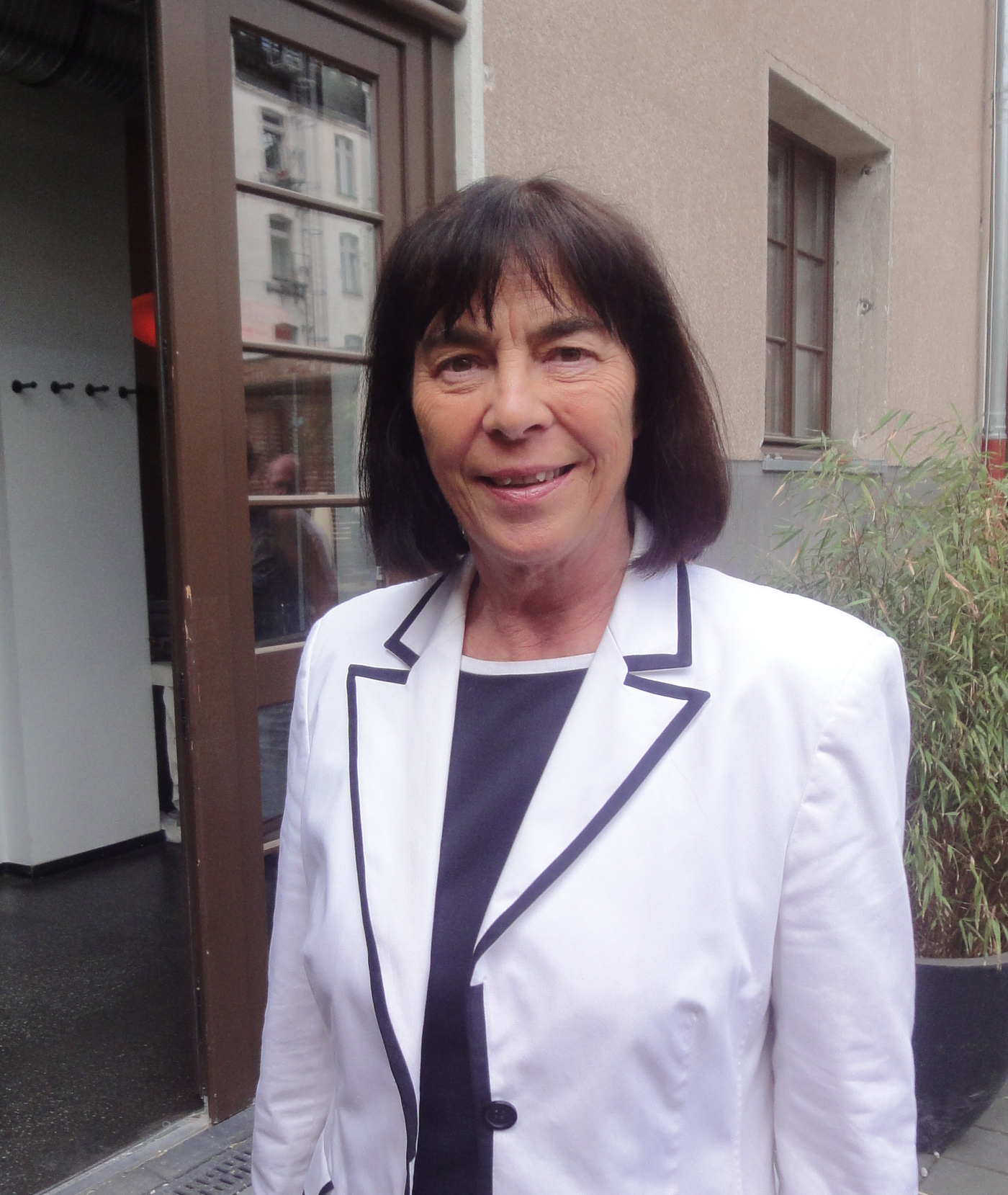
Ingrid Matthäus-Maier (* 1945)

- 1945: Ingrid Matthäus-Maier, deutsche Politikerin und Bankmanagerin, MdB
- 1945: Dee Dee Sharp, US-amerikanische Sängerin
- 1946ː Carmen Berenguer, chilenische Dichterin
- 1946: Thomas Zimmermann, deutscher Chirurg und Politiker
- 1947: Ujjal Dosanjh, kanadischer Rechtsanwalt und Politiker
- 1947: Wolfgang Methling, deutscher Veterinär und Politiker, MdL, Landesminister
- 1948: Roel Augusteijn, niederländischer Politiker
- 1948: Peter Kent, deutscher Pop-Sänger und Produzent
- 1949: John Curry, britischer Eiskunstläufer, Olympiasieger
- 1949: Ádám Fischer, ungarischer Dirigent
- 1949: Daniel Pipes, US-amerikanischer Islamwissenschaftler
- 1949: Susilo Bambang Yudhoyono, indonesischer Politiker, Staatspräsident
- 1950: Ulrike Arnold, deutsche Künstlerin
- 1950: Seyla Benhabib, türkisch-US-amerikanische Politologin
- 1950: Mario Zoryez, uruguayischer Fußballspieler

#### 1951–1975
- 1951: Ramón Puerta, argentinischer Politiker
- 1952: Marie-Daniel Dadiet, ivorischer römisch-katholischer Erzbischof
- 1952: Manuel Göttsching, deutscher Elektronik-Musiker und Multiinstrumentalist
- 1952: Luzi Stamm, Schweizer Politiker

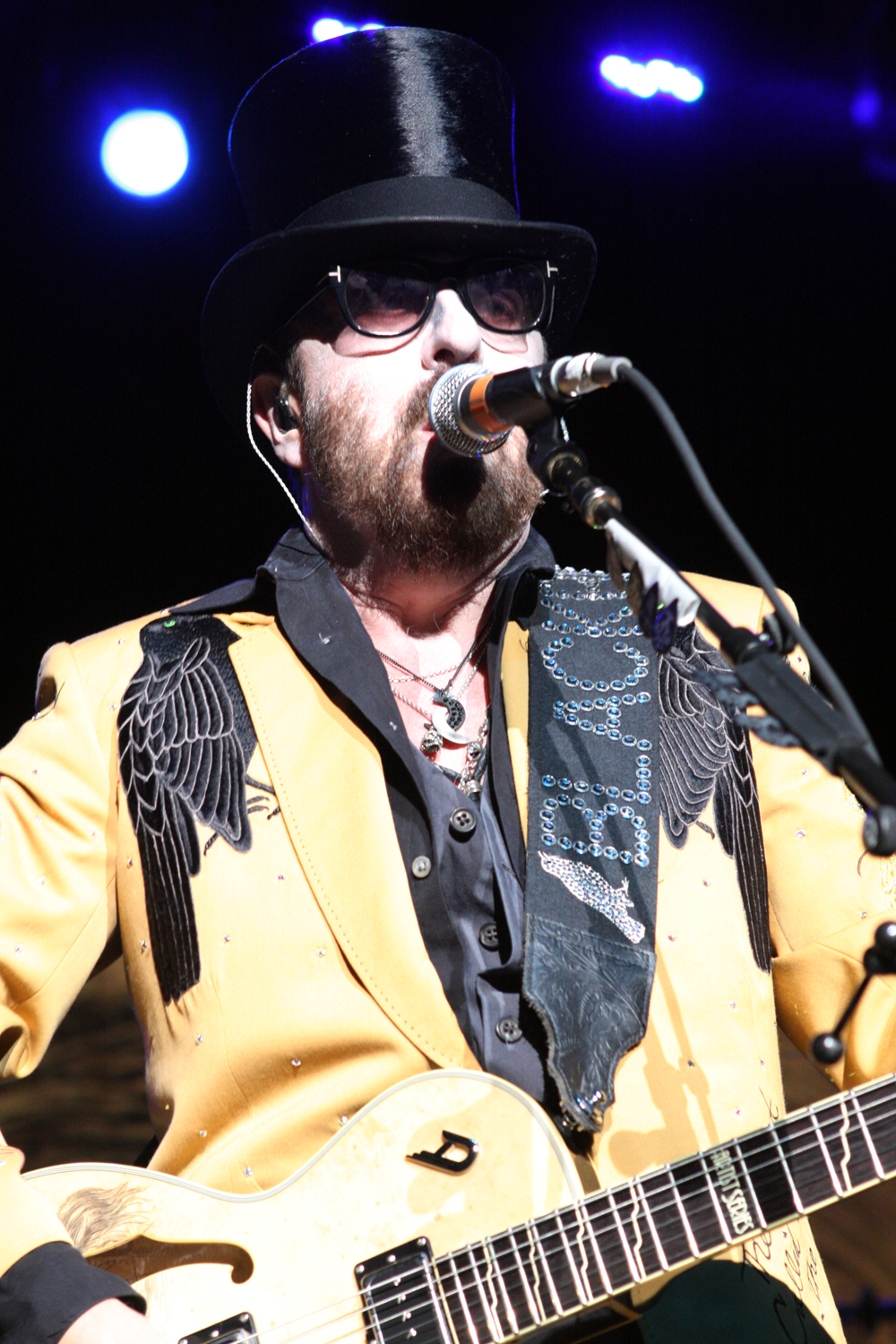
David A. Stewart (* 1952)

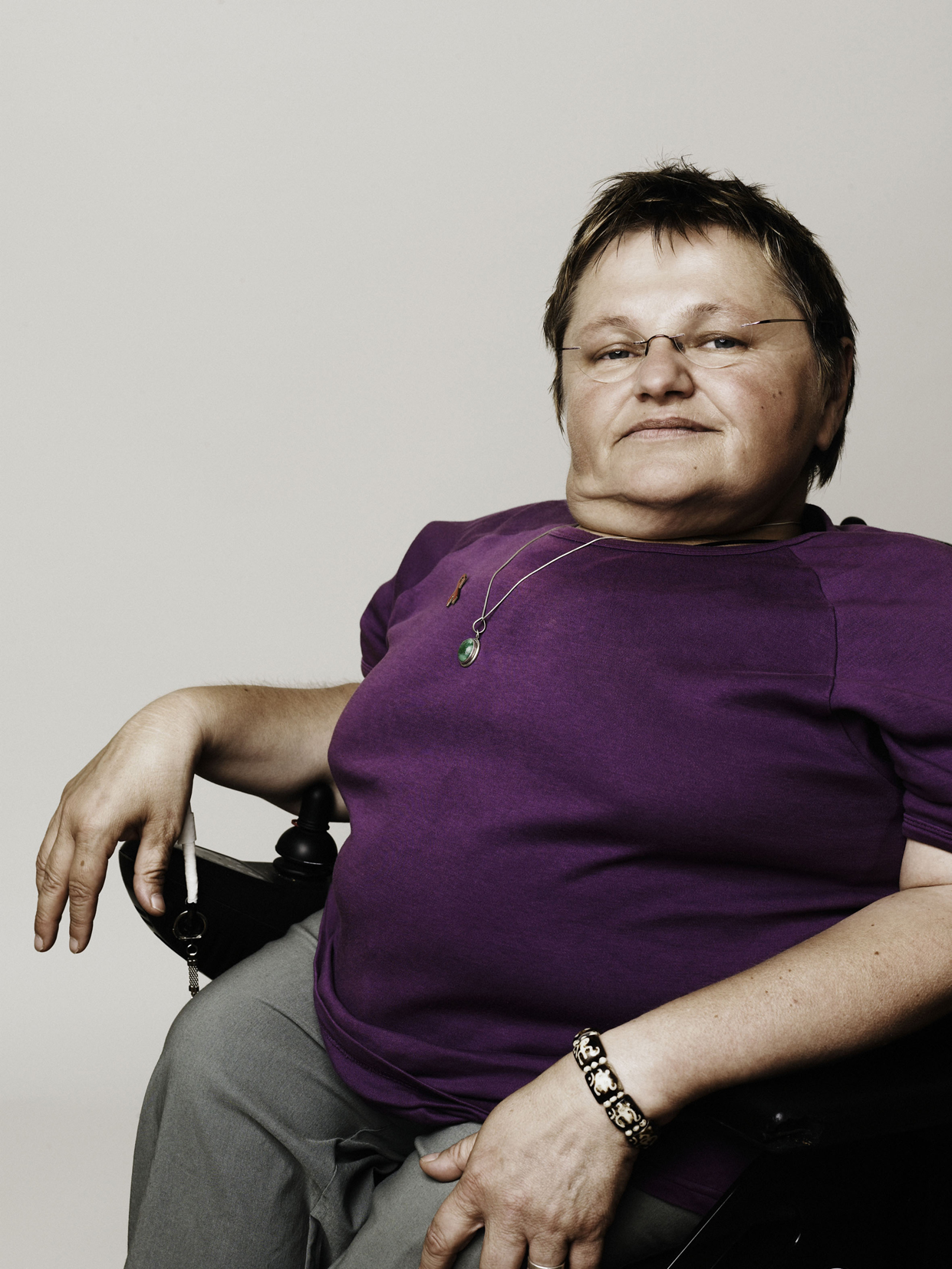
Theresia Haidlmayr (* 1955)

- 1952: David A. Stewart, britischer Musiker
- 1953: Harald Martenstein, deutscher Journalist und Autor
- 1953: Alischer Burchanowitsch Usmanow, russischer Oligarch
- 1954: Jeffrey Combs, US-amerikanischer Schauspieler
- 1954: Uroš Rojko, slowenischer Komponist und Klarinettist
- 1955: Theresia Haidlmayr, österreichische Politikerin
- 1955: Gernot Jurtin, österreichischer Fußballspieler
- 1956: Anatolij Arzebarskyj, sowjetischer Kosmonaut
- 1956: Barbara Norton, deutsche Kanutin
- 1957: Pierre-Laurent Aimard, französischer Pianist
- 1957: Rebecca Völz, deutsche Schauspielerin
- 1958: Georgette Dee, Sängerin, Schauspielerin
- 1958: Knut Schubert, deutscher Eiskunstläufer und -trainer
- 1959: Éric Serra, französischer Komponist

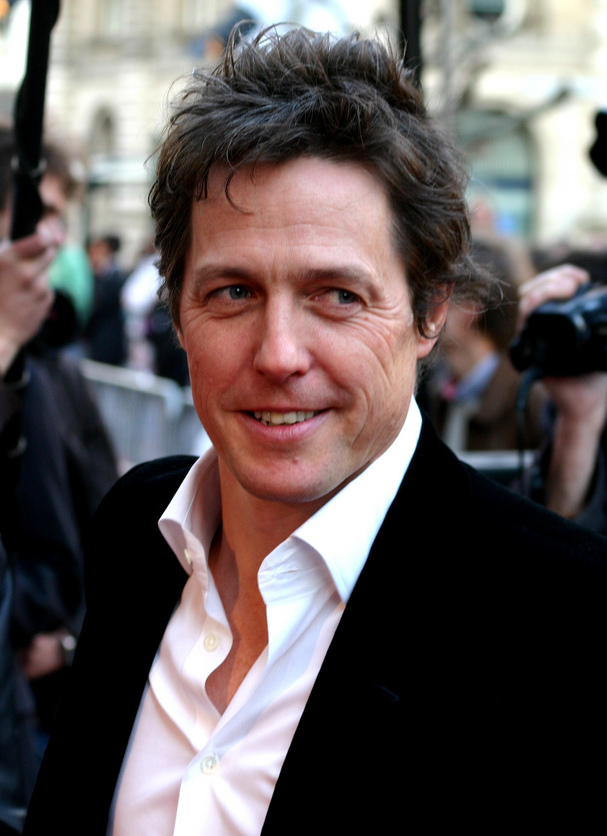
Hugh Grant (* 1960)

- 1960: Hugh Grant, britischer Schauspieler
- 1960: Urmas Sisask, estnischer Komponist und Musiker
- 1961: Jan-Eric Antonsson, schwedischer Badmintonspieler
- 1961: Matjaž Kek, slowenischer Fußballspieler und -trainer
- 1962: Liza Marklund, schwedische Journalistin und Krimiautorin
- 1963: Matthias Ackeret, Schweizer Journalist und Publizist
- 1963: Caroline Adderson, kanadische Schriftstellerin
- 1963: Roberto Donadoni, italienischer Fußballspieler und -trainer
- 1963: Jens Knospe, deutscher Schauspieler
- 1963: Alberto Rodríguez Hernández, kubanischer Ringer
- 1963: Markus Wasmeier, deutscher Skirennläufer
- 1964: Mike Ashley, britischer Manager
- 1964: Cæcilie Norby, dänische Sängerin
- 1965: Şenol Akkılıç, österreichischer Politiker
- 1966: David Bennent, Schweizer Schauspieler
- 1966: Georg Hackl, deutscher Rennrodler, Olympiasieger
- 1966: Adam Sandler, US-amerikanischer Schauspieler, Produzent und Komponist
- 1966: Sigrid Maria Schnückel, deutsche Schauspielerin
- 1967: Hana Androníková, tschechische Schriftstellerin
- 1967: Akshay Kumar, indischer Schauspieler
- 1968: Kai Jan Krainer, österreichischer Politiker
- 1968: David Sánchez, puerto-ricanischer Musiker

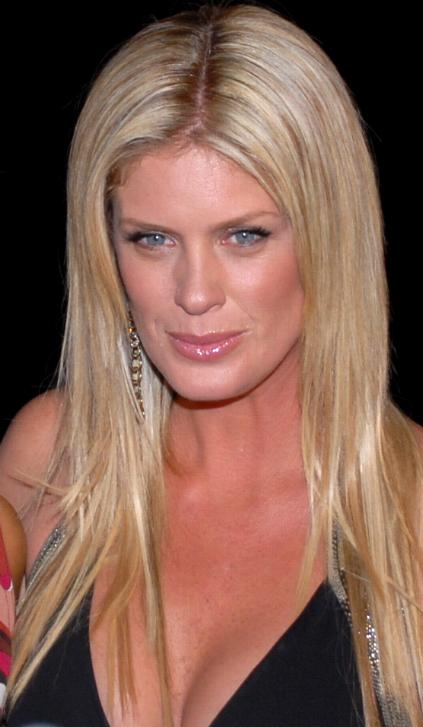
Rachel Hunter (* 1969)

- 1969: Rachel Hunter, neuseeländisches Fotomodell und Schauspielerin
- 1971: Michael Hermann, Schweizer Geograph und Politikwissenschaftler
- 1971: Eric Stonestreet, US-amerikanischer Schauspieler
- 1971: Henry Thomas, US-amerikanischer Schauspieler
- 1972: Peggy Büchse, deutsche Langstreckenschwimmerin
- 1972: Miriam Oremans, niederländische Tennisspielerin
- 1972: Michał Wiśniewski, polnischer Sänger
- 1973: Daniel Aminati, deutscher Fernsehmoderator, Sänger und Schauspieler
- 1973: Sven-André Dreyer, deutscher Schriftsteller
- 1974: Mathias Färm, schwedischer Gitarrist (Millencolin)
- 1975: Michael Bublé, kanadischer Jazzsänger
- 1975: Melanie Huml, deutsche Politikerin
- 1975: Kathleen Kern, deutsche Turnerin
- 1975: Jörg Nobis, deutscher Politiker

#### 1976–2000

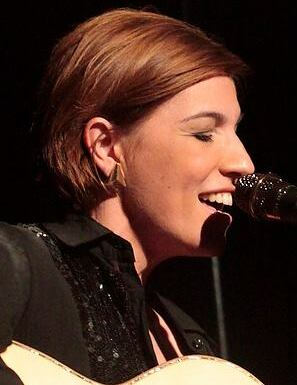
Lúcia Moniz (* 1976)
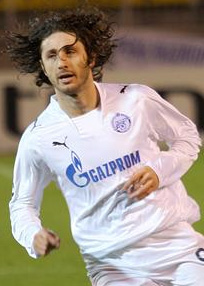
Fatih Tekke (* 1977)
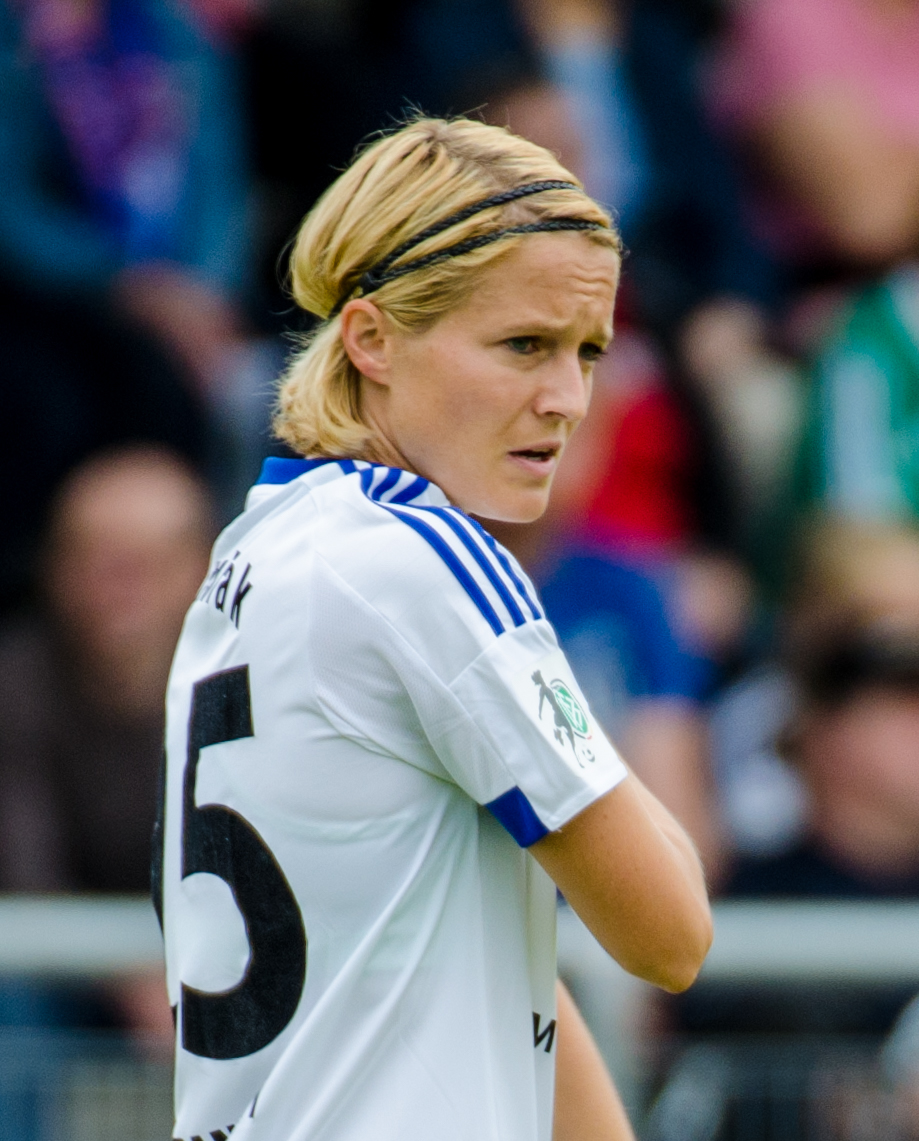
Saskia Bartusiak (* 1982)
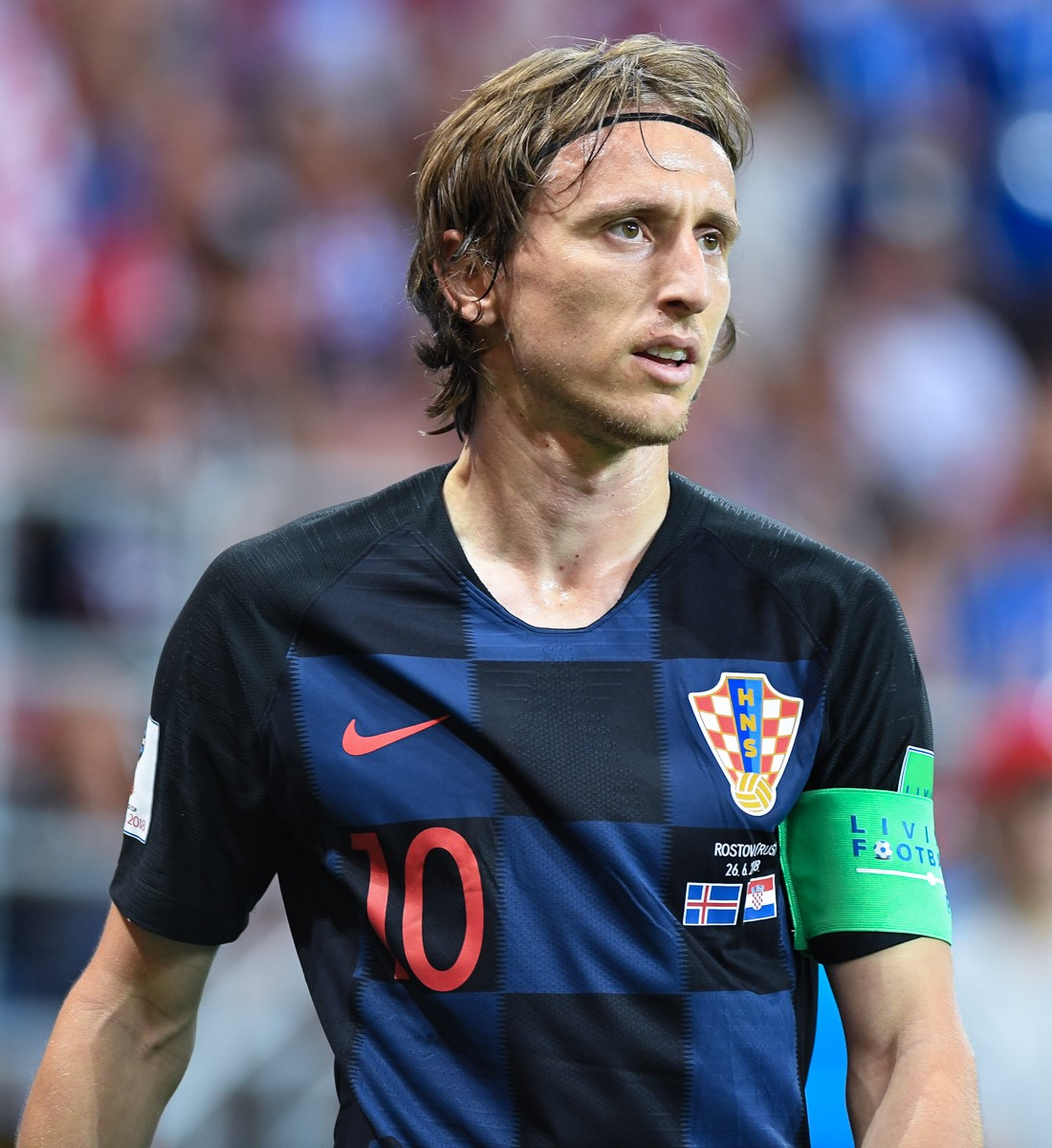
Luka Modrić (* 1985)

- 1976: Lúcia Moniz, portugiesische Sängerin und Schauspielerin
- 1976: Aki Riihilahti, finnischer Fußballspieler
- 1977: Saro Emirze, deutscher Schauspieler
- 1977: Stuart Price, britischer Housemusiker und -produzent
- 1977: Fatih Tekke, türkischer Fußballspieler
- 1978: Stefan Lupp, deutscher Fußballschiedsrichter
- 1979: Freddy Bichot, französischer Radrennfahrer
- 1980: Isabelle Caro, französisches Model
- 1980: Steffen Hofmann, deutscher Fußballspieler
- 1980: Jani Liimatainen, finnischer Musiker
- 1980: Michelle Williams, US-amerikanische Schauspielerin
- 1981: Mohamed Attoumane, komorischer Schwimmer
- 1981: Markus Fothen, deutscher Radrennfahrer
- 1982: Saskia Bartusiak, deutsche Fußballspielerin
- 1982: Sharrod Ford, US-amerikanischer Basketballspieler
- 1982: Ai Ōtsuka, japanische Sängerin und Liedermacherin
- 1983: Annina Hellenthal, deutsche Schauspielerin
- 1983: Zoe Kazan, US-amerikanische Schauspielerin
- 1983: Rory Rawlyk, kanadischer Eishockeyspieler
- 1983: Robin Sondermann, deutscher Schauspieler
- 1984: Brad Guzan, US-amerikanischer Fußballspieler
- 1984: Michalis Sifakis, griechischer Fußballspieler
- 1985: Sacha Klještan, US-amerikanischer Fußballspieler
- 1985: Amy Manson, britische Schauspielerin
- 1985: Luka Modrić, kroatischer Fußballspieler
- 1985: J. R. Smith, US-amerikanischer Basketballspieler

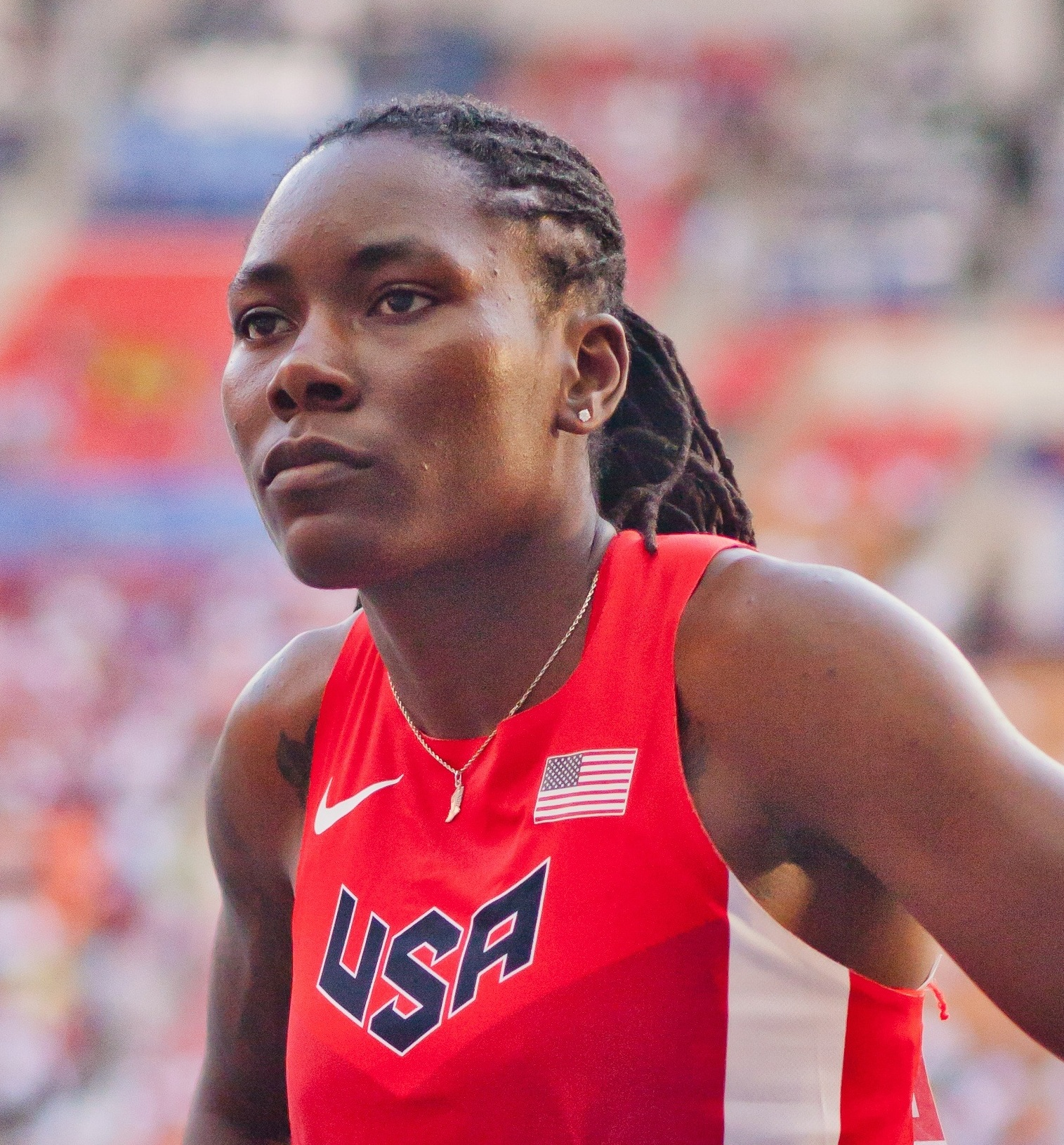
Brittney Reese (* 1986)
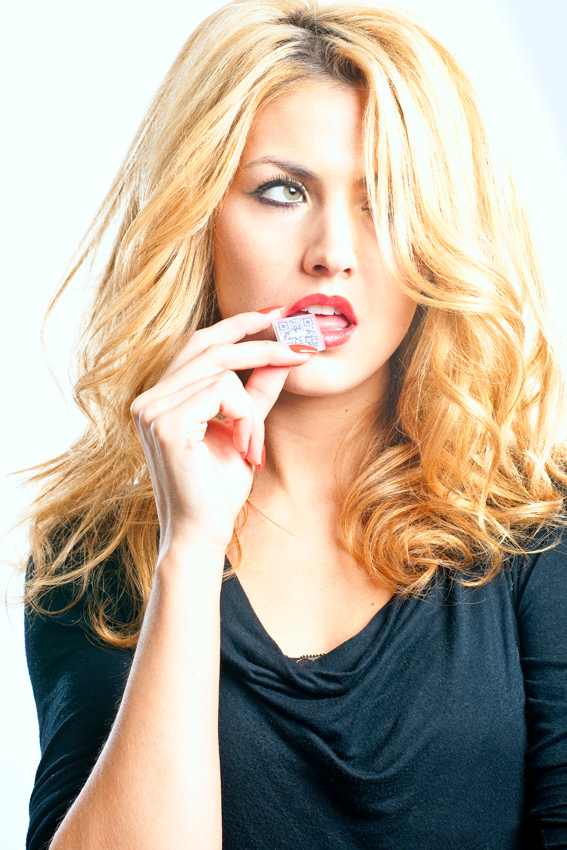
Fiona Erdmann (* 1988)
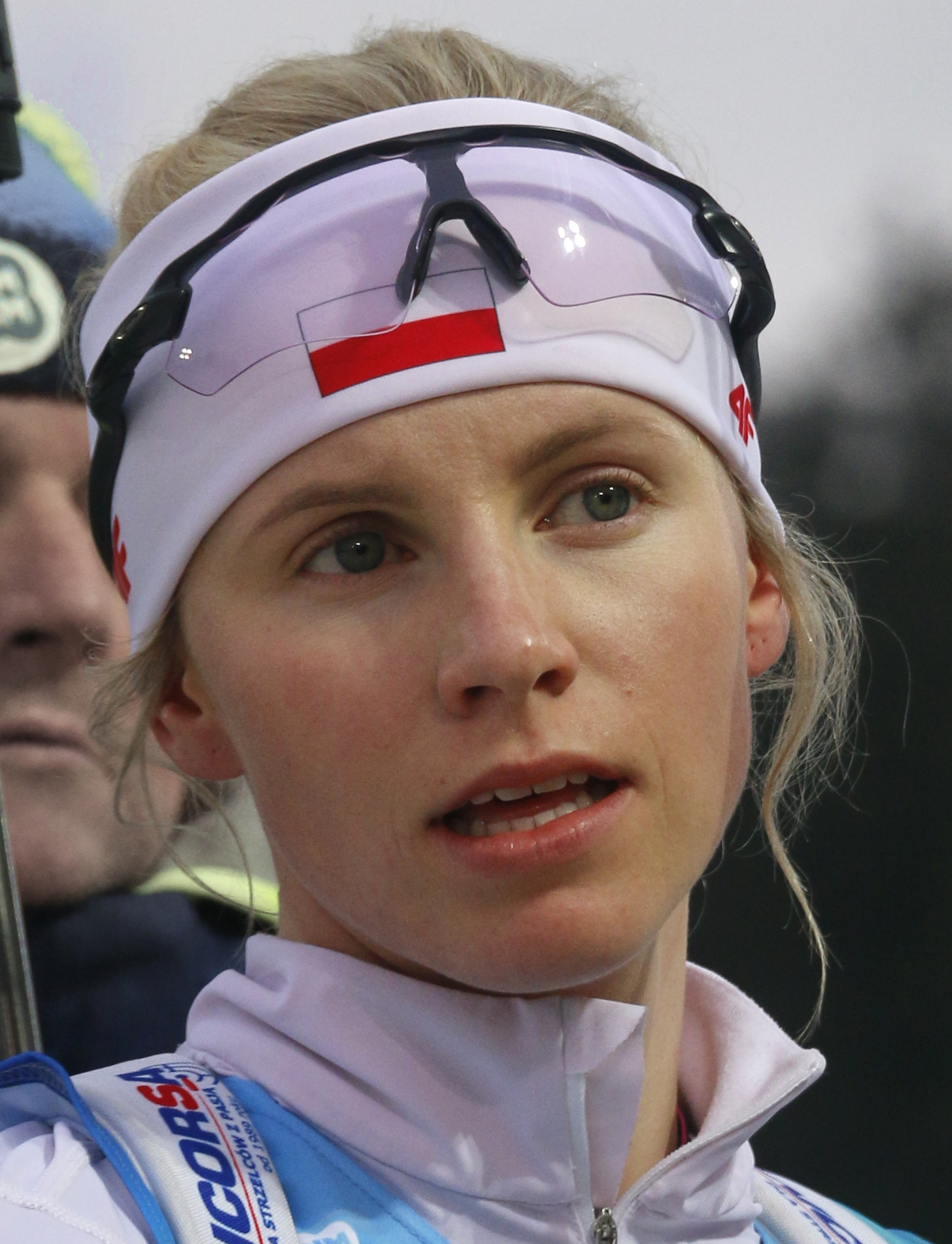
Natalia Sidorowicz (* 1998)

- 1986: Jason Lamy Chappuis, französischer Nordischer Kombinierer
- 1986: Brittney Reese, US-amerikanische Weitspringerin
- 1986: Essi Sainio, finnische Fußballspielerin
- 1987: Afrojack, niederländischer House-DJ
- 1987: Sebastian Colloredo, italienischer Skispringer
- 1987: Erik Oese, deutscher Voltigierer
- 1987: Andrea Petković, deutsche Tennisspielerin
- 1987: Alex Song, kamerunischer Fußballspieler
- 1988: Bassem Amin, ägyptischer Schachgroßmeister
- 1988: Fiona Erdmann, deutsches Model
- 1988: Manuel Riemann, deutscher Fußballspieler
- 1989: Johnny Cecotto jr., venezolanischer Automobilrennfahrer
- 1989: Graham Hall, englischer Dartspieler
- 1989: Alex Howe, US-amerikanischer Biathlet
- 1990: Haley Reinhart, US-amerikanische Sängerin
- 1990: Jaroslaw Tarnowezkyj, ukrainischer Billardspieler
- 1991: Kelsey Chow, US-amerikanische Schauspielerin
- 1991: Jann Mardenborough, britischer Automobilrennfahrer
- 1991: Oscar, brasilianischer Fußballspieler
- 1991: René Zia, österreichischer Fußballspieler
- 1992: Frida Amundsen, norwegische Sängerin und Songschreiberin
- 1992: Patrick Farkas, österreichischer Fußballspieler
- 1995: André Rudersdorf, deutscher Automobilrennfahrer
- 1996: Bersant Celina, norwegischer Fußballspieler
- 1996: Lennard Kämna, deutscher Radrennfahrer
- 1997: Felix Uduokhai, deutscher Fußballspieler
- 1998: Natalia Sidorowicz, polnische Biathletin
- 1999: Julian Conze, deutscher Fußballspieler
- 1999: Chigoziem Okonkwo, US-amerikanischer American-Football-Spieler
- 2000: Rabbi Matondo, walisischer Fußballspieler

## Gestorben

### Vor dem 16. Jahrhundert

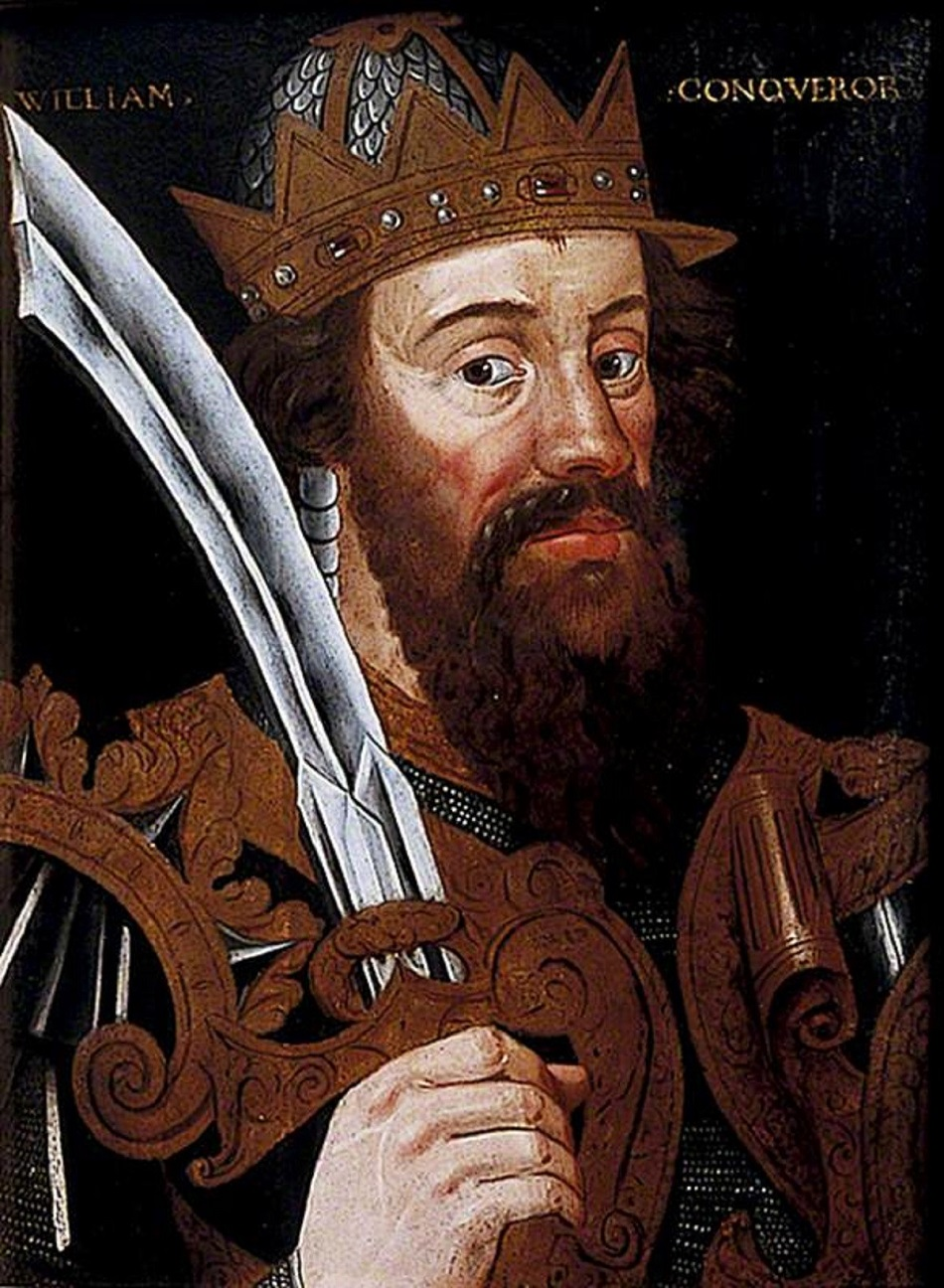
Wilhelm I. († 1087)

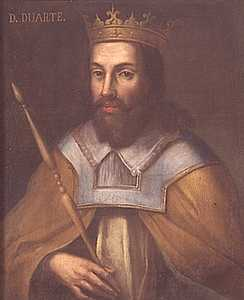
Eduard I. († 1438)

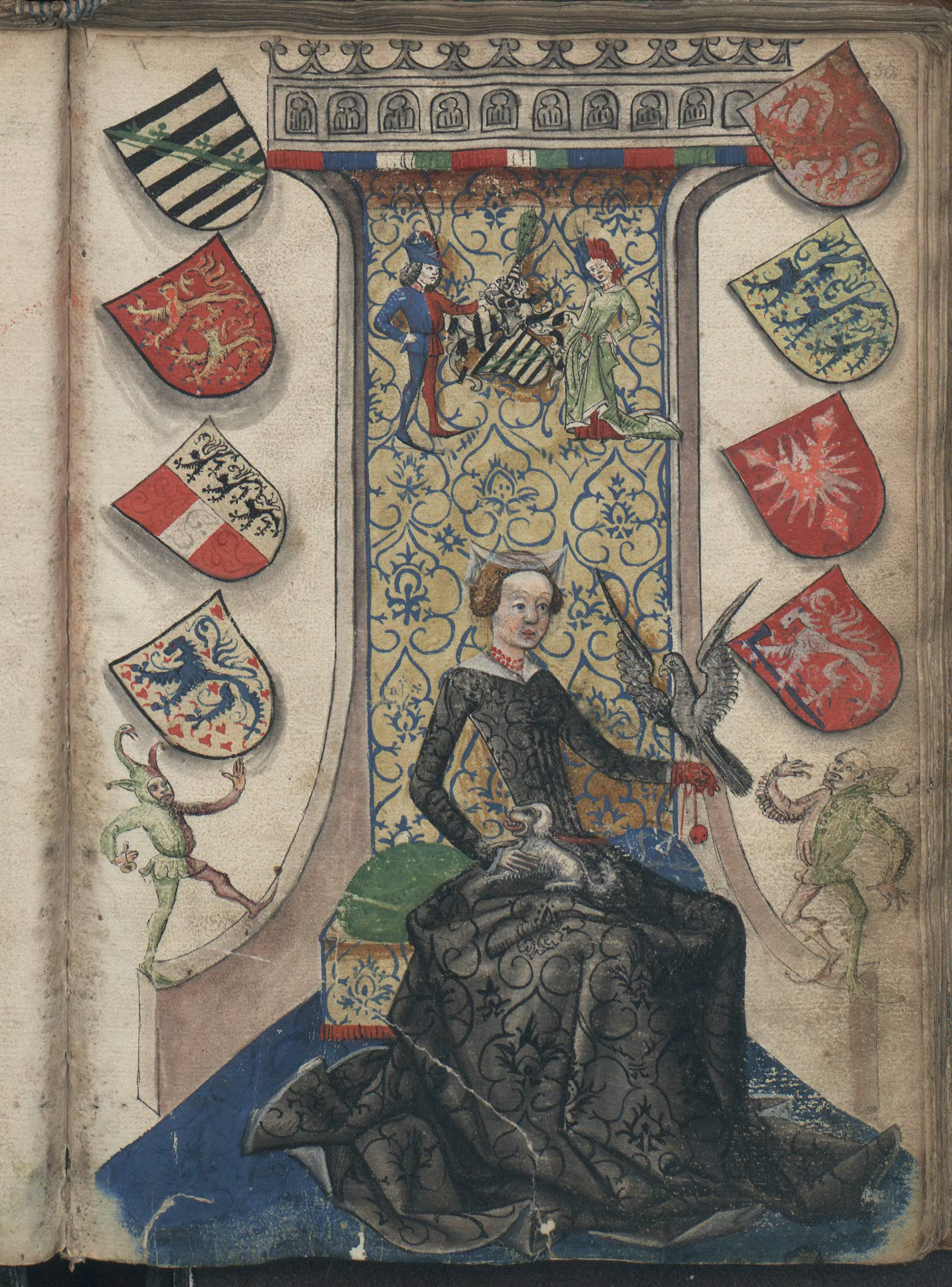
Sophie von Sachsen-Lauenburg († 1473)

- 0906: Adalbert von Babenberg, ostfränkischer Adliger
- 1000: Olav I. Tryggvason, König von Norwegen
- 1087: Wilhelm I., Herzog der Normandie, König von England
- 1191: Konrad III. Otto, Markgraf von Mähren und Herzog von Böhmen
- 1223: Simon of Apulia, aus Italien stammender Bischof von Exeter
- 1226: Rudolf von Güttingen, Abt von St. Gallen und Bischof von Chur
- 1230: Siegfried II. von Eppstein, Erzbischof von Mainz, Reichserzkanzler
- 1285: Kunigunde von Halitsch, Königin von Böhmen
- 1310: Heinrich, Herr von Besmedin in der Grafschaft Tripolis
- 1312: Otto III., König von Ungarn und Herzog von Niederbayern
- 1328: Matthias von Buchegg, Erzbischof von Mainz, Reichserzkanzler
- 1362: John de St Paul, englischer Kleriker, Jurist und Erzbischof von Dublin
- 1384: Werner von Haselbeck, deutscher Priester, Biograph und Papstsekretär
- 1390: Rafaino de’ Caresini, Großkanzler Venedigs
- 1396: John Beaumont, 4. Baron Beaumont, englischer Adeliger
- 1398: Jakob I., König von Armenien und Zypern
- 1437: Jan Roháč z Dubé, böhmischer Hussitenhauptmann
- 1438: Eduard I., König von Portugal
- 1445: Albrecht II. von Hohenrechberg, Fürstbischof von Eichstätt
- 1473: Sophie von Sachsen-Lauenburg, Herzogin und Regentin von Jülich und Berg
- 1484: Hans Feer, Schweizer Schultheiss, Kleinrat, Vogt und Tagsatzungsgesandter
- 1487: Chenghua, chinesischer Kaiser der Ming-Dynastie
- 1488: Franz II. Herzog der Bretagne

### 16. Jahrhundert

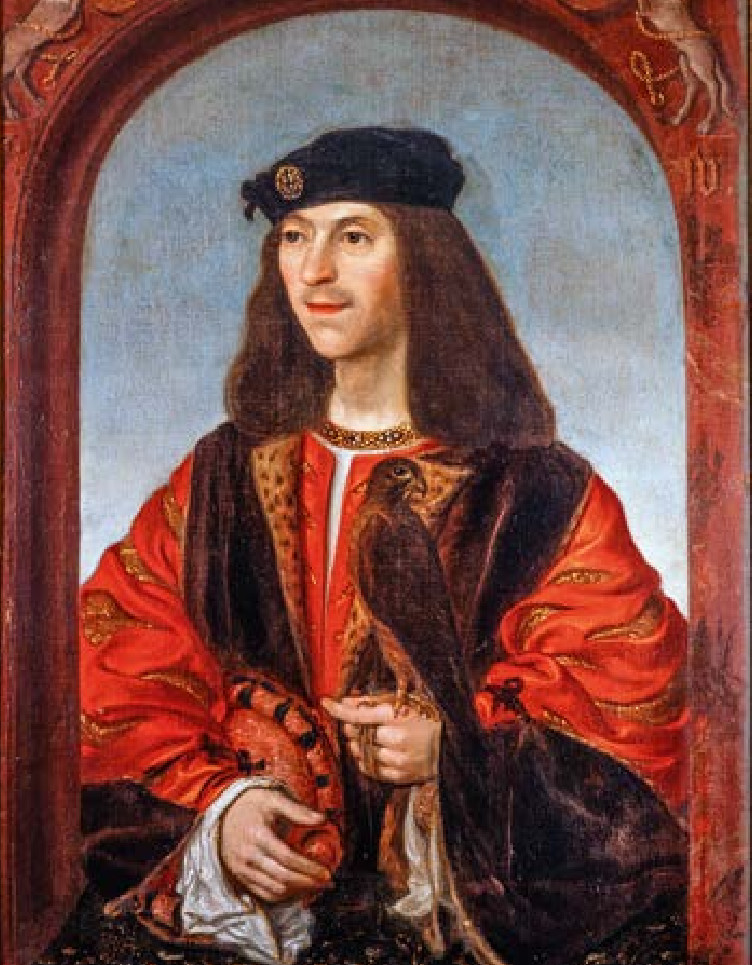
Jakob IV. († 1513)

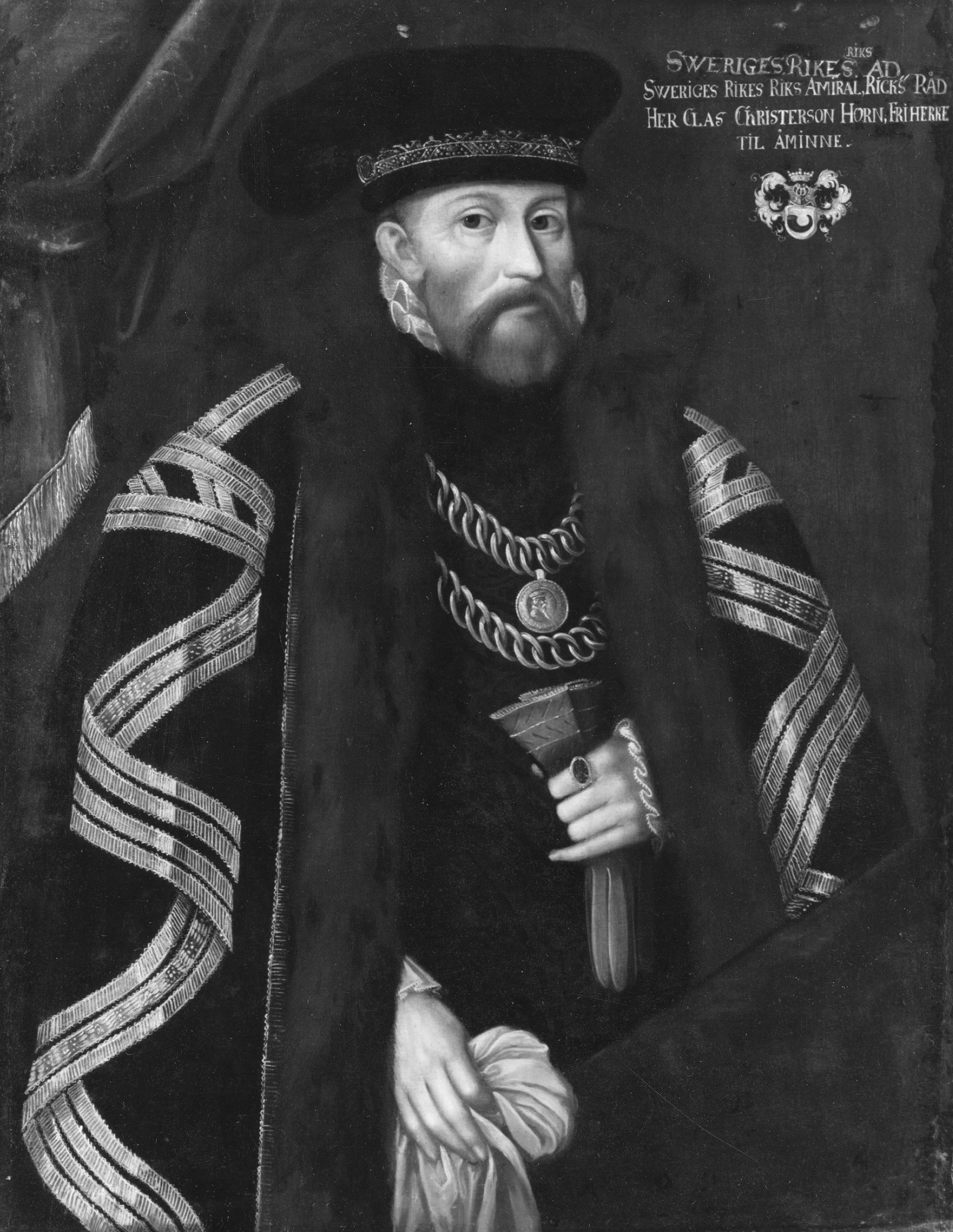
Claus Horn († 1556)

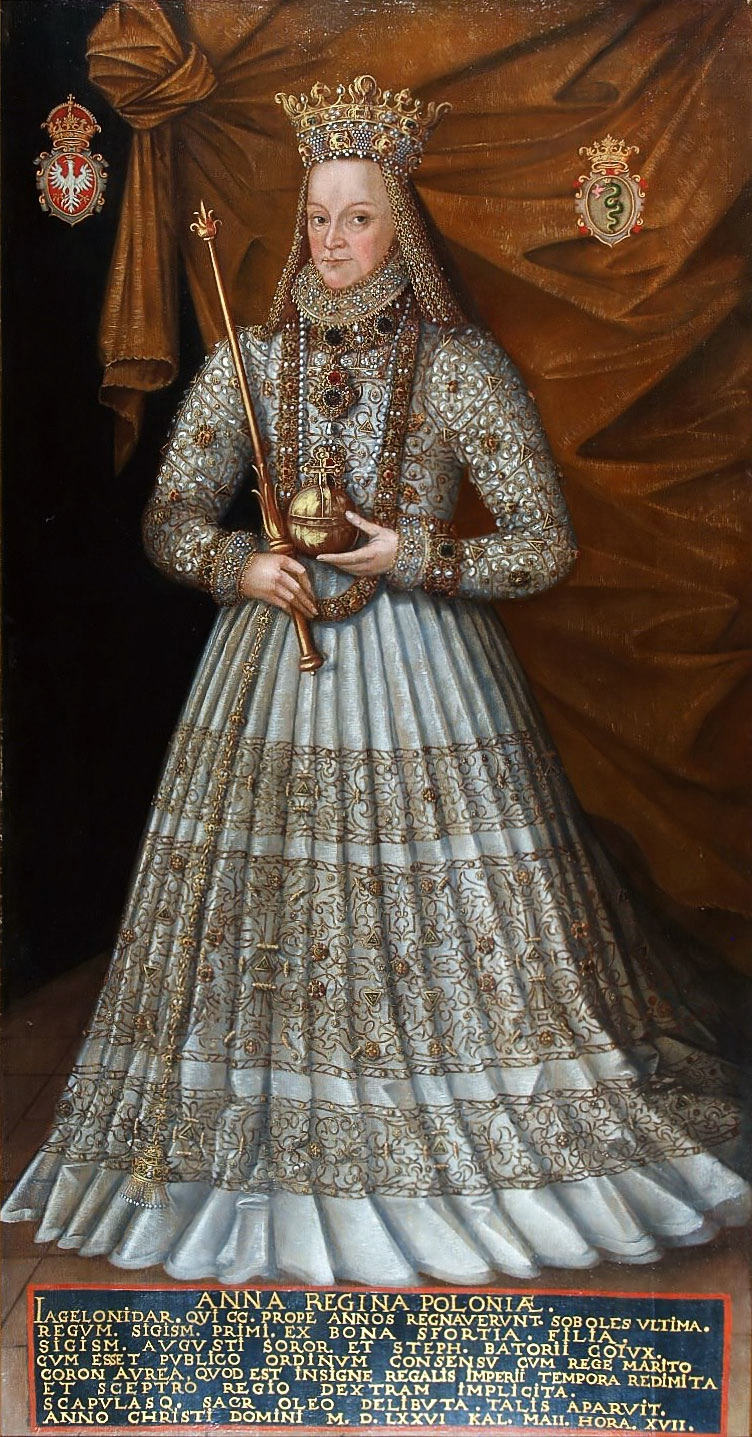
Anna Jagiellonica († 1596)

- 1503: Philipp, Markgraf von Hachberg-Sausenberg und Graf von Neuenburg
- 1513: Robert Erskine, 4. Lord Erskine, schottischer Adeliger
- 1513: Thomas Hay of Logie, schottischer Adliger
- 1513: William Hay, 4. Earl of Erroll, schottischer Adliger
- 1513: Jakob IV., König von Schottland
- 1513: Matthew Stewart, 2. Earl of Lennox, schottischer Adeliger
- 1513: Alexander Stewart, schottischer Humanist, Erzbischofselekt von St Andrews und Lordkanzler von Schottland
- 1515: Joseph von Wolokolamsk, russischer Mönch und Klostergründer
- 1519: René de Prie, Kardinal der katholischen Kirche
- 1527: Johann II. von Blankenfelde, Bischof von Reval und Dorpat, Erzbischof von Riga
- 1532: Bartholomäus Arnoldi, deutscher Professor der Philosophie und Theologie
- 1535: Ägidius Rehm, Bischof von Chiemsee
- 1553: Justinian von Holzhausen, Frankfurter Patrizier und Bürgermeister
- 1558: Adam Krafft, evangelischer Kirchenreformer Hessens
- 1560: Luigi Pasquali, italienischer Waldenser
- 1566: Claus Horn, schwedischer Admiral und Seeheld
- 1569: Pieter Bruegel der Ältere, niederländischer Maler
- 1580: Christoph von der Schulenburg, Bischof von Ratzeburg
- 1587: Georg von Khevenhüller, Landeshauptmann von Kärnten
- 1589: Pedro de Andrade Caminha, portugiesischer Lyriker
- 1590: Rebekka Lemp, Opfer der Hexenverfolgung in Nördlingen
- 1593: Antonio Calcagni, italienischer Bildhauer und Bronzegießer
- 1596: Anna Jagiellonica, polnisch-litauische Prinzessin, gewähltes Staatsoberhaupt Polen-Litauens
- 1599: Magdalene von Waldeck, Gräfin von Nassau-Siegen
- 1600: Georg Hoefnagel, flämischer Miniaturen- und Buchmaler

### 17. Jahrhundert

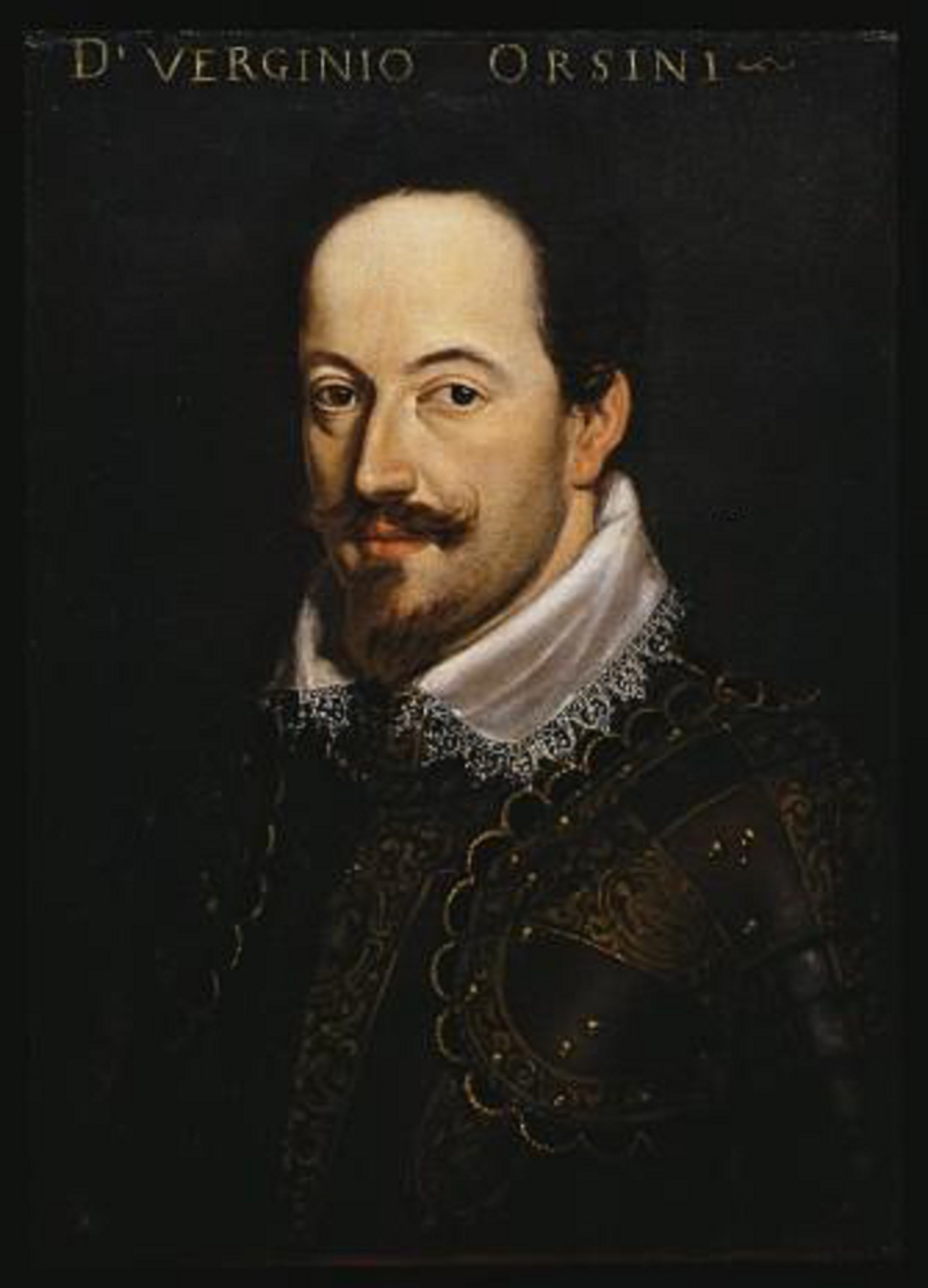
Virginio Orsini († 1615)

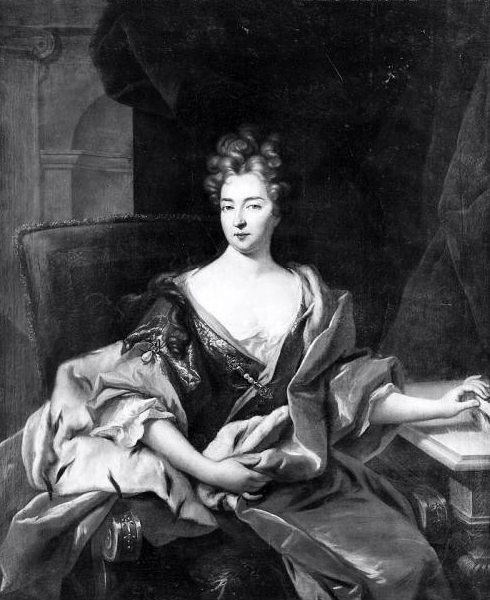
Eleonore von Sachsen-Eisenach († 1696)

- 1603: George Carey, 2. Baron Hunsdon, englischer Adeliger, Förderer des Theaters
- 1603: Ambrosio Cotes, spanischer Komponist und Kapellmeister
- 1605: Heinrich Khunrath, deutscher Arzt, Alchemist und Kabbalist
- 1606: Leonhard Lechner, deutscher Komponist und Kapellmeister der späten Renaissance
- 1611: Eleonora de’ Medici, Herzogin von Mantua und Montferrat
- 1615: Virginio Orsini, Herzog von Bracciano
- 1624: Andreas Cludius, deutscher Rechtswissenschaftler
- 1625: Kaspar Waser, Schweizer Theologe und Orientalist
- 1633: Heinrich von Holk, dänischer Offizier im Dreißigjährigen Krieg
- 1682: Siegmund Wiprecht von Zerbst, deutscher Hofbeamter und Politiker
- 1684: Johann Caspar von Ampringen, Hochmeister des Deutschen Ordens, Oberlandeshauptmann von Schlesien, Herzog von Freudenthal
- 1684: Jakob Thomasius, sächsischer Lehrer, Philosoph und Humanist
- 1693: Lionel Copley, englischer Kolonialgouverneur von Maryland
- 1695: Burchard von Ahlefeldt, holsteinischer Adliger, Landrat
- 1696: Eleonore von Sachsen-Eisenach, Markgräfin von Brandenburg-Ansbach und Kurfürstin von Sachsen

### 18. Jahrhundert
- 1709: Bella Perlhefter, Prager jüdische Schriftstellerin, professionelle Briefschreiberin und Musiklehrerin
- 1712: Johann Georg Heinsch, böhmischer Barockmaler
- 1713: Giovanni Antonio Viscardi, italienischer Baumeister des Barock
- 1714: Johannes Riemer, deutscher Schriftsteller und Theologe
- 1714: Heinrich Günther von Thülemeyer, deutscher Jurist, Historiker und Polyhistor
- 1717: Joachim von Ahlefeldt, holstein-gottorfisch-dänischer Staatsmann, Propst des Klosters Preetz
- 1718: Diego Ladrón de Guevara, Bischof von Quito und Vizekönig von Peru

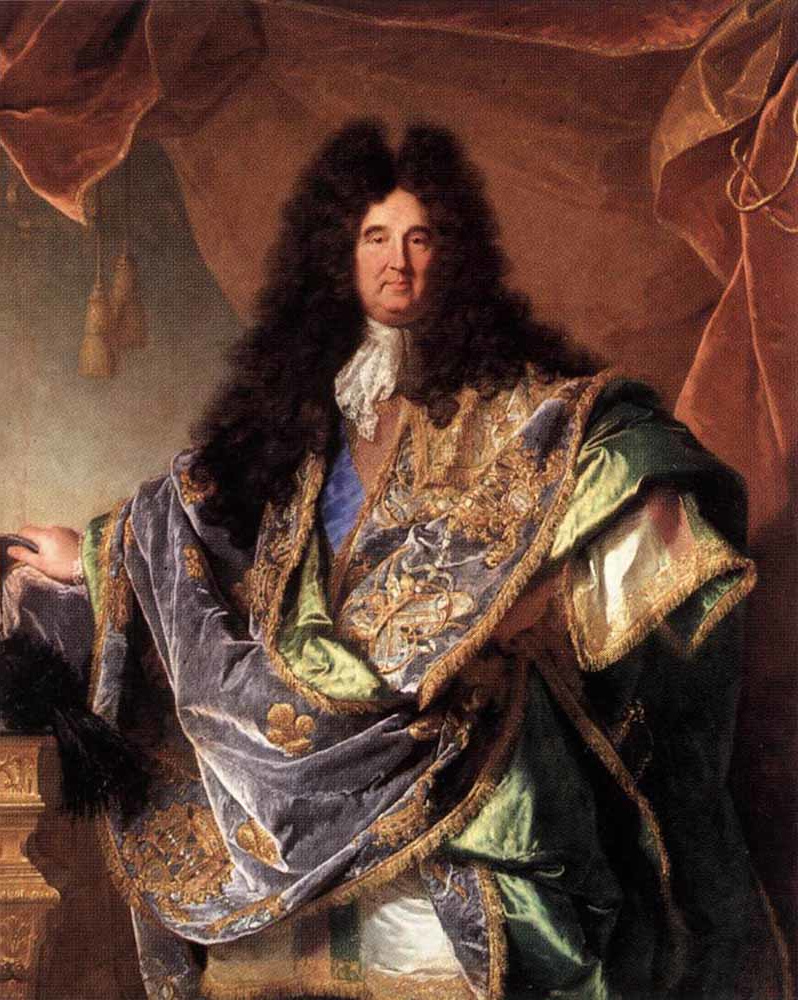
Philippe de Courcillon († 1720)

- 1720: Philippe de Courcillon, französischer Offizier, Diplomat und Autor sowie der Großmeister des Lazarusordens
- 1721: Elisabeth Dorothea von Hessen-Darmstadt, Landgräfin von Hessen-Homburg
- 1730: Charles FitzRoy, 2. Duke of Cleveland, unehelicher Sohn des englischen Königs Karl II.
- 1736: Wassili Wassiljewitsch Prontschischtschew, russischer Entdecker und Polarforscher
- 1741: Pauline Félicité de Mailly-Nesle, französische Adelige und Mätresse Ludwigs XV.
- 1747: Iwan Kusmitsch Korobow, russischer Architekt
- 1753: Bertrand François Mahé de La Bourdonnais, französischer Admiral
- 1755: Johann Lorenz von Mosheim, deutscher lutherischer Theologe und Kirchenhistoriker
- 1765: Ami Lullin, Schweizer evangelischer Geistlicher und Hochschullehrer
- 1784: Johann Friedrich Richter, deutscher Bankier, Handelsherr und Kunst- und Altertumssammler
- 1793: Peter Perez Burdett, englischer Kartograph
- 1793: Wolfgang Ferdinand von Dörnberg, preußischer Justizminister
- 1800: Immanuel Friedrich Gregorius, deutscher lutherischer Theologe und Historiker

### 19. Jahrhundert
- 1801: Robert Yates, US-amerikanischer Jurist und Politiker
- 1806: William Paterson, US-amerikanischer Jurist, einer der Unterzeichner der Verfassung der USA
- 1815: John Singleton Copley, britisch-amerikanischer Maler

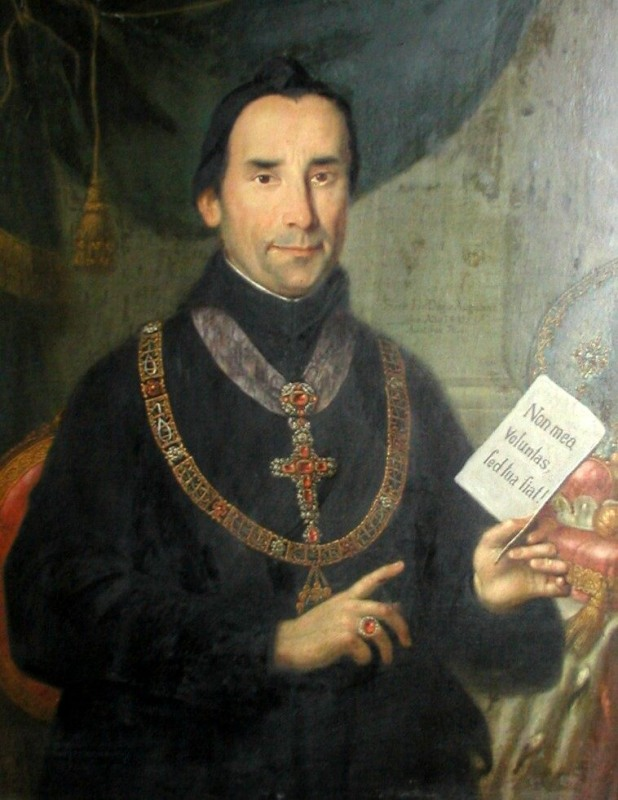
Pankraz Vorster († 1829)

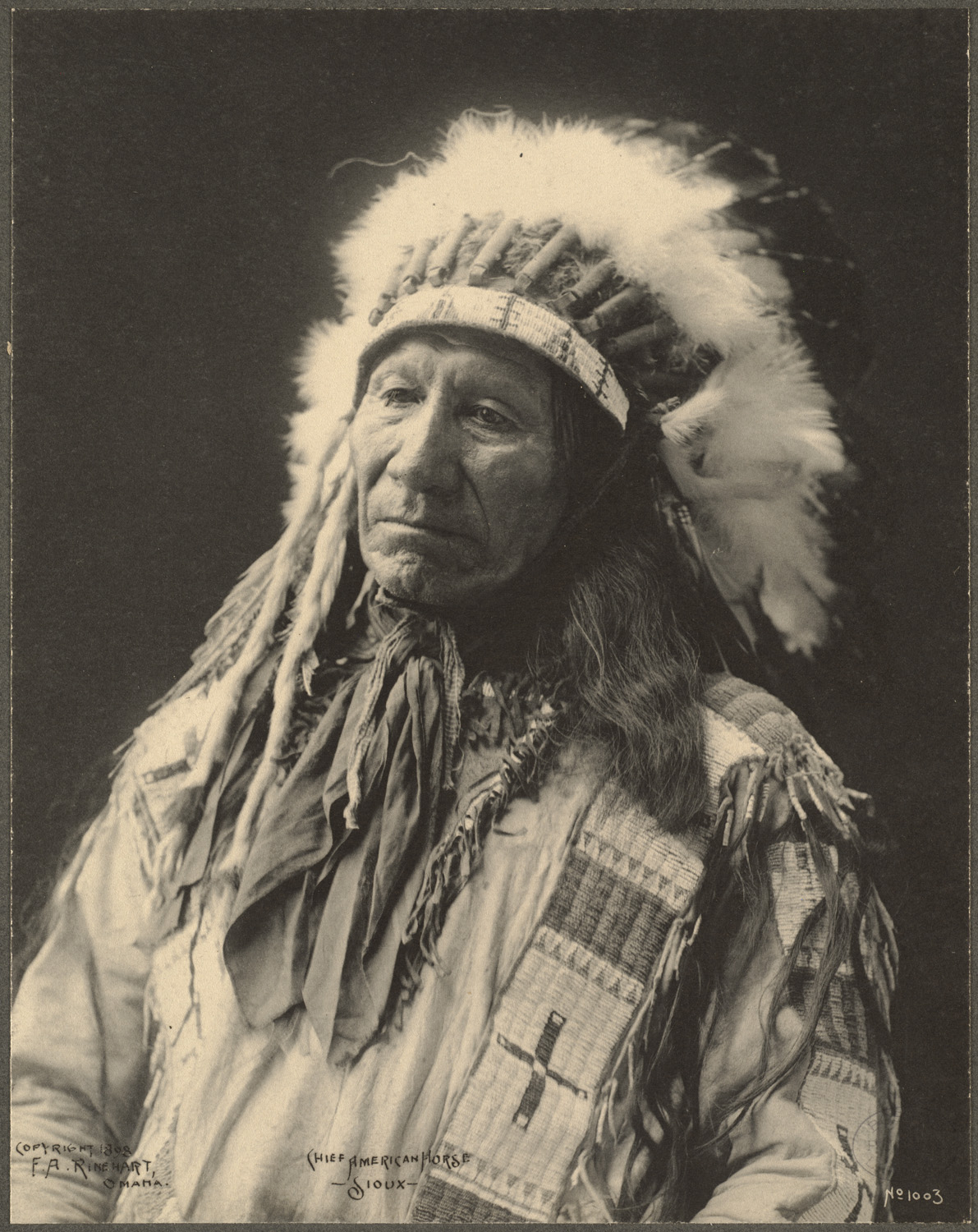
American Horse I. († 1876)

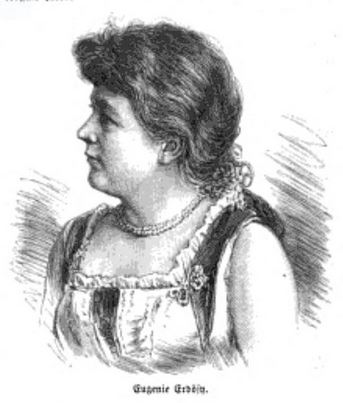
Eugenie Erdösy († 1886)

- 1829: Pankraz Vorster, letzter Fürstabt von Sankt Gallen
- 1831: Leopold Ackermann, österreichischer Theologe
- 1832: Bernhard Klein, deutscher Komponist
- 1834: James Weddell, englischer Polarforscher, Seefahrer und Walfänger
- 1836: Adam Joseph Onymus, deutscher katholischer Geistlicher und Hochschullehrer
- 1838: Joseph Konradt, deutscher Orgel- und Klavierbauer
- 1839: Johann Christoph Funck, deutscher Brauereibesitzer und Politiker
- 1839: Johannes Hegetschweiler, Schweizer Mediziner, Botaniker und Politiker
- 1841: Augustin-Pyrame de Candolle, Schweizer Botaniker
- 1843: Günther von Berg, deutscher Politiker und Schriftsteller
- 1849: Georg von Rukavina, österreichischer General
- 1851: Thomas Hopkins Gallaudet, US-amerikanischer Geistlicher
- 1855: Petrus Johannes Izaak de Fremery, niederländischer Mediziner und Chemiker
- 1868: Mzilikazi, Herrscher im Matabele-Königreich in Simbabwe
- 1869: Otto Jahn, deutscher Altphilologe, Archäologe und Musikwissenschaftler
- 1871: Louis Edouard Bouet-Willaumez, französischer Admiral
- 1871: Stand Watie, Angehöriger der Cherokee und General des konföderierten Heeres im Sezessionskrieg
- 1876: American Horse I, indianischer Häuptling
- 1877: Carl Wilhelm von Heine, deutsch-österreichischer Chirurg, Präsident der deutschen Ärzteschaft in Prag
- 1878: Karl Tomaschek, österreichischer Germanist, Literaturhistoriker und Hochschullehrer
- 1881: Christian Friedrich Scherenberg, deutscher Dichter
- 1886ː Eugenie Erdösy, ungarische Theaterschauspielerin und Sängerin
- 1891: Jules Grévy, französischer Politiker und Anwalt, Staatspräsident
- 1894: Heinrich Brugsch, deutscher Ägyptologe
- 1894: Eduard Hübsch, ungarisch-deutscher Geiger, Dirigent und Komponist
- 1898: Jean-Baptiste Labelle, kanadischer Organist, Pianist, Komponist und Dirigent
- 1898: Stéphane Mallarmé, französischer Schriftsteller
- 1898ː Michaela Pfaffinger, österreichische Malerin

### 20. Jahrhundert

#### 1901–1950

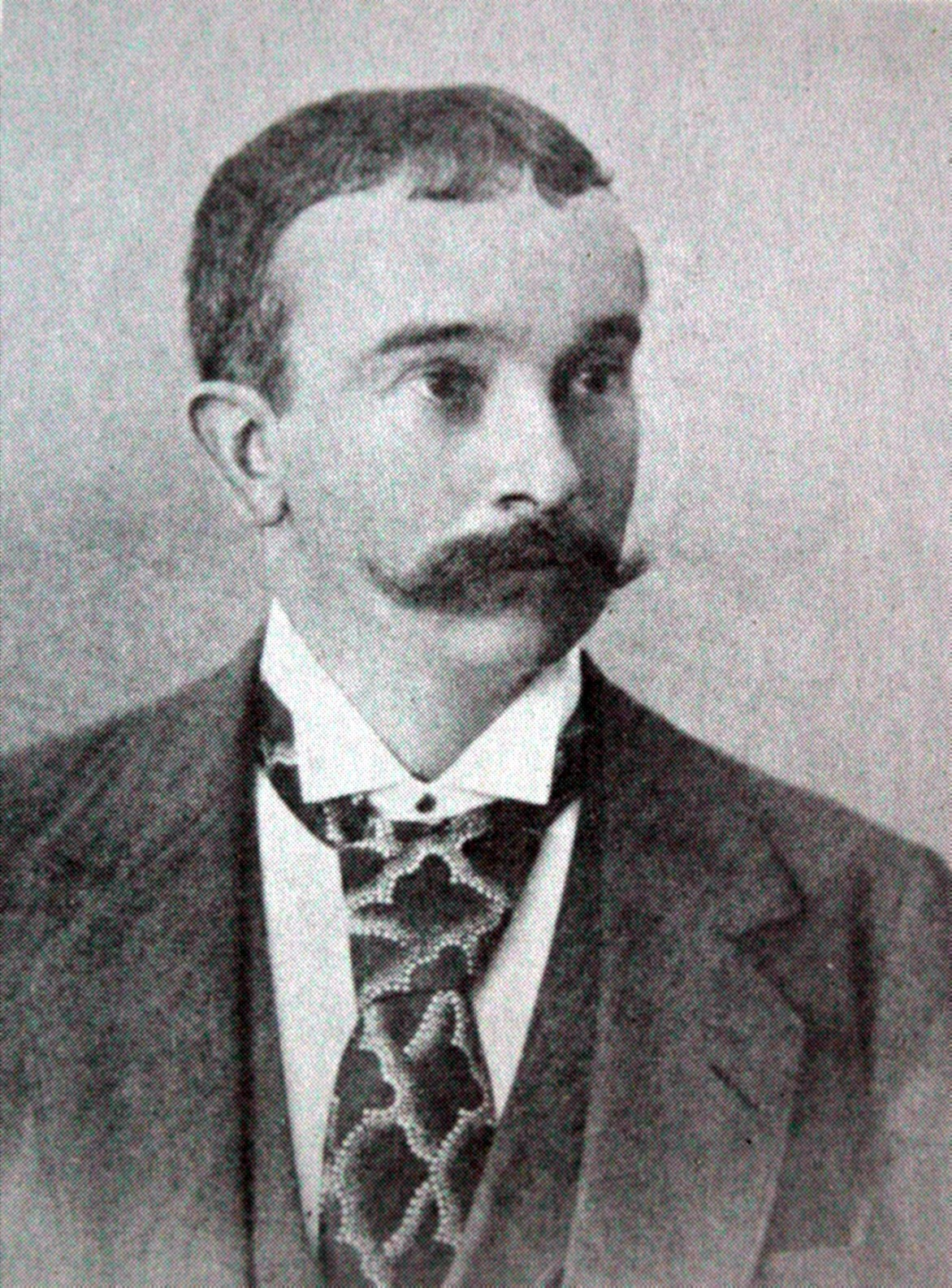
Andreas Franz Wilhelm Schimper († 1901)
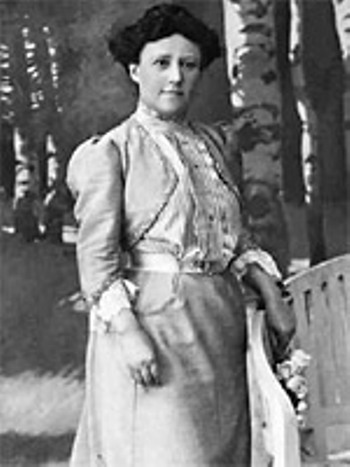
Hermine Hug-Hellmuth († 1924)
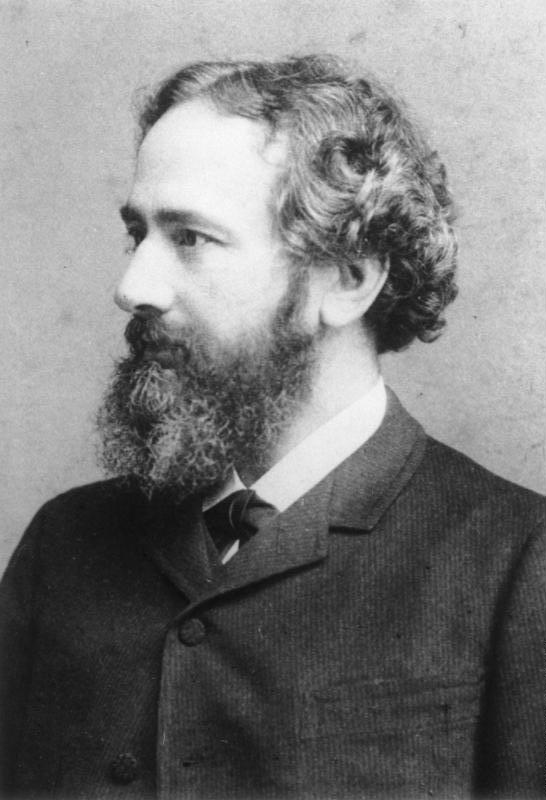
Lujo Brentano († 1931)
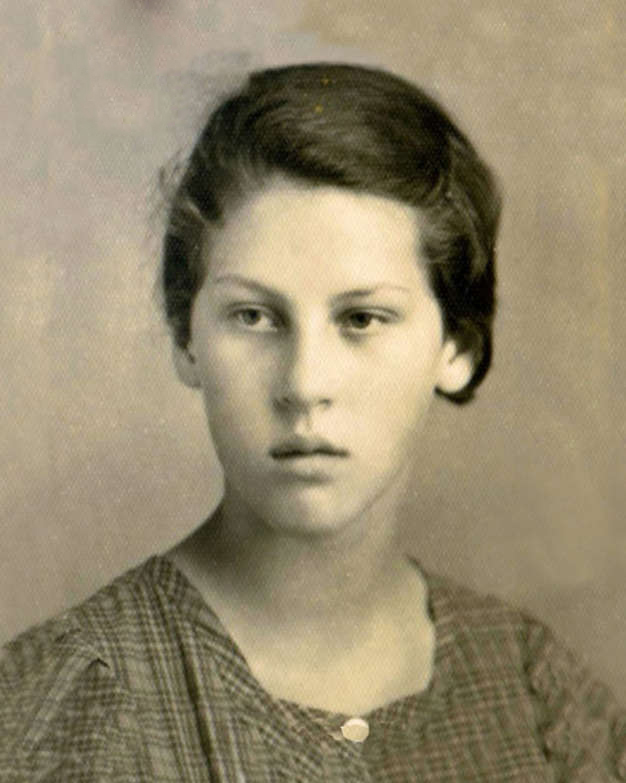
Adele Kurzweil († 1942)
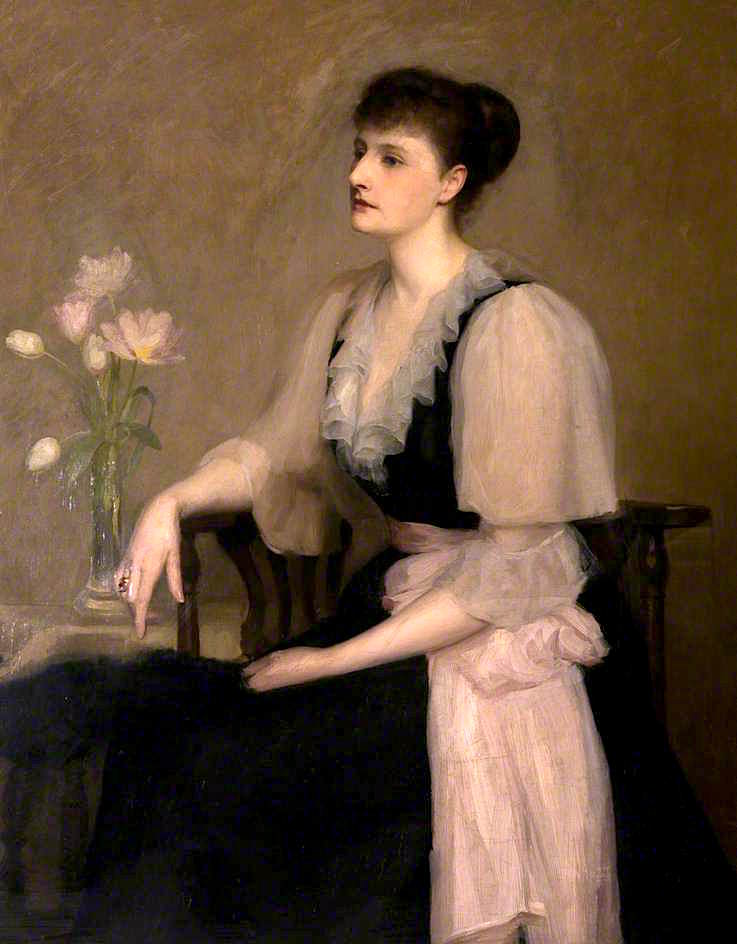
Violet Jacob († 1946)

- 1901: Andreas Franz Wilhelm Schimper, deutscher Botaniker und Universitätsprofessor
- 1901: Georg Wilhelm Schulze, deutscher Pastor
- 1901: Henri de Toulouse-Lautrec, französischer Maler
- 1905: Heinrich Gassner, Oberbürgermeister von Mainz
- 1910: Richard von Heydebreck, preußischer Generalmajor
- 1912: Wilhelmine Heimburg, deutsche Schriftstellerin
- 1914: Albert Arnz, deutscher Landschaftsmaler
- 1914: Gustav Oßwald, deutscher Verwaltungsjurist
- 1918: Julius Brück, ungarischer Musikpädagoge und Komponist
- 1919: Henri Lutz, französischer Komponist
- 1920: Roberto Hazon, italienischer Dirigent und Musikpädagoge
- 1924ː Hermine Hug-Hellmuth, österreichische Psychoanalytikerin, Mordopfer
- 1926: Anton Jörgen Andersen, norwegischer Komponist
- 1926: Bernhard Schädel, deutscher Romanist, Hispanist, Italianist und Katalanist
- 1926: Hans Schenkel, Schweizer Physiker, Hochschullehrer und Politiker
- 1928: Emilio Materassi, italienischer Automobilrennfahrer
- 1931: Lujo Brentano, deutscher Wirtschaftswissenschaftler und Sozialreformer
- 1932: Alajos Szokolyi, ungarischer Leichtathlet
- 1933: Friedrich Fülleborn, deutscher Tropenmediziner und Naturwissenschaftler
- 1934: Edward T. England, US-amerikanischer Politiker
- 1938: Oskar Kiefer, deutscher Bildhauer
- 1939: Johannes Lindworsky, deutscher Jesuit, Psychologe und Hochschullehrer
- 1939: Leon Raszeja, polnischer Jurist
- 1941: Hans Spemann, deutscher Biologe
- 1942: Adele Kurzweil, österreichisches Holocaustopfer
- 1942: Bruno Kurzweil, österreichischer Rechtsanwalt
- 1942: Gisela Kurzweil, österreichisches Holocaustopfer
- 1943: Charles McLean Andrews, US-amerikanischer Historiker und Hochschullehrer
- 1943: Fernand Gabriel, französischer Automobilrennfahrer
- 1944: Gus Sonnenberg, US-amerikanischer American-Football-Spieler, Wrestler
- 1946: Salomo Friedlaender, deutscher Philosoph und Schriftsteller der literarischen Avantgarde
- 1946: Violet Jacob, schottische Schriftstellerin

#### 1951–2000
- 1955: Euthymia Üffing, deutsche Clemensschwester

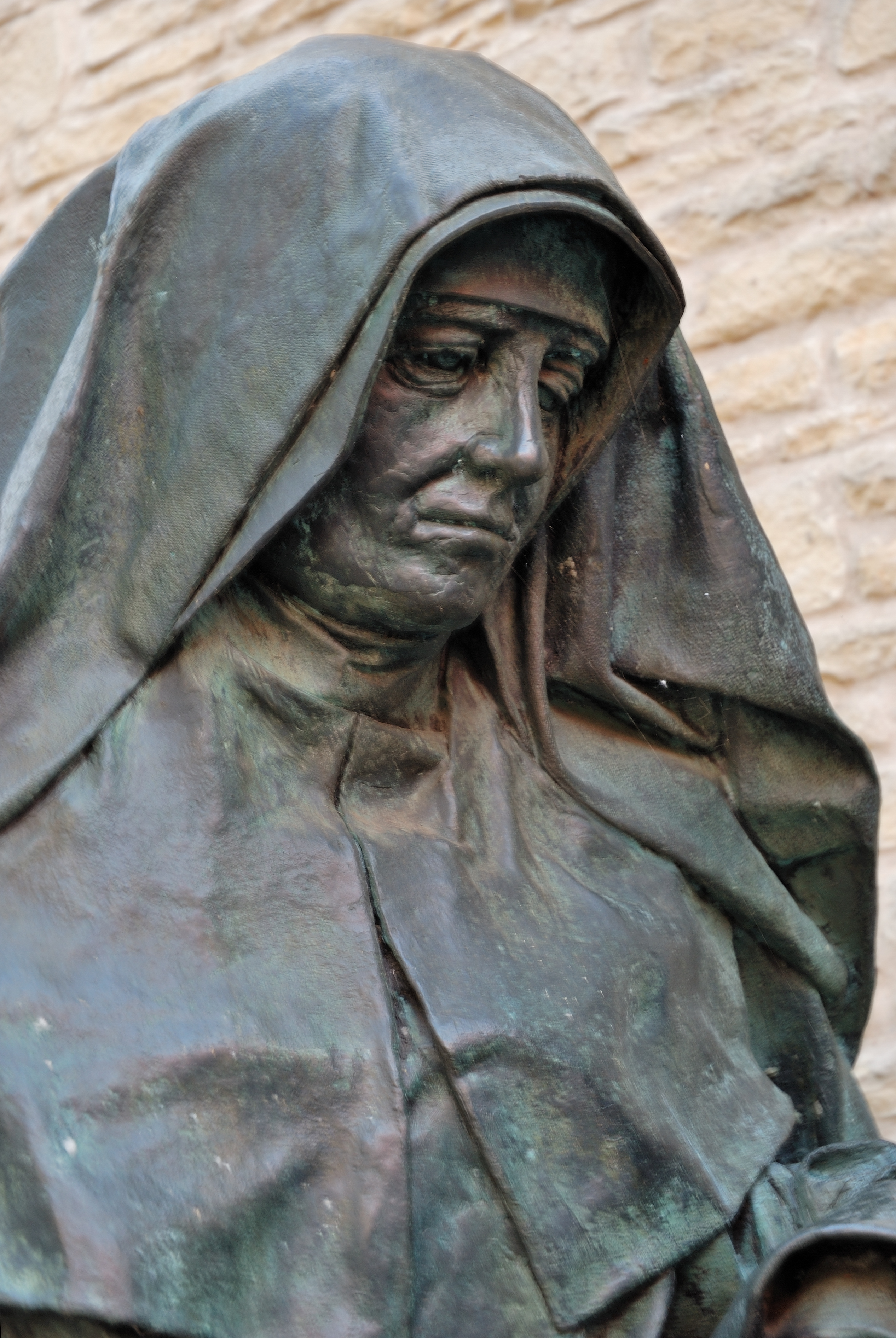
Euthymia Üffing († 1955)

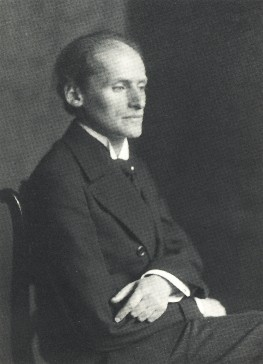
Carl Friedberg († 1955)

- 1955: Carl Friedberg, deutscher Pianist und Musikpädagoge
- 1958: Said bin Maktum, Emir von Dubai
- 1958: Giovanni Prini, italienischer Bildhauer und Maler
- 1960: Leonhard Adam, deutscher Rechtswissenschaftler und Ethnologe
- 1960: Jussi Björling, schwedischer Opernsänger (Tenor)
- 1962: Robert Furrer, Schweizer Zollbeamter
- 1962: Wladimir Jakowlewitsch Klimow, sowjetischer Konstrukteur von Flugzeugmotoren
- 1962: Werner Meißner, deutscher Jurist
- 1964: Maurice Le Boucher, französischer Komponist, Organist und Musikpädagoge
- 1965: Julián Carrillo, mexikanischer Komponist
- 1965: Vito Castorina, italienischer Komponist, Dirigent und Musikpädagoge
- 1965: Fritz Heinrich Anton Hähnsen, deutscher Jurist, Syndikus und Historiker
- 1966: John Duarte, US-amerikanischer Politiker, Geschäftsmann und Landwirt
- 1967: Werner Bartz, deutscher Luftwaffenoffizier und -analytiker
- 1969: Dschalāl Āl-e Ahmad, persischer Schriftsteller
- 1973: Céliny Chailley-Richez, französische Pianistin und Musikpädagogin
- 1973: Wilhelm Vocke, deutscher Finanzfachmann und Bankier
- 1974: Lily Hildebrandt, deutsche Malerin und Grafikerin
- 1976: Mao Zedong, chinesischer Politiker
- 1977: Rita Maiburg, deutsche Pilotin, erster weiblicher Linienflugkapitän der Welt
- 1977: Kenneth O’Donnell, US-amerikanischer Politiker, Berater von John F. Kennedy
- 1978: Jürgen Feindt, deutscher Tänzer und Schauspieler
- 1978: Jack L. Warner, kanadisch-US-amerikanischer Filmproduzent, Drehbuchautor, Regisseur und Schauspieler
- 1979: Thomas Fothringham-Parker, britischer Autorennfahrer
- 1979: Ali-Naghi Vaziri, iranischer Musiker und Komponist
- 1980: José de Anchieta Fontana, brasilianischer Fußballspieler
- 1981: Jacques Lacan, französischer Psychoanalytiker
- 1983: Luis Monti, argentinisch-italienischer Fußballspieler
- 1984: Yılmaz Güney, türkischer Schauspieler und Regisseur
- 1984: Walter Kaufmann, tschechisch-US-amerikanischer Musikethnologe, Komponist und Dirigent

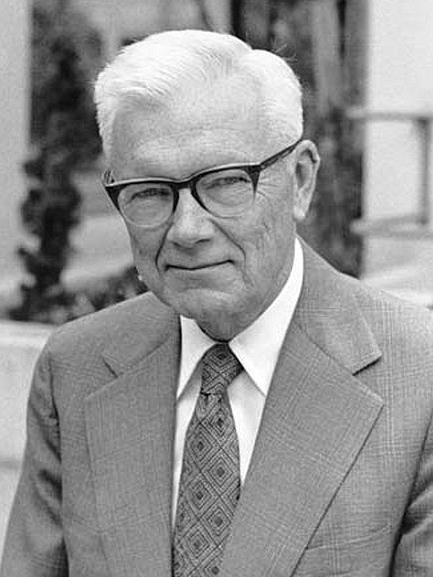
Paul Flory († 1985)

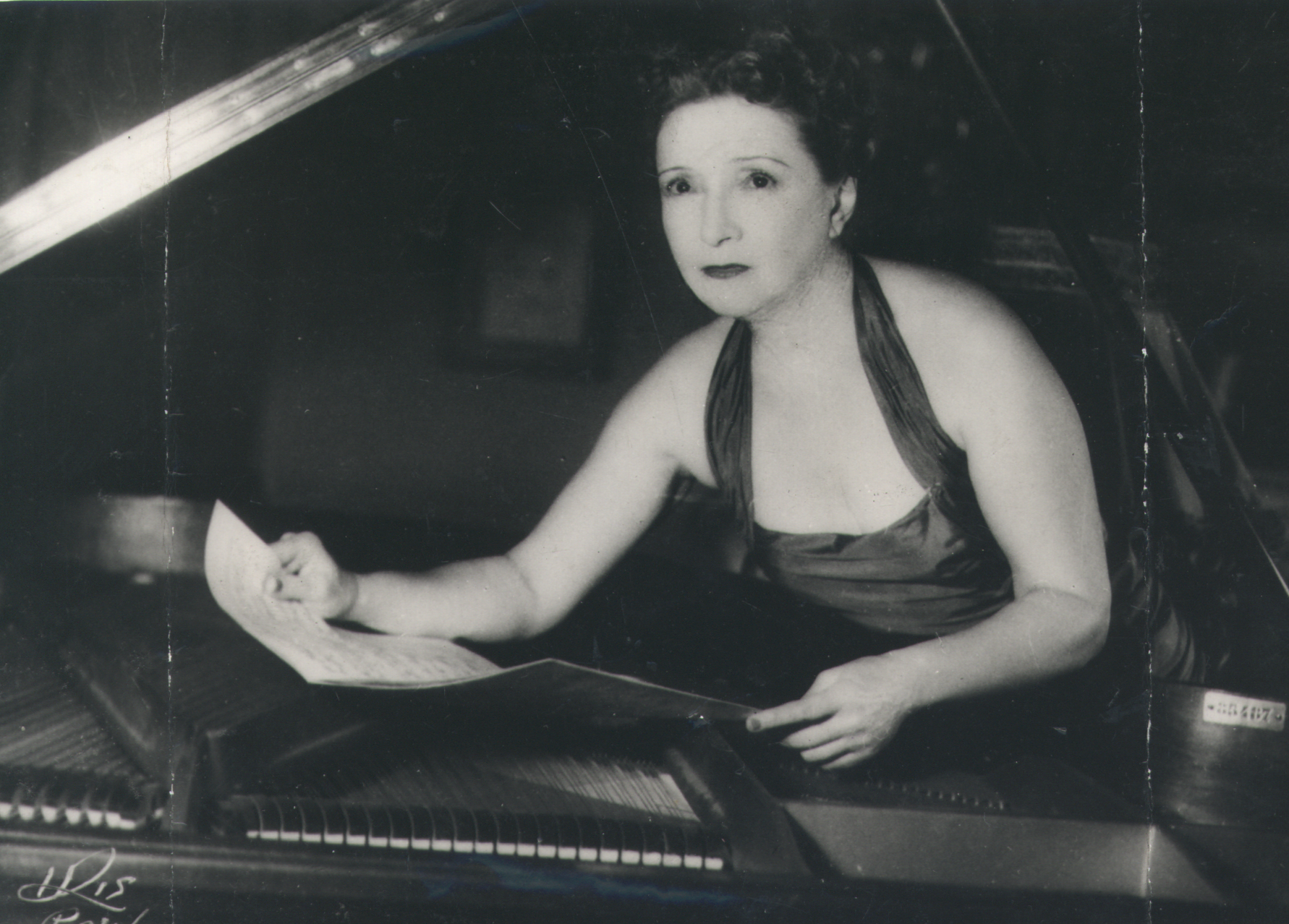
Magda Tagliaferro († 1986)

- 1985: Paul Flory, US-amerikanischer Chemiker, Nobelpreisträger
- 1985: Hugo Lindo, salvadorianischer Schriftsteller, Diplomat und Politiker
- 1986: Magda Tagliaferro, brasilianische Pianistin und Musikpädagogin
- 1987: Gunnar de Frumerie, schwedischer Komponist
- 1988: Felice Filippini, Schweizer Schriftsteller und Maler
- 1989: Meta Merz, österreichische Schriftstellerin
- 1990: Samuel K. Doe, liberianischer Militär, diktatorischer Staatschef, Staatspräsident
- 1990: Alexander Wladimirowitsch Men, russischer Priester und Dissiden
- 1991: Concetto Lo Bello, italienischer Fußballschiedsrichter, Sportfunktionär und Politiker
- 1994: Käthe Braun, deutsche Schauspielerin
- 1995: Reinhard Furrer, deutscher Wissenschaftsastronaut
- 1996: Manuel Marino Miniño, dominikanischer Komponist, Dirigent und Musikpädagoge
- 1996: Bill Monroe, US-amerikanischer Musiker
- 1997: Richie Ashburn, US-amerikanischer Baseballspieler
- 1997: Burgess Meredith, US-amerikanischer Schauspieler
- 1998: Heinz Haffter, Schweizer klassischer Philologe
- 1999: Waldemar Schütz, deutscher Verleger und Herausgeber
- 2000: Veerasamy Ringadoo, mauritischer Politiker, Finanzminister, Generalgouverneur, erster Staatspräsident

### 21. Jahrhundert

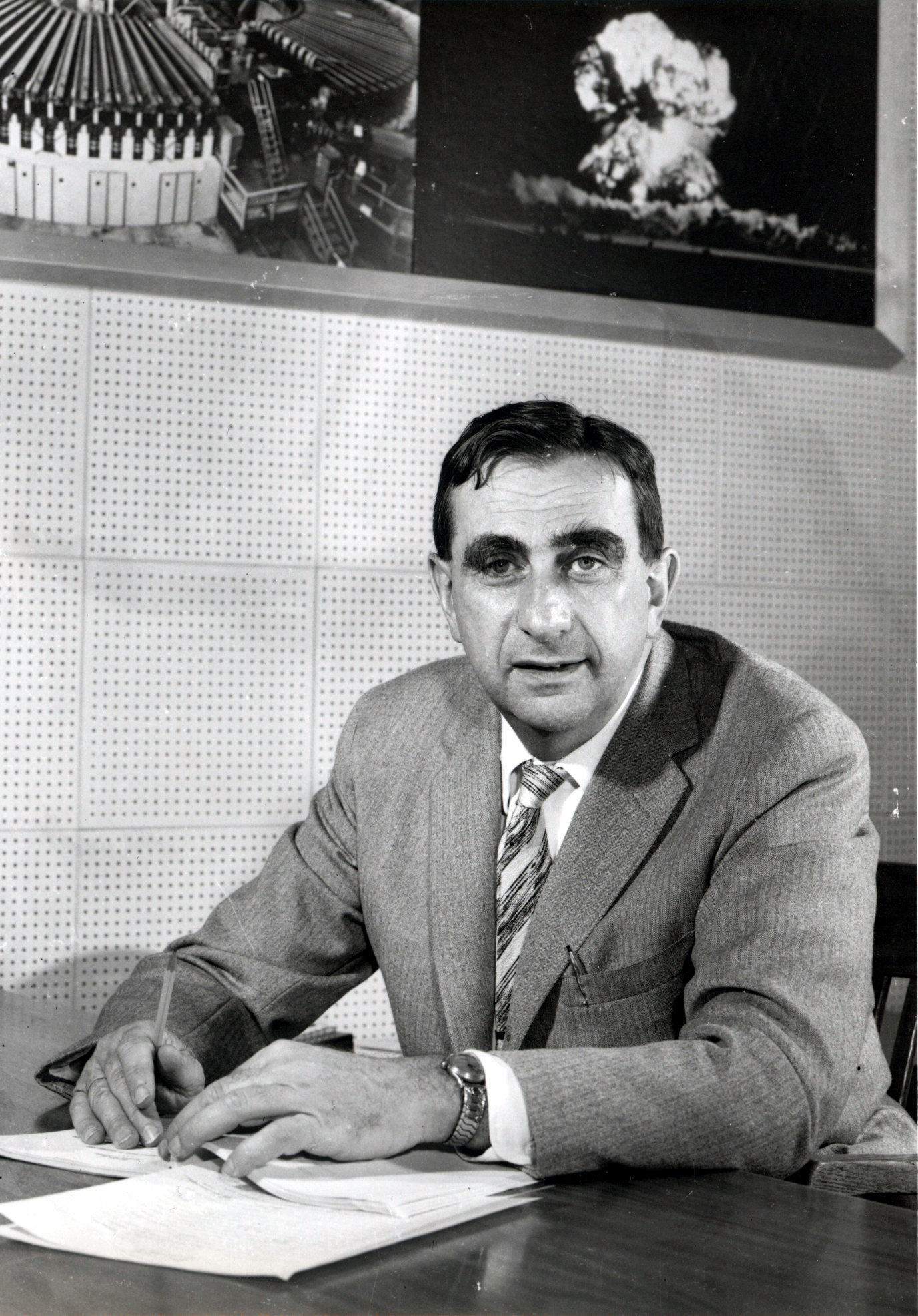
Edward Teller († 2003)
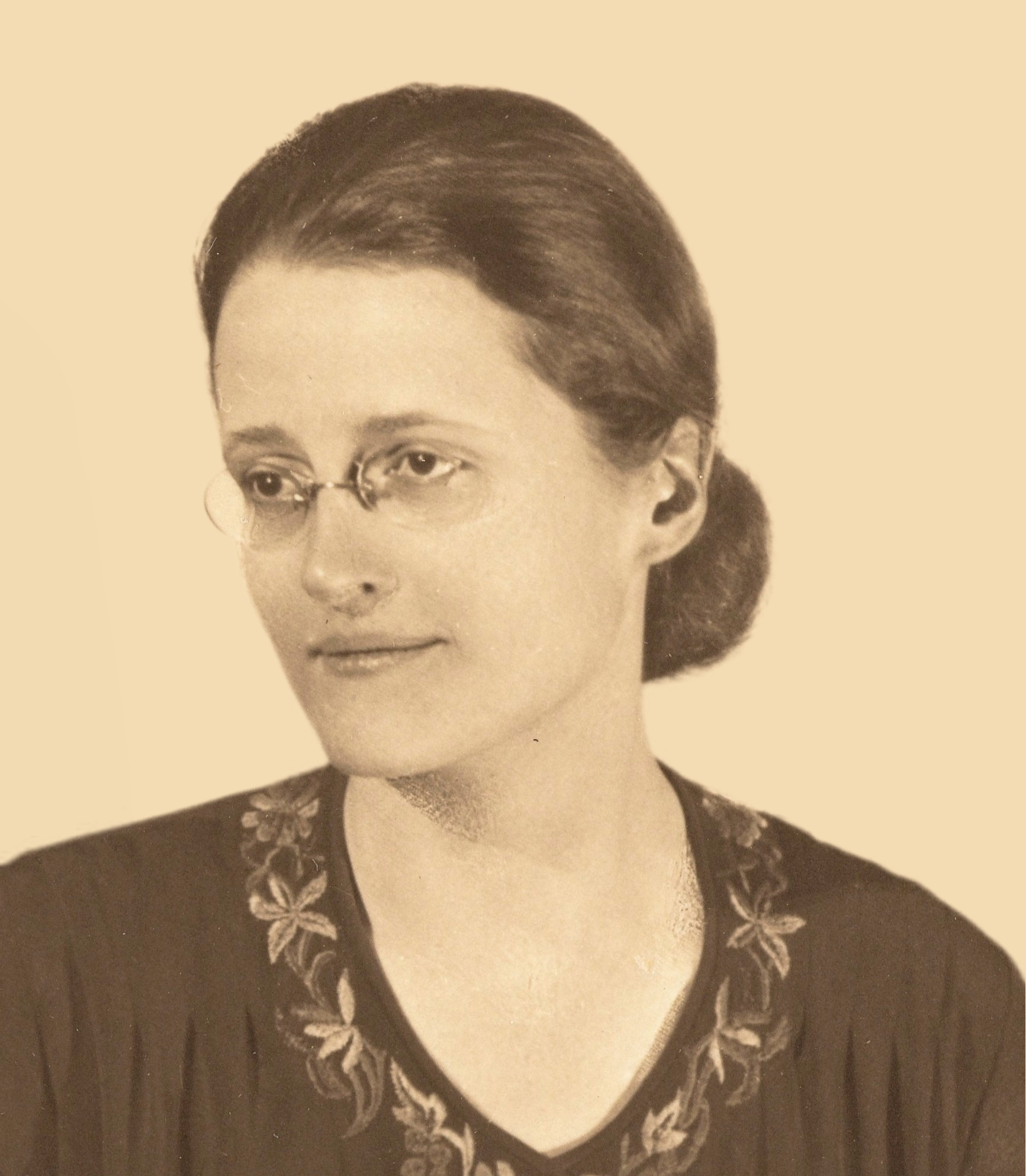
Marthe Louise Vogt († 2003)
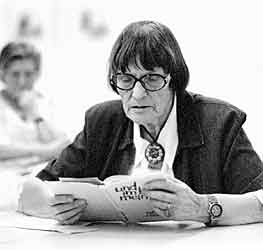
Annemarie Bostroem († 2015)
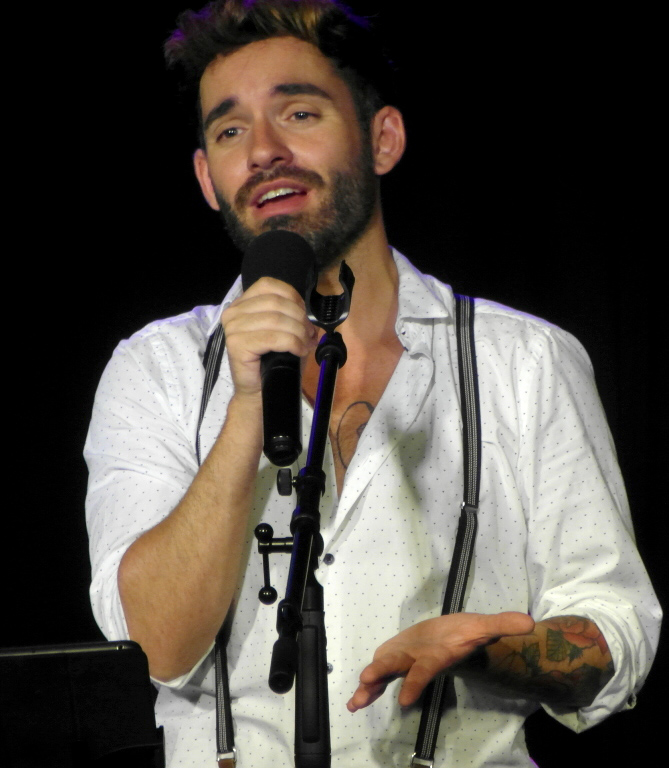
Daniel Küblböck († 2018)
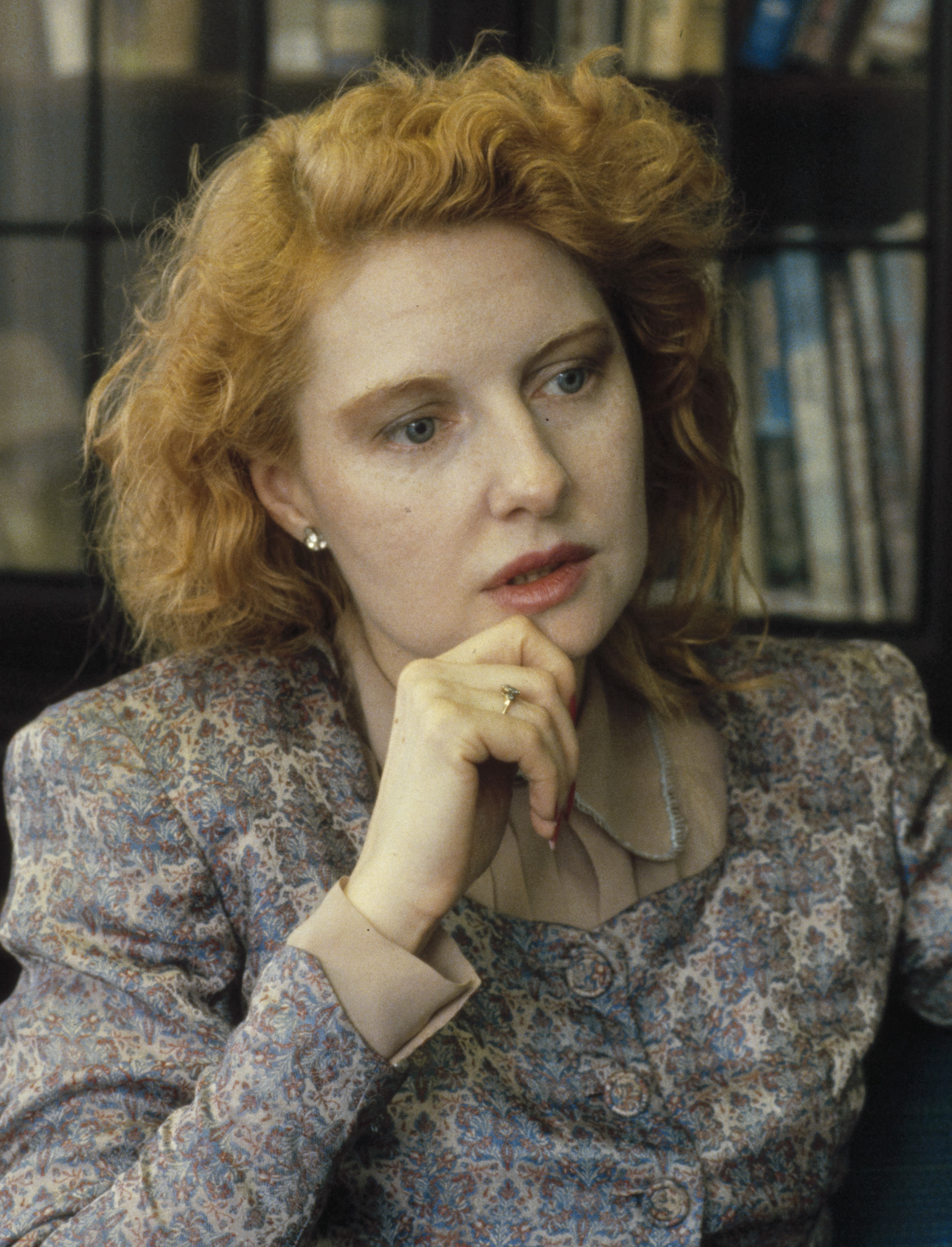
Shere Hite († 2020)

- 2001: Ahmad Schah Massoud, afghanischer Freiheitskämpfer
- 2002: Kjell-Arne Vikström, schwedischer Eishockeyspieler
- 2003: Harry Pietzsch, deutscher Schauspieler
- 2003: Edward Teller, US-amerikanischer Physiker
- 2003ː Marthe Louise Vogt, deutsche Pharmakologin
- 2004: Ernie Ball, US-amerikanischer Musiker und Hersteller von Saiten für Musikinstrumente
- 2004: Jan de Vroom, niederländischer Autorennfahrer und Unternehmer
- 2006: Gérard Brach, französischer Regisseur und Drehbuchautor
- 2006: Herbert Rudley, US-amerikanischer Schauspieler
- 2010ː Brigitte Christern-Briesenick,  deutsche Christliche Archäologin
- 2011: Hassan Aref, ägyptisch-US-amerikanischer Ingenieur und Physiker
- 2011: Horst Fuhrmann, deutscher Historiker
- 2012: Günther Discher, deutscher Musikhistoriker
- 2012: José Rodrigues de Souza, brasilianischer Bischof
- 2013: Gerhard Dieter, deutscher Boxer
- 2013: Susan Fitzgerald, irische Schauspielerin
- 2014: Arthur Hänsenberger, Schweizer Politiker
- 2014: Oldřich František Korte, tschechischer Komponist
- 2014: Antonín Tučapský, tschechischer Komponist und Dirigent
- 2015: Annemarie Bostroem, deutsche Lyrikerin, Dramatikerin und Nachdichterin
- 2015: Kurt Diwok, deutscher Mediziner und Hochschullehrer
- 2015: Christof Stählin, deutscher Kabarettist und Liedermacher
- 2016: Erich Storz, deutscher Sänger und Musikproduzent
- 2016: Jörg Zink, deutscher Theologe
- 2017: Velasio De Paolis, italienischer Kardinal
- 2017: Otto Meitinger, deutscher Architekt, Denkmalpfleger und Hochschulpräsident
- 2018: Peter Kretzschmar, deutscher Handballspieler und -trainer, Weltmeister
- 2018: Daniel Küblböck, deutscher Sänger
- 2018: Beat Richner, Schweizer Kinderarzt und Musiker
- 2019: Sahar Chodayari, iranische Bürgerrechtlerin
- 2019ː Lissy Gröner, deutsche Politikerin, MdEP, LGBT-Aktivistin
- 2019: Robert Frank, schweizerisch-amerikanischer Fotograf
- 2020: George Bizos, südafrikanischer Menschenrechtsanwalt
- 2020ː Cini Boeri, preisgekrönte italienische Architektin, Designerin und Hochschullehrerin
- 2020: Shere Hite, US-amerikanisch-deutsche Sexualwissenschaftlerin
- 2021: Richard McGeagh, US-amerikanischer Schwimmer
- 2021: Hans Pfann, deutscher Turner
- 2022: Jack Ging, US-amerikanischer Schauspieler
- 2022: Philipp Gütlich, deutscher Chemiker
- 2022: Trevor Tomkins, britischer Schlagzeuger
- 2024: James Earl Jones, US-amerikanischer Schauspieler
- 2024ː Friedrich Schorlemmer, deutscher evangelischer Theologe und Bürgerrechtler
- 2024: Caterina Valente, italienische Sängerin und Schauspielerin

## Feier- und Gedenktage
- Kirchliche Gedenktage
  - Luigi Pasquali, italienischer Märtyrer (evangelisch)
  - Hl. Gorgonius von Rom, römischer Märtyrer und Schutzpatron (katholisch)
  - Hl. Petrus Claver, spanischer Mönch und Missionar, Priester und Schutzpatron (evangelisch, katholisch)
- Namenstage
  - Grażyna, Korbinian, Otmar
- Staatliche Feier- und Gedenktage
  - Nordkorea: Gründungstag der Demokratischen Volksrepublik Korea (1948)
  - Tadschikistan: Unabhängigkeit von der Sowjetunion (1991)
- Weitere Informationen zum Tag
  - Tag des alkoholgeschädigten Kindes, (FASworld)

Weitere Einträge enthält die Liste von Gedenk- und Aktionstagen.